# 1924
Portal Geschichte | Portal Biografien | Aktuelle Ereignisse | Jahreskalender | Tagesartikel

◄ |
19. Jahrhundert |
20. Jahrhundert
| 21. Jahrhundert

◄ |
1890er |
1900er |
1910er |
1920er
| 1930er | 1940er | 1950er | ►

◄◄ |
◄ |
1920 |
1921 |
1922 |
1923 |
1924
| 1925 | 1926 | 1927 | 1928 | ► | ►►
Staatsoberhäupter · Wahlen · Nekrolog · Kunstjahr · Literaturjahr · Musikjahr · Filmjahr · Rundfunkjahr · Sportjahr
| Januar | Januar | Januar | Januar | Januar | Januar | Januar | Januar |
| Kw     | Mo     | Di     | Mi     | Do     | Fr     | Sa     | So     |
| ------ | ------ | ------ | ------ | ------ | ------ | ------ | ------ |
| 1      |        | 1      | 2      | 3      | 4      | 5      | 6      |
| 2      | 7      | 8      | 9      | 10     | 11     | 12     | 13     |
| 3      | 14     | 15     | 16     | 17     | 18     | 19     | 20     |
| 4      | 21     | 22     | 23     | 24     | 25     | 26     | 27     |
| 5      | 28     | 29     | 30     | 31     |        |        |        |

| Februar | Februar | Februar | Februar | Februar | Februar | Februar | Februar |
| Kw      | Mo      | Di      | Mi      | Do      | Fr      | Sa      | So      |
| ------- | ------- | ------- | ------- | ------- | ------- | ------- | ------- |
| 5       |         |         |         |         | 1       | 2       | 3       |
| 6       | 4       | 5       | 6       | 7       | 8       | 9       | 10      |
| 7       | 11      | 12      | 13      | 14      | 15      | 16      | 17      |
| 8       | 18      | 19      | 20      | 21      | 22      | 23      | 24      |
| 9       | 25      | 26      | 27      | 28      | 29      |         |         |

| März | März | März | März | März | März | März | März |
| Kw   | Mo   | Di   | Mi   | Do   | Fr   | Sa   | So   |
| ---- | ---- | ---- | ---- | ---- | ---- | ---- | ---- |
| 9    |      |      |      |      |      | 1    | 2    |
| 10   | 3    | 4    | 5    | 6    | 7    | 8    | 9    |
| 11   | 10   | 11   | 12   | 13   | 14   | 15   | 16   |
| 12   | 17   | 18   | 19   | 20   | 21   | 22   | 23   |
| 13   | 24   | 25   | 26   | 27   | 28   | 29   | 30   |
| 14   | 31   |      |      |      |      |      |      |

| April | April | April | April | April | April | April | April |
| Kw    | Mo    | Di    | Mi    | Do    | Fr    | Sa    | So    |
| ----- | ----- | ----- | ----- | ----- | ----- | ----- | ----- |
| 14    |       | 1     | 2     | 3     | 4     | 5     | 6     |
| 15    | 7     | 8     | 9     | 10    | 11    | 12    | 13    |
| 16    | 14    | 15    | 16    | 17    | 18    | 19    | 20    |
| 17    | 21    | 22    | 23    | 24    | 25    | 26    | 27    |
| 18    | 28    | 29    | 30    |       |       |       |       |

| Mai | Mai | Mai | Mai | Mai | Mai | Mai | Mai |
| Kw  | Mo  | Di  | Mi  | Do  | Fr  | Sa  | So  |
| --- | --- | --- | --- | --- | --- | --- | --- |
| 18  |     |     |     | 1   | 2   | 3   | 4   |
| 19  | 5   | 6   | 7   | 8   | 9   | 10  | 11  |
| 20  | 12  | 13  | 14  | 15  | 16  | 17  | 18  |
| 21  | 19  | 20  | 21  | 22  | 23  | 24  | 25  |
| 22  | 26  | 27  | 28  | 29  | 30  | 31  |     |

| Juni | Juni | Juni | Juni | Juni | Juni | Juni | Juni |
| Kw   | Mo   | Di   | Mi   | Do   | Fr   | Sa   | So   |
| ---- | ---- | ---- | ---- | ---- | ---- | ---- | ---- |
| 22   |      |      |      |      |      |      | 1    |
| 23   | 2    | 3    | 4    | 5    | 6    | 7    | 8    |
| 24   | 9    | 10   | 11   | 12   | 13   | 14   | 15   |
| 25   | 16   | 17   | 18   | 19   | 20   | 21   | 22   |
| 26   | 23   | 24   | 25   | 26   | 27   | 28   | 29   |
| 27   | 30   |      |      |      |      |      |      |

| Juli | Juli | Juli | Juli | Juli | Juli | Juli | Juli |
| Kw   | Mo   | Di   | Mi   | Do   | Fr   | Sa   | So   |
| ---- | ---- | ---- | ---- | ---- | ---- | ---- | ---- |
| 27   |      | 1    | 2    | 3    | 4    | 5    | 6    |
| 28   | 7    | 8    | 9    | 10   | 11   | 12   | 13   |
| 29   | 14   | 15   | 16   | 17   | 18   | 19   | 20   |
| 30   | 21   | 22   | 23   | 24   | 25   | 26   | 27   |
| 31   | 28   | 29   | 30   | 31   |      |      |      |

| August | August | August | August | August | August | August | August |
| Kw     | Mo     | Di     | Mi     | Do     | Fr     | Sa     | So     |
| ------ | ------ | ------ | ------ | ------ | ------ | ------ | ------ |
| 31     |        |        |        |        | 1      | 2      | 3      |
| 32     | 4      | 5      | 6      | 7      | 8      | 9      | 10     |
| 33     | 11     | 12     | 13     | 14     | 15     | 16     | 17     |
| 34     | 18     | 19     | 20     | 21     | 22     | 23     | 24     |
| 35     | 25     | 26     | 27     | 28     | 29     | 30     | 31     |

| September | September | September | September | September | September | September | September |
| Kw        | Mo        | Di        | Mi        | Do        | Fr        | Sa        | So        |
| --------- | --------- | --------- | --------- | --------- | --------- | --------- | --------- |
| 36        | 1         | 2         | 3         | 4         | 5         | 6         | 7         |
| 37        | 8         | 9         | 10        | 11        | 12        | 13        | 14        |
| 38        | 15        | 16        | 17        | 18        | 19        | 20        | 21        |
| 39        | 22        | 23        | 24        | 25        | 26        | 27        | 28        |
| 40        | 29        | 30        |           |           |           |           |           |

| Oktober | Oktober | Oktober | Oktober | Oktober | Oktober | Oktober | Oktober |
| Kw      | Mo      | Di      | Mi      | Do      | Fr      | Sa      | So      |
| ------- | ------- | ------- | ------- | ------- | ------- | ------- | ------- |
| 40      |         |         | 1       | 2       | 3       | 4       | 5       |
| 41      | 6       | 7       | 8       | 9       | 10      | 11      | 12      |
| 42      | 13      | 14      | 15      | 16      | 17      | 18      | 19      |
| 43      | 20      | 21      | 22      | 23      | 24      | 25      | 26      |
| 44      | 27      | 28      | 29      | 30      | 31      |         |         |

| November | November | November | November | November | November | November | November |
| Kw       | Mo       | Di       | Mi       | Do       | Fr       | Sa       | So       |
| -------- | -------- | -------- | -------- | -------- | -------- | -------- | -------- |
| 44       |          |          |          |          |          | 1        | 2        |
| 45       | 3        | 4        | 5        | 6        | 7        | 8        | 9        |
| 46       | 10       | 11       | 12       | 13       | 14       | 15       | 16       |
| 47       | 17       | 18       | 19       | 20       | 21       | 22       | 23       |
| 48       | 24       | 25       | 26       | 27       | 28       | 29       | 30       |

| Dezember | Dezember | Dezember | Dezember | Dezember | Dezember | Dezember | Dezember |
| Kw       | Mo       | Di       | Mi       | Do       | Fr       | Sa       | So       |
| -------- | -------- | -------- | -------- | -------- | -------- | -------- | -------- |
| 49       | 1        | 2        | 3        | 4        | 5        | 6        | 7        |
| 50       | 8        | 9        | 10       | 11       | 12       | 13       | 14       |
| 51       | 15       | 16       | 17       | 18       | 19       | 20       | 21       |
| 52       | 22       | 23       | 24       | 25       | 26       | 27       | 28       |
| 1        | 29       | 30       | 31       |          |          |          |          |

| Januar | Januar | Januar | Januar | Januar | Januar | Januar | Januar |
| Kw     | Mo     | Di     | Mi     | Do     | Fr     | Sa     | So     |
| ------ | ------ | ------ | ------ | ------ | ------ | ------ | ------ |
| 1      |        | 1      | 2      | 3      | 4      | 5      | 6      |
| 2      | 7      | 8      | 9      | 10     | 11     | 12     | 13     |
| 3      | 14     | 15     | 16     | 17     | 18     | 19     | 20     |
| 4      | 21     | 22     | 23     | 24     | 25     | 26     | 27     |
| 5      | 28     | 29     | 30     | 31     |        |        |        |

| Februar | Februar | Februar | Februar | Februar | Februar | Februar | Februar |
| Kw      | Mo      | Di      | Mi      | Do      | Fr      | Sa      | So      |
| ------- | ------- | ------- | ------- | ------- | ------- | ------- | ------- |
| 5       |         |         |         |         | 1       | 2       | 3       |
| 6       | 4       | 5       | 6       | 7       | 8       | 9       | 10      |
| 7       | 11      | 12      | 13      | 14      | 15      | 16      | 17      |
| 8       | 18      | 19      | 20      | 21      | 22      | 23      | 24      |
| 9       | 25      | 26      | 27      | 28      | 29      |         |         |

| März | März | März | März | März | März | März | März |
| Kw   | Mo   | Di   | Mi   | Do   | Fr   | Sa   | So   |
| ---- | ---- | ---- | ---- | ---- | ---- | ---- | ---- |
| 9    |      |      |      |      |      | 1    | 2    |
| 10   | 3    | 4    | 5    | 6    | 7    | 8    | 9    |
| 11   | 10   | 11   | 12   | 13   | 14   | 15   | 16   |
| 12   | 17   | 18   | 19   | 20   | 21   | 22   | 23   |
| 13   | 24   | 25   | 26   | 27   | 28   | 29   | 30   |
| 14   | 31   |      |      |      |      |      |      |

| April | April | April | April | April | April | April | April |
| Kw    | Mo    | Di    | Mi    | Do    | Fr    | Sa    | So    |
| ----- | ----- | ----- | ----- | ----- | ----- | ----- | ----- |
| 14    |       | 1     | 2     | 3     | 4     | 5     | 6     |
| 15    | 7     | 8     | 9     | 10    | 11    | 12    | 13    |
| 16    | 14    | 15    | 16    | 17    | 18    | 19    | 20    |
| 17    | 21    | 22    | 23    | 24    | 25    | 26    | 27    |
| 18    | 28    | 29    | 30    |       |       |       |       |

| Mai | Mai | Mai | Mai | Mai | Mai | Mai | Mai |
| Kw  | Mo  | Di  | Mi  | Do  | Fr  | Sa  | So  |
| --- | --- | --- | --- | --- | --- | --- | --- |
| 18  |     |     |     | 1   | 2   | 3   | 4   |
| 19  | 5   | 6   | 7   | 8   | 9   | 10  | 11  |
| 20  | 12  | 13  | 14  | 15  | 16  | 17  | 18  |
| 21  | 19  | 20  | 21  | 22  | 23  | 24  | 25  |
| 22  | 26  | 27  | 28  | 29  | 30  | 31  |     |

| Juni | Juni | Juni | Juni | Juni | Juni | Juni | Juni |
| Kw   | Mo   | Di   | Mi   | Do   | Fr   | Sa   | So   |
| ---- | ---- | ---- | ---- | ---- | ---- | ---- | ---- |
| 22   |      |      |      |      |      |      | 1    |
| 23   | 2    | 3    | 4    | 5    | 6    | 7    | 8    |
| 24   | 9    | 10   | 11   | 12   | 13   | 14   | 15   |
| 25   | 16   | 17   | 18   | 19   | 20   | 21   | 22   |
| 26   | 23   | 24   | 25   | 26   | 27   | 28   | 29   |
| 27   | 30   |      |      |      |      |      |      |

| Juli | Juli | Juli | Juli | Juli | Juli | Juli | Juli |
| Kw   | Mo   | Di   | Mi   | Do   | Fr   | Sa   | So   |
| ---- | ---- | ---- | ---- | ---- | ---- | ---- | ---- |
| 27   |      | 1    | 2    | 3    | 4    | 5    | 6    |
| 28   | 7    | 8    | 9    | 10   | 11   | 12   | 13   |
| 29   | 14   | 15   | 16   | 17   | 18   | 19   | 20   |
| 30   | 21   | 22   | 23   | 24   | 25   | 26   | 27   |
| 31   | 28   | 29   | 30   | 31   |      |      |      |

| August | August | August | August | August | August | August | August |
| Kw     | Mo     | Di     | Mi     | Do     | Fr     | Sa     | So     |
| ------ | ------ | ------ | ------ | ------ | ------ | ------ | ------ |
| 31     |        |        |        |        | 1      | 2      | 3      |
| 32     | 4      | 5      | 6      | 7      | 8      | 9      | 10     |
| 33     | 11     | 12     | 13     | 14     | 15     | 16     | 17     |
| 34     | 18     | 19     | 20     | 21     | 22     | 23     | 24     |
| 35     | 25     | 26     | 27     | 28     | 29     | 30     | 31     |

| September | September | September | September | September | September | September | September |
| Kw        | Mo        | Di        | Mi        | Do        | Fr        | Sa        | So        |
| --------- | --------- | --------- | --------- | --------- | --------- | --------- | --------- |
| 36        | 1         | 2         | 3         | 4         | 5         | 6         | 7         |
| 37        | 8         | 9         | 10        | 11        | 12        | 13        | 14        |
| 38        | 15        | 16        | 17        | 18        | 19        | 20        | 21        |
| 39        | 22        | 23        | 24        | 25        | 26        | 27        | 28        |
| 40        | 29        | 30        |           |           |           |           |           |

| Oktober | Oktober | Oktober | Oktober | Oktober | Oktober | Oktober | Oktober |
| Kw      | Mo      | Di      | Mi      | Do      | Fr      | Sa      | So      |
| ------- | ------- | ------- | ------- | ------- | ------- | ------- | ------- |
| 40      |         |         | 1       | 2       | 3       | 4       | 5       |
| 41      | 6       | 7       | 8       | 9       | 10      | 11      | 12      |
| 42      | 13      | 14      | 15      | 16      | 17      | 18      | 19      |
| 43      | 20      | 21      | 22      | 23      | 24      | 25      | 26      |
| 44      | 27      | 28      | 29      | 30      | 31      |         |         |

| November | November | November | November | November | November | November | November |
| Kw       | Mo       | Di       | Mi       | Do       | Fr       | Sa       | So       |
| -------- | -------- | -------- | -------- | -------- | -------- | -------- | -------- |
| 44       |          |          |          |          |          | 1        | 2        |
| 45       | 3        | 4        | 5        | 6        | 7        | 8        | 9        |
| 46       | 10       | 11       | 12       | 13       | 14       | 15       | 16       |
| 47       | 17       | 18       | 19       | 20       | 21       | 22       | 23       |
| 48       | 24       | 25       | 26       | 27       | 28       | 29       | 30       |

| Dezember | Dezember | Dezember | Dezember | Dezember | Dezember | Dezember | Dezember |
| Kw       | Mo       | Di       | Mi       | Do       | Fr       | Sa       | So       |
| -------- | -------- | -------- | -------- | -------- | -------- | -------- | -------- |
| 49       | 1        | 2        | 3        | 4        | 5        | 6        | 7        |
| 50       | 8        | 9        | 10       | 11       | 12       | 13       | 14       |
| 51       | 15       | 16       | 17       | 18       | 19       | 20       | 21       |
| 52       | 22       | 23       | 24       | 25       | 26       | 27       | 28       |
| 1        | 29       | 30       | 31       |          |          |          |          |

## Ereignisse

### Politik und Weltgeschehen

#### Völkerbund
- 2. Oktober: Der Völkerbund in Genf verabschiedet einstimmig ein Protokoll, das den Angriffskrieg ächtet. Das Genfer Protokoll von 1924 tritt allerdings nie in Kraft, nachdem Großbritannien die Ratifizierung verweigert.

#### Deutsches Reich

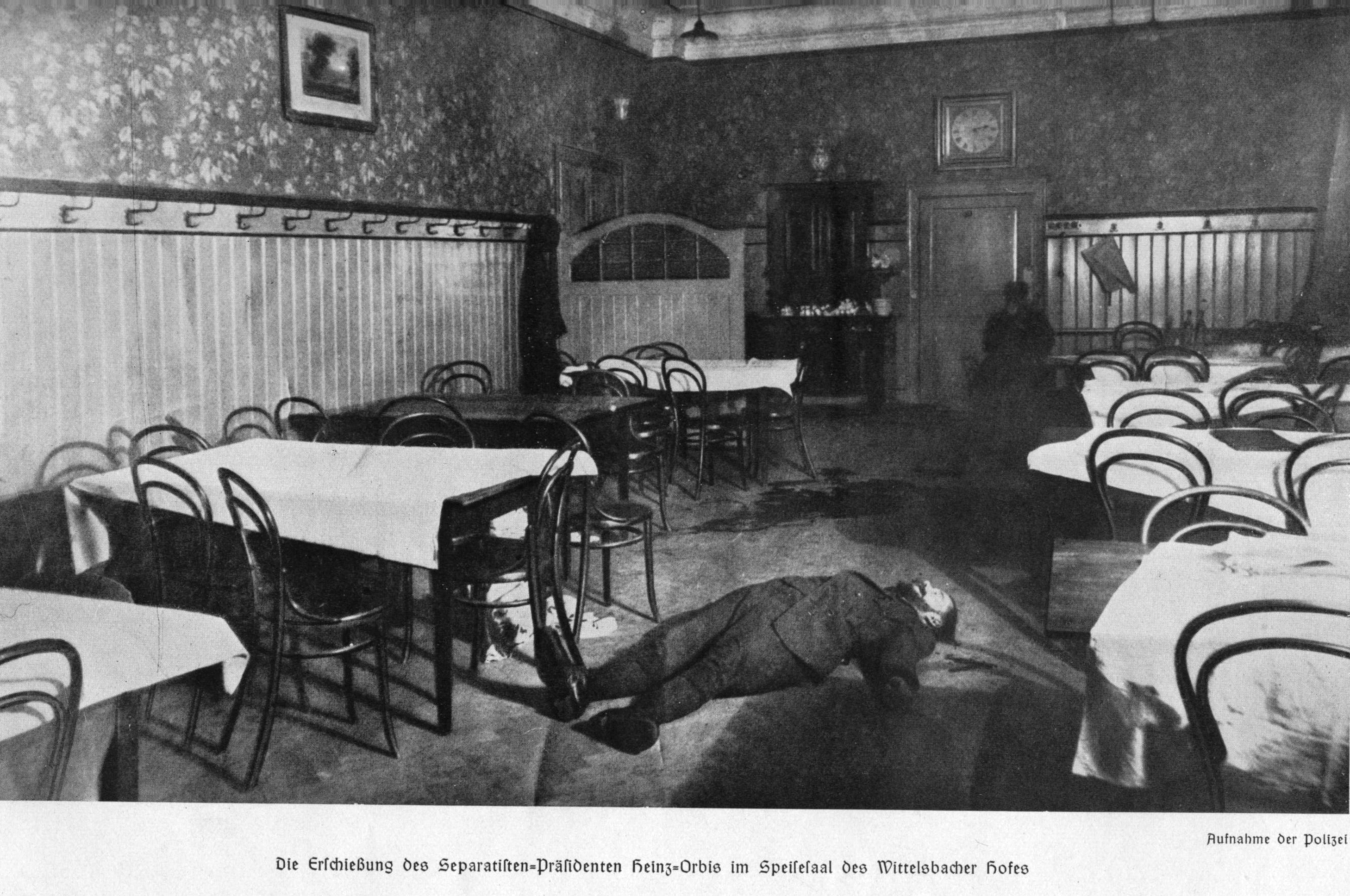
Leiche von Heinz Orbis, Polizeiaufnahme vom Tatort

- 9. Januar: Ein rechtsextremer Trupp unter dem Kommando Edgar Jungs ermordet mit Billigung der bayerischen Regierung in Speyer den pfälzischen Separatisten Heinz-Orbis. Bei diesem Anschlag werden außer Heinz auch der Trierer Separatist Nikolaus Fußhöller und ein Unbeteiligter, der Würzburger Matthias Sand, erschossen.  Während die Attentäter fliehen, kommt es zu einem Schusswechsel mit Anhängern von Heinz. Dabei werden zwei der Attentäter, Franz Hellinger und Ferdinand Wiesmann, tödlich verletzt. Die Ermordung von Heinz wird in der Propaganda der politischen Rechten in den nachfolgenden Jahren zu einer heroischen vaterländischen Tat verklärt. Der Bischof von Speyer, Ludwig Sebastian, verweigert Heinz-Orbis am 14. Januar bei seinem Begräbnis eine katholische Trauerfeier, weil Heinz als „Revolutionär gegen die gottgegebene Ordnung“ aufgetreten sei.
- 15. Januar: Die auf Anweisung Adolf Hitlers von Alfred Rosenberg und Hans Jacob gegründete Großdeutsche Volksgemeinschaft wird als Ersatzorganisation für die nach dem Fehlschlag des Hitlerputsches in München verbotene NSDAP ins Vereinsregister eingetragen. Als Geschäftsführer fungiert Philipp Bouhler. In den ersten Monaten eher unbedeutend, gewinnt die GVG durch den Beitritt von Julius Streicher und Hermann Esser im Frühjahr an Attraktivität für die versprengten NSDAP-Anhänger.

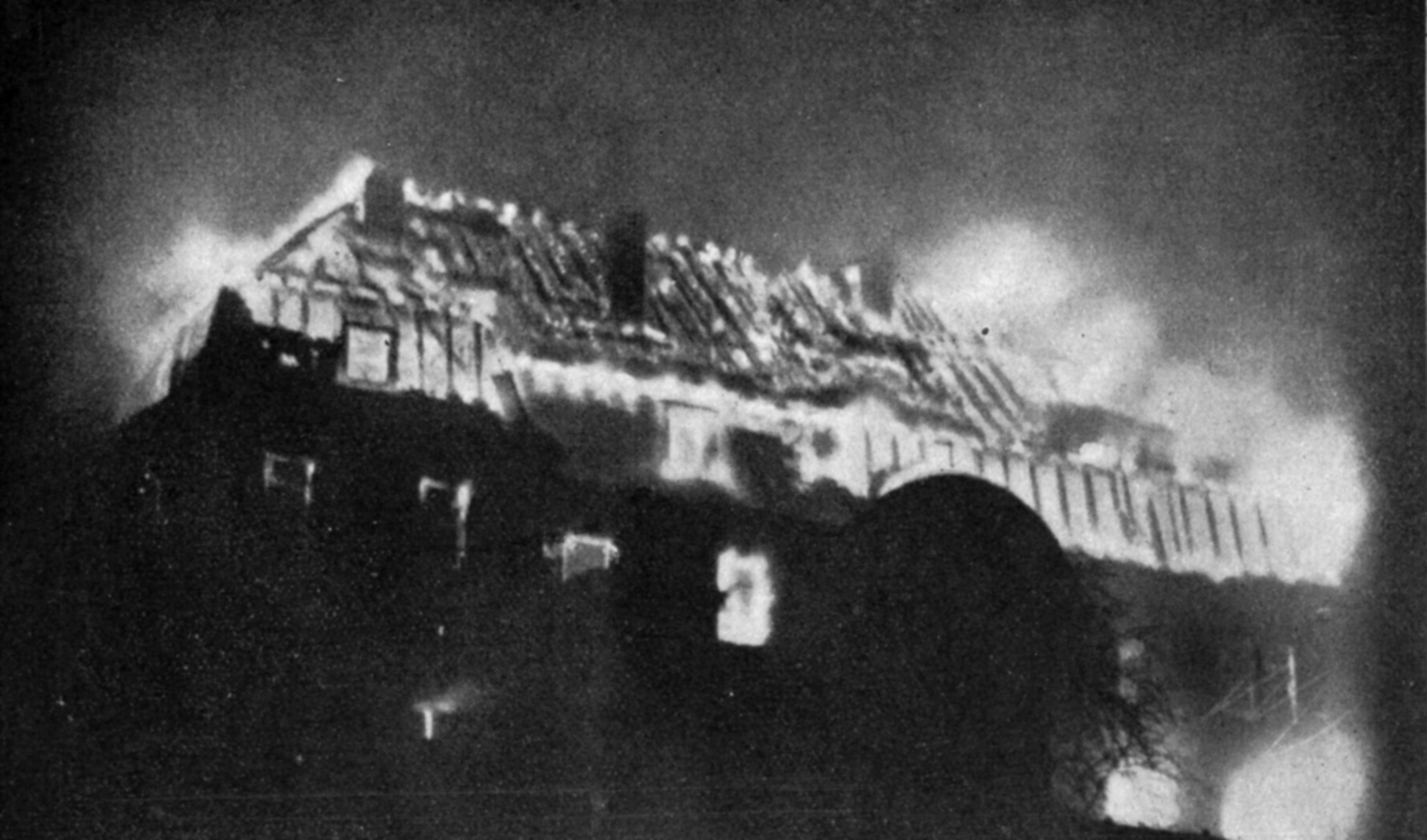
Das brennende Bezirksamt

- 12. Februar: Mit dem Sturm auf das Bezirksamt in Pirmasens endet die separatistische Episode in der Pfalz. Das Gebäude wird zuerst in Brand gesteckt und dann erstürmt. Dabei werden alle dort noch verschanzten Separatisten gelyncht. Es kommen insgesamt 23 Menschen auf beiden Seiten zu Tode, es gibt viele Verletzte
- 24. Februar: In Magdeburg wird durch eine Initiative aus den drei Parteien der Weimarer Koalition (SPD, Zentrum, DDP) das Reichsbanner Schwarz-Rot-Gold als Organisation aller republiktreuen Frontkämpfer gegründet. Das Reichsbanner soll dem Schutz der Weimarer Republik gegen ihre radikalen Feinde dienen.

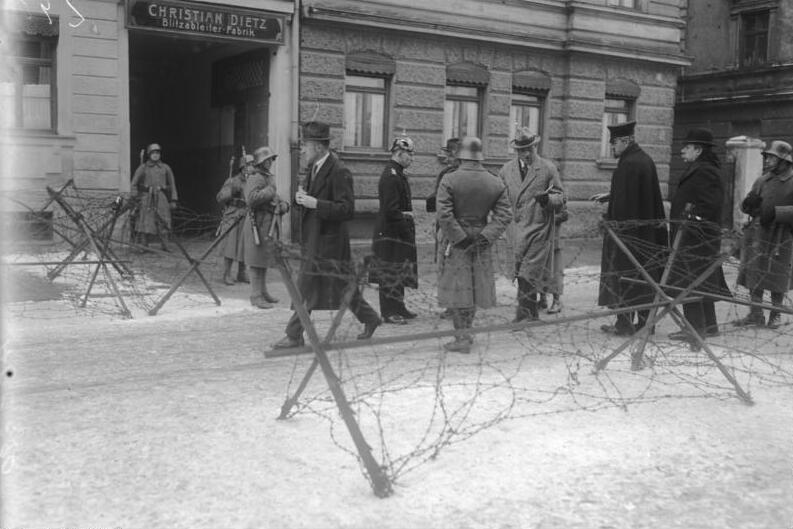
Passkontrollen in der Umgebung der Kriegsschule (Februar 1924)

- 26. Februar: Der Hitler-Prozess wegen des gescheiterten Putschversuchs vom 9. November 1923 beginnt im Hauptlesesaal der Zentralen Infanterieschule mit 368 Zeugen, Korrespondenten aus aller Welt und Hunderten von Zuschauern mit reservierten Sitzen. Zwei Bataillone der Landespolizei riegeln mit Stacheldraht und Spanischen Reitern die Mars- und Blutenburgstraße ab. Die zehn von Staatsanwalt Ludwig Stenglein Angeklagten sind Adolf Hitler, Erich Ludendorff, Heinz Pernet, Friedrich Weber, Hermann Kriebel, Ernst Röhm, Ernst Pöhner, Wilhelm Frick, Wilhelm Brückner und Robert Wagner. Rudolf Heß ist zunächst untergetaucht und stellt sich später dem Gericht, Hermann Göring hat sich ins Ausland abgesetzt. Die Prozessführung durch den Vorsitzenden Richter Georg Neithardt, der den Angeklagten größtes Wohlwollen entgegenbringt, wird bereits von Zeitgenossen als Justizskandal gewertet. Hitler wird in dem Verfahren erlaubt, sich als selbstloser, von edelsten patriotischen Zielen motivierter Politiker zu stilisieren. Dies steigert auch außerhalb Bayerns seine Popularität in antidemokratischen, republikfeindlichen Kreisen und trägt wesentlich dazu bei, dass er sich später als unumstrittener Anführer der Völkischen Bewegung durchsetzen kann. 25 Tage nehmen Zeugenaussagen und Diskussionen in Anspruch, von denen die Öffentlichkeit und die Presse großenteils „aus Gründen der Sicherheit“ ausgeschlossen sind. Am 27. März dürfen die Angeklagten abschließende Erklärungen abgeben.
- 29. März: Der Freistaat Bayern schließt ein Konkordat mit dem Heiligen Stuhl.

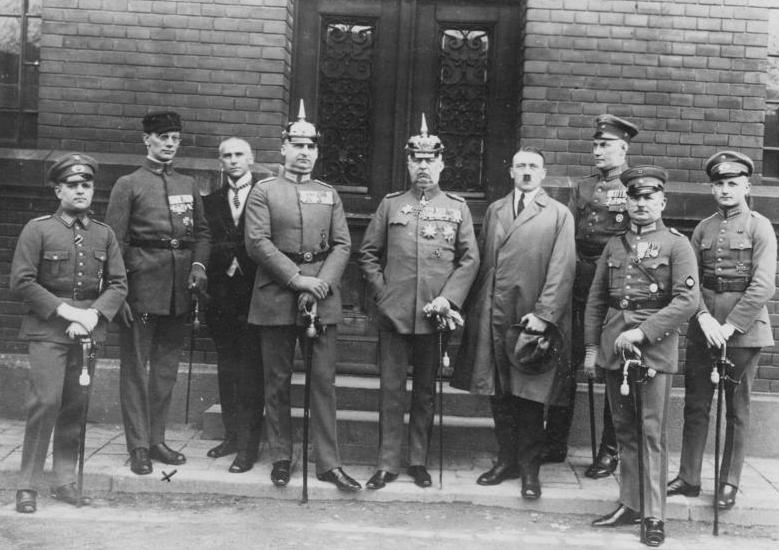
Die Angeklagten vor der Urteilsverkündung

- 1. April: Das Urteil im Hitler-Prozess wird verkündet. Mit Ausnahme von Ludendorff werden alle Angeklagten für schuldig befunden. Hitler, Weber, Kriebel und Pöhner werden zur Mindeststrafe von fünf Jahren Festungshaft nebst Geldbuße von 200 Goldmark verurteilt. Nach sechs Monaten könne die Strafe wegen guter Führung in Bewährungsfrist umgewandelt werden. Die obligatorische Ausweisung Hitlers nach § 9 Absatz 2 des Republikschutzgesetzes wird unter Verweis darauf, dass Hitler sich als Deutscher betrachte und viereinhalb Jahre im deutschen Heer Kriegsdienst geleistet und sich durch Tapferkeit ausgezeichnet habe, nicht angewandt.
- 4. Mai: Bei der Reichstagswahl in der Weimarer Republik erringen die republikfeindlichen radikalen Parteien (Kommunisten, Deutschnationale Volkspartei und Nationalsozialisten) starke Gewinne. Dennoch bestätigt Reichspräsident Friedrich Ebert die Regierung von Wilhelm Marx trotz des Ausscheidens der BVP personell unverändert.

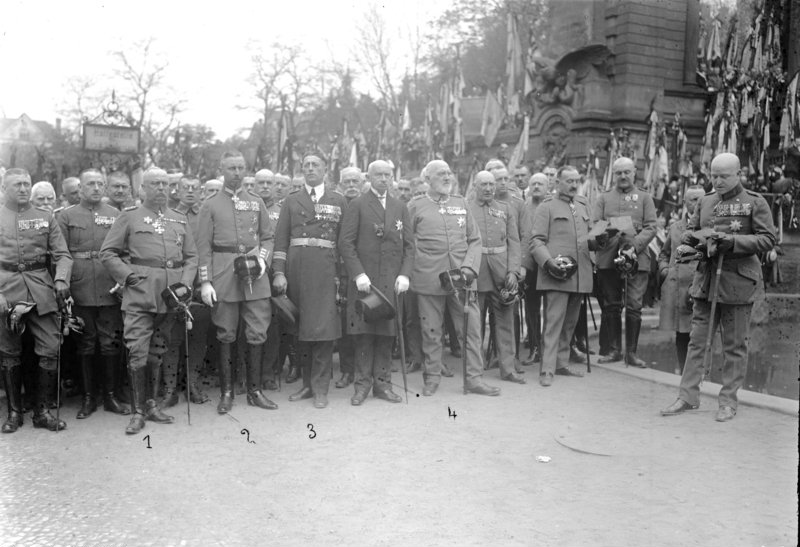
Erich Ludendorff 1, Oskar Prinz von Preußen 2, Felix Graf von Luckner 3, und Josias von Heeringen während der Feier in Halle

- 11. Mai: Beim vom Stahlhelm, Bund der Frontsoldaten dominierten „Deutschen Tag“ in Halle kommt es bei einer von der KPD initiierten Gegendemonstration zu einer Schießerei mit der Polizei, wobei mindestens eine Person ums Leben kommt.
- 18. Juli: Die KPD gründet den Rotfrontkämpferbund als Gegenorganisation zum Reichsbanner. Führer sind Ernst Thälmann und Willy Leow.

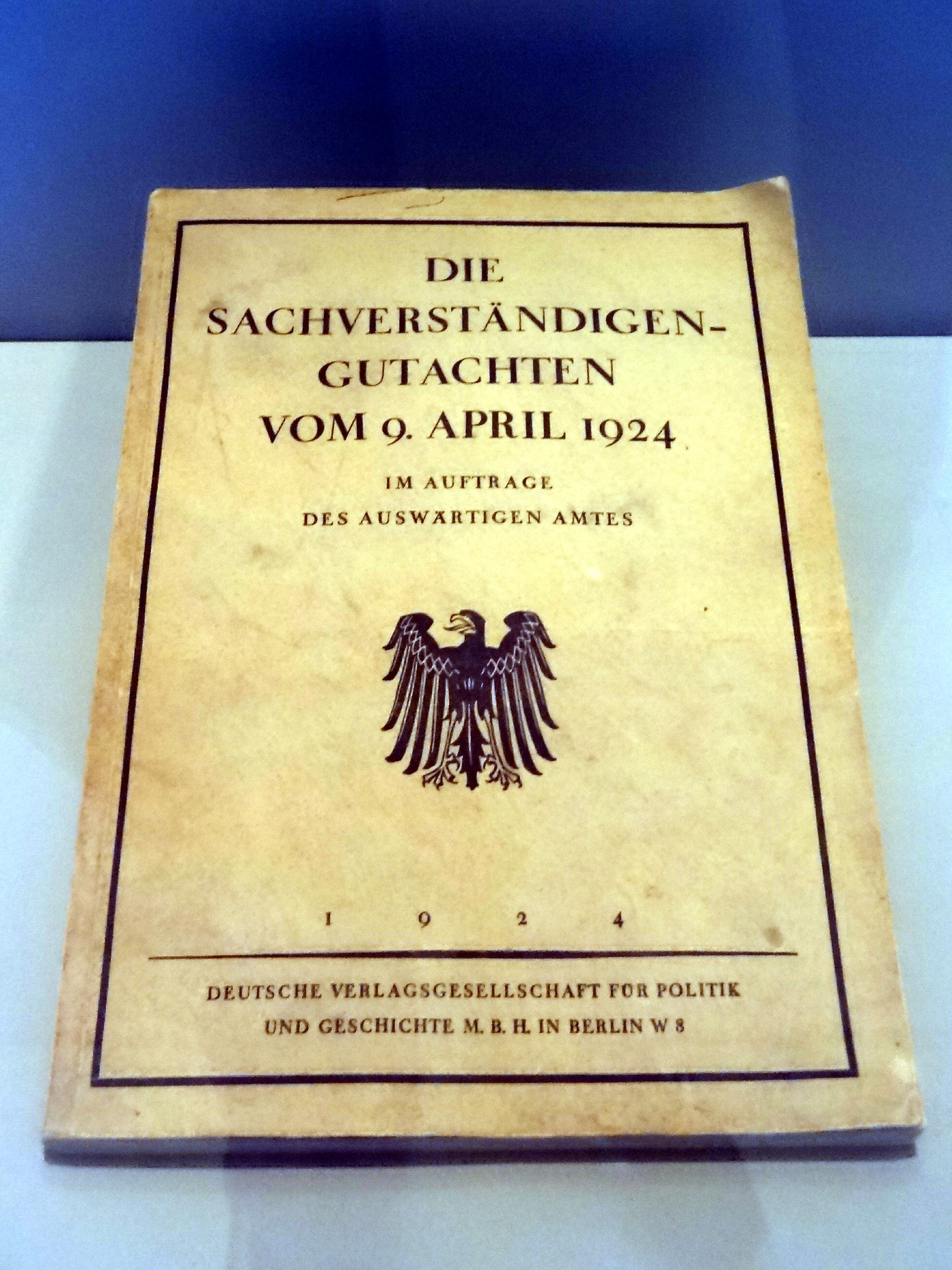
Sachverständigen-Gutachten vom 9. April 1924 (Dawes-Plan)

- 16. August: Auf der Londoner Konferenz werden die unter dem Vorsitz des amerikanischen Finanzexperten Charles G. Dawes ausgearbeiteten Verträge für den Dawes-Plan zur Zahlung der Reparationen durch Deutschland unterschrieben. Diese sollen sich jetzt an der wirtschaftlichen Leistungsfähigkeit der Weimarer Republik orientieren. Zugleich wird eine internationale Anleihe aufgelegt, auf deren Basisdeckung Kredite an die deutsche Wirtschaft vergeben werden können. Die Verträge treten am 1. September in Kraft. Der Dawes-Plan wird vor allem durch Druck aus Amerika und die Politik von Gustav Stresemann möglich und erlaubt es der deutschen Wirtschaft, sich zu erholen. Damit ist Deutschland bis auf weiteres in der Lage, die Reparationen zu zahlen; die Siegermächte wiederum können ihre Kriegskredite an die USA zurückzahlen. Der Dawes-Plan ist einer der ersten außenpolitischen Erfolge Deutschlands nach dem Ersten Weltkrieg und bedeutet die außenpolitische Rückkehr der USA nach Europa.
- 10./11. Oktober: In Bruchsal findet ein weiterer – von einer Ersatzorganisation der verbotenen NSDAP organisierter – Deutscher Tag statt. Unter den teilnehmenden Gruppen sind verschiedene völkische Organisationen, der Bund Wiking, der Wehrwolf, der Frontkriegerbund sowie der Jugendbund der Mannheimer DNVP. Zu den rund 2000 Teilnehmern zählen die späteren NSDAP-Funktionäre Robert Wagner, Walter Köhler und Franz Moraller.
- Oktober: Die Deutschvölkische Freiheitspartei schließt sich mit den Nationalsozialisten zur Nationalsozialistischen Freiheitspartei zusammen. Der Völkische Block in Bayern schließt sich der NSFB als Landesverband an.
- Im Herbst überlegt die bayerische Fremdenpolizei, Hitler aus Bayern nach Österreich abzuschieben, falls er vorzeitig aus der Haft entlassen würde. Der österreichische Bundeskanzler Ignaz Seipel will den Putschisten und Unruhestifter nicht wieder in Österreich haben und teilt Bayern mit, Hitler sei durch den Dienst im deutschen Heer Deutscher geworden. Bayern weist zwar nach, dass Österreich in anderen Fällen die österreichische Staatsbürgerschaft deutscher Soldaten anerkannt habe, Seipel beharrt aber auf seiner Rechtsansicht. Hitler bleibt in Deutschland.

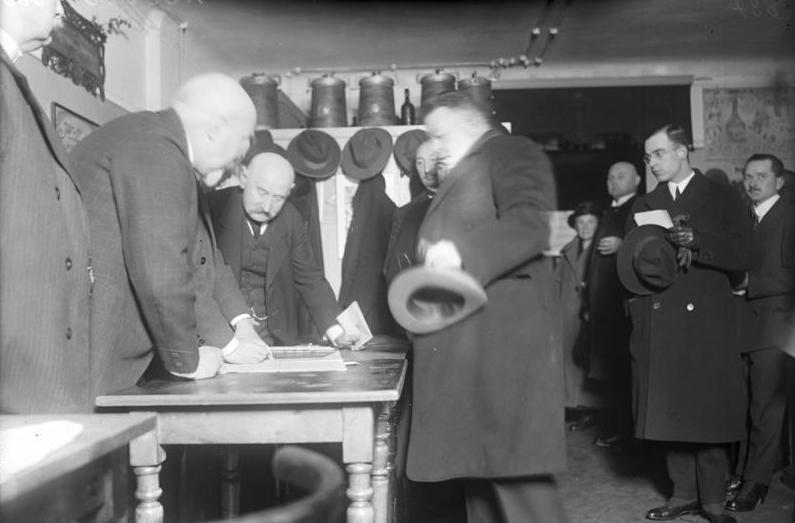
Friedrich Ebert im Wahllokal

- 7. Dezember: Sieben Monate nach der letzten Wahl finden im Deutschen Reich eine neuerliche Reichstagswahl statt. Sie endet im Vergleich mit der Wahl vom Mai mit einer gewissen Stabilisierung der staatstragenden Parteien und bedeuteten eine klare Niederlage für die extreme Rechte und Linke.
- 20. Dezember: Adolf Hitler wird auf Bewährung aus der Festungshaftanstalt Landsberg am Lech entlassen.

#### Sowjetunion
- 1. Januar: Die sowjetische Militärzeitung Krasnaja Swesda wird gegründet.
- 21. Januar: Nach dem Tod von Wladimir Iljitsch Lenin kommt es in der Sowjetunion zu einem Machtkampf zwischen dem herrschenden Triumvirat, bestehend aus Josef Stalin, Grigori Jewsejewitsch Sinowjew und Lew Borissowitsch Kamenew auf der einen Seite und Leo Trotzki und seinen Anhängern auf der anderen Seite. Dem Triumvirat gelingt es, die Wirkung von Lenins Testament, in dem er die Ablöse Stalins als Generalsekretär der Kommunistischen Partei fordert, zunichtezumachen, indem es nicht allgemein vorgelesen, sondern nur den einzelnen Delegationen zur Kenntnis gebracht wird. Der Machtkampf zwischen Trotzki und Stalin wird vordergründig als Auseinandersetzung zwischen zwei revolutionären Konzepten ausgefochten: Stalin vertritt den „Sozialismus in einem Land“, während Trotzki weiterhin auf die „Weltrevolution“ setzt.
- 26. Januar: Die Stadt Petrograd wird vom zweiten Räte-Kongress der UdSSR in Leningrad umbenannt. Man will damit den verstorbenen Revolutionär und Staatsgründer Lenin dauerhaft ehren. Das Machtzentrum der Sowjetunion verschiebt sich dennoch immer mehr nach Moskau.

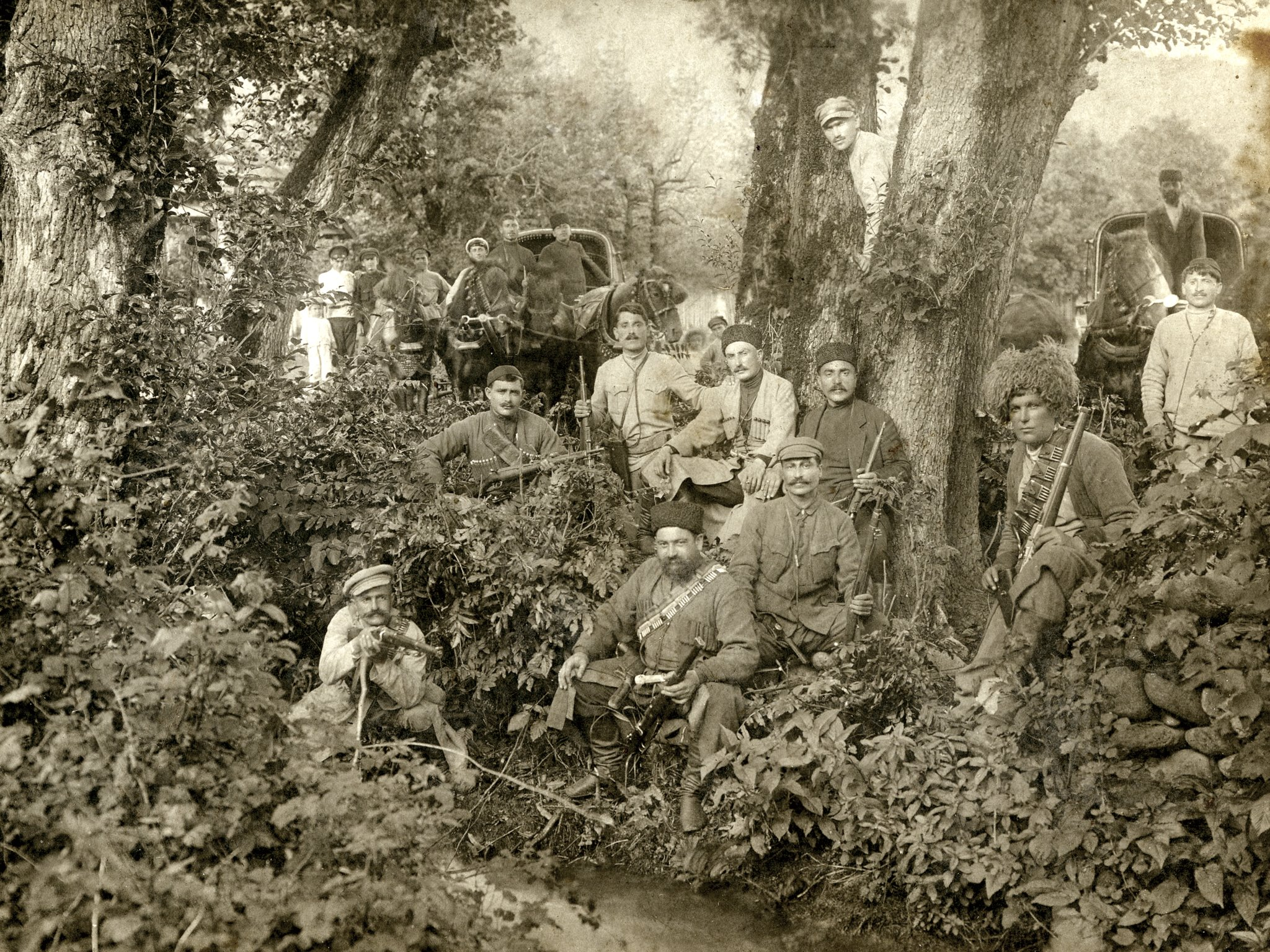
Georgische Rebellen unter dem Kommando von Kakuza Tscholoqaschwili

- 28. August: Der August-Aufstand in Georgien beginnt. Die letzte größere Rebellion gegen die Herrschaft der Bolschewiki im Südkaukasus wird unter Führung von Stalin und Grigori Konstantinowitsch Ordschonikidse sowie Lawrenti Beria als Chef der Tscheka bis Mitte September niedergeschlagen. Die Führung des aufständischen Damkom wird zwischen dem 29. August und 5. September verhaftet, muss ein Papier unterzeichnen, in dem sie die Idee des Aufstandes widerruft und wird anschließend liquidiert. In den folgenden Wochen werden etwa 7.000 ihrer Anhänger erschossen. Mehrere zehntausend Menschen, darunter ganze Familien, werden nach Sibirien oder Zentralasien verbannt. Einzelne Widerstandskämpfer, wie Kakuza Tscholoqaschwili oder der kachetische Partisanenführer Micheil Laschkaraschwili, können sich ins Ausland retten.

#### Großbritannien

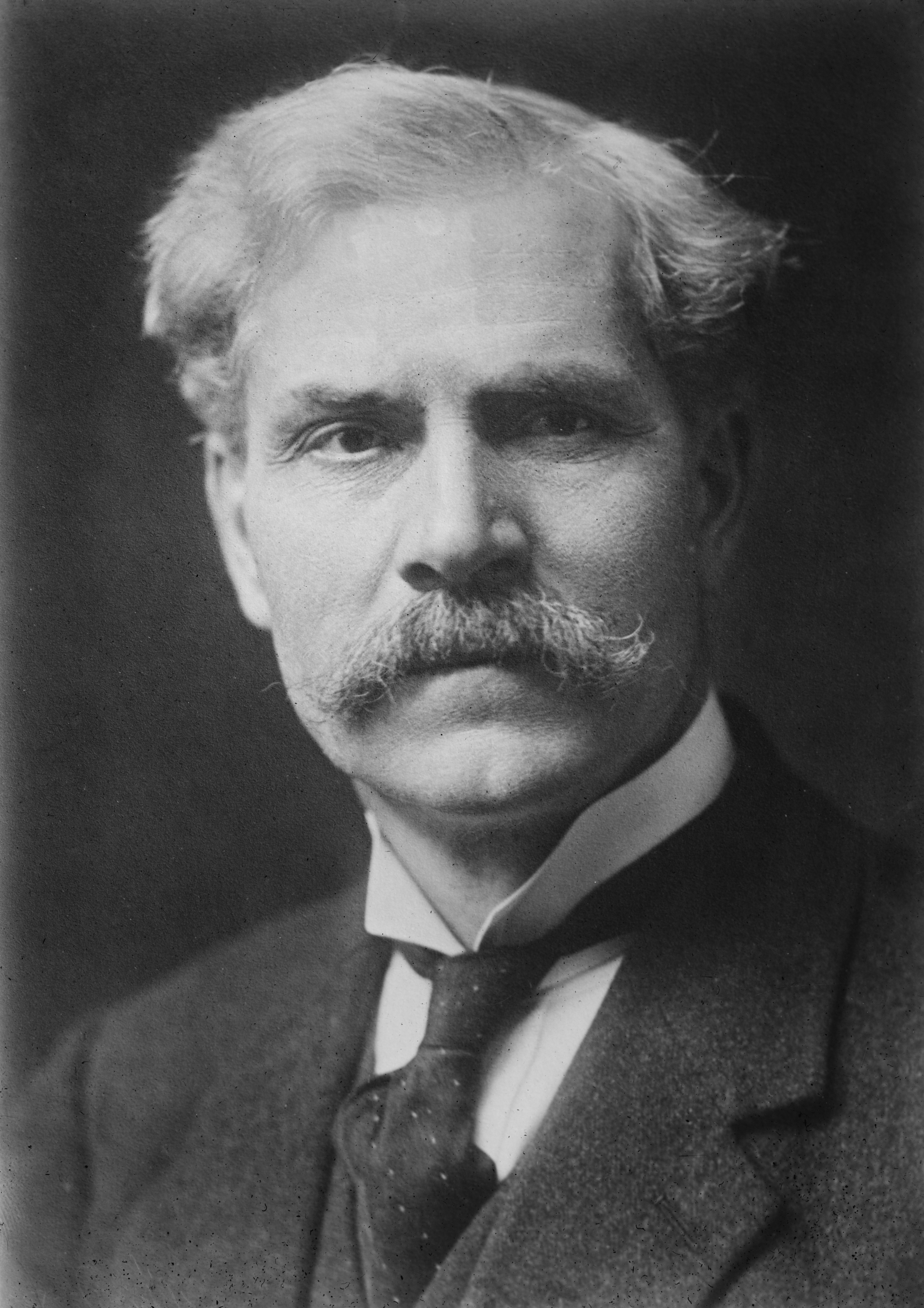
Ramsay MacDonald (um 1923)

- 22. Januar: Nachdem die Tories bei der Wahl im Dezember Verluste erlitten haben, verliert Premierminister Stanley Baldwin die Vertrauensfrage im Parlament. König George V. ernennt am gleichen Tag Ramsay MacDonald als erste Labour-Chef zum britischen Premierminister. Er regiert eine von der Liberal Party unter H. H. Asquith gestützte Minderheitsregierung. MacDonald übernimmt sowohl das Amt des Premierministers als auch das des Außenministers und macht klar, dass seine Priorität auf der Beseitigung der Schäden liegt, die nach seiner Meinung durch den Versailler Vertrag von 1919 angerichtet worden sind. Er will die Frage der deutschen Reparationen lösen und sich mit Deutschland arrangieren. Die Innenpolitik überlässt er seinen Ministern, darunter J.R. Clynes als Lordsiegelbewahrer, Philip Snowden als Finanzminister und Arthur Henderson als Innenminister. Im Juni beruft MacDonald eine Konferenz der Kriegsalliierten nach London ein und erreicht eine Einigung auf einen neuen Plan zur Regelung der Reparationsfrage, den Dawes-Plan (s. o.). In London willigt auch der neue französische Ministerpräsident, der Radikalsozialist Édouard Herriot, mit dem MacDonald ein Vertrauensverhältnis aufbauen kann, ein, die Besetzung des Ruhrgebiets durch französische und belgische Truppen zu beenden. Deutsche Delegierte schließen sich dann der Konferenz an und das Londoner Abkommen wird im August unterzeichnet. Ihm folgt ein britisch-deutscher Wirtschaftsvertrag.
- Im September legt McDonald wieder gemeinsam mit Herriot dem Völkerbund in Genf einen Plan vor, mit dem Kriege nachhaltig verhütet werden sollen: Das so genannte Genfer Protokoll, das die Völkerbundversammlung am 2. Oktober annimmt, sieht vor, dass Angriffskriege geächtet und alle Völkerbundsmitglieder verpflichtet würden, dem Land, das einen solchen Angriffskrieg führte, ihrerseits den Krieg zu erklären.
- MacDonalds Regierung scheitert, als er vorschlägt, die seit ihrer Gründung international weitgehend isolierte Sowjetunion diplomatisch anzuerkennen. Die Konservativen und ihre Verbündeten in der Presse starten eine antikommunistische Kampagne, und die Liberalen ziehen ihre Unterstützung im Unterhaus zurück. Die Konservativen bringen daraufhin einen Misstrauensantrag ein, den Labour verliert. MacDonald beantragt und erreicht die Auflösung des Parlaments.

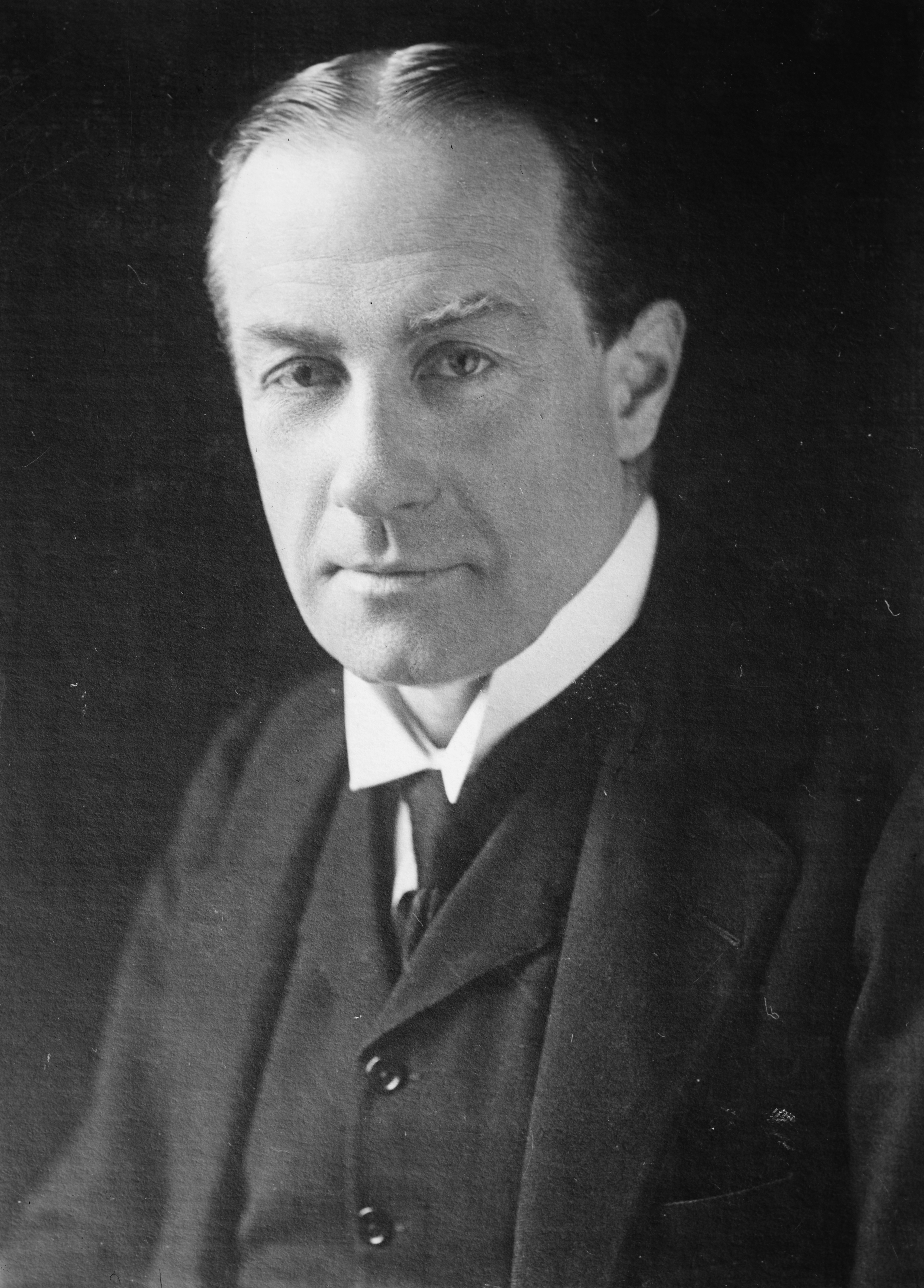
Stanley Baldwin (1920)

- Bei der Britischen Unterhauswahl am 29. Oktober gewinnen die Tories die absolute Mehrheit, die Liberalen verlieren 118 ihrer 158 Sitze. Stanley Baldwin wird neuerlich Premierminister und verweigert MacDonalds wichtigstem außenpolitischen Projekt, dem Genfer Protokoll, die Zustimmung.

#### Türkei/Griechenland

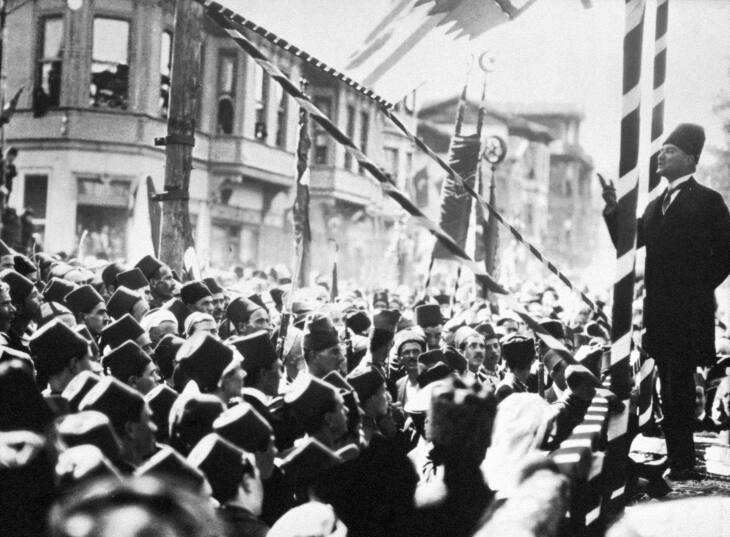
Rede Mustafa Kemals in Bursa, 1924

- 3. März: Die Türkei unter Mustafa Kemal Pascha beschließt die Abschaffung des Kalifats sowie das Gesetz über die Vereinheitlichung des Unterrichts. Am Tag darauf müssen der letzte Kalif Abdülmecid II. und alle Angehörigen der Familie Osman die Türkei verlassen. Am 20. April tritt eine neue Verfassung in Kraft. In der Folge werden die Derwischklöster und die religiösen Gerichtshöfe geschlossen, Religionsschulen für Geistliche und Richter aufgelöst, die allgemeine Schulpflicht wird eingeführt und alle Schulen werden einem Ministerium für Nationale Bildung unterstellt.
- 25. März: In Griechenland wird die Monarchie abgeschafft und die Zweite Hellenische Republik gegründet. Diese Entscheidung des Parlaments wird vom griechischen Volk in einem Referendum vom 30. April mit einer Mehrheit von 70 % zugunsten der Präsidialrepublik angenommen. Am 3. Juni tritt die Verfassung in Kraft, Pavlos Koundouriotis wird Staatspräsident. König Georg II. hat schon Ende des Vorjahres mit seiner Familie das Land verlassen.
- 19. Mai: In einer Konferenz am Goldenen Horn wird die sogenannte Mossul-Frage über die Zugehörigkeit des überwiegend kurdischen Vilâyet Mossul behandelt. Da keine Einigkeit erzielt werden kann, wird der Völkerbund eingeschaltet.
- Da die türkische Regierung die lokale kurdische Bevölkerung in der Mossul-Frage hinter sich wissen will, ist sie bereit, ihnen einige ihrer Forderungen zu erfüllen, die einer Autonomie nahe kommen. Am 1. August wird in Diyarbakır zwecks Bestimmung des Ausmaßes der Rechte der Kurden eine Konferenz abgehalten. Dort wird ihnen eine Generalamnestie, Sonderzahlungen aus dem Budget, fünfjährige Steuerfreiheit sowie die Wiedereinführung der Scharia-Gerichte zugesagt. Die Vertreter der kurdischen Bevölkerung willigen ein und versprechen im Gegenzug, die Türkei in der Mossul-Frage zu unterstützen. Bevor das Abkommen in der Großen Nationalversammlung der Türkei ratifiziert werden kann, bricht jedoch Anfang 1925 der Scheich-Said-Aufstand aus.
- Der Bruch mit den Strukturen und Institutionen des Osmanischen Reiches ruft Widerstand hervor. Im Sommer schließen sich einige Abgeordnete wie Kâzım Karabekir, Ali Fuat Cebesoy, Refet Bele, Rauf Orbay und Adnan Adıvar zusammen und gründen am 17. November die Fortschrittlich-Republikanische Partei (Terakkiperver Cumhuriyet Fırkası) in Opposition zu Mustafa Kemals regierender Cumhuriyet Halk Partisi. Die neue Partei macht sich unter anderem für Gewaltenteilung und Toleranz gegenüber der Religion stark.
- 20. November: İsmet İnönü tritt aus gesundheitlichen Gründen vom Amt des Ministerpräsidenten zurück. Ihm folgt zwei Tage später sein Parteifreund Fethi Okyar ins Amt.
- „Bevölkerungsaustausch“ (wechselseitige Vertreibung) zwischen Türkei und Griechenland (siehe Vertrag von Lausanne)

#### Italien
- 6. April: Bei den Parlamentswahlen in Italien 1924 gewinnt der Partito Nazionale Fascista von Benito Mussolini 2/3 der Abgeordnetensitze. Der Sieg ist in diesem Ausmaß durch das im Vorjahr angenommene Acerbo-Gesetz möglich geworden. Es sind die letzten Wahlen in Italien vor 1946, bei denen mehr als eine Partei auf dem Stimmzettel steht. Auch diese Wahl ist allerdings schon nicht mehr frei. Die Wahlkabinen werden von Schwarzhemden überwacht, es wird Druck ausgeübt und es kommt zu systematischer Gewalt und Wahlbetrug.
- 10. Juni: Der sozialistische Abgeordnete Giacomo Matteotti, der im Parlament kurz zuvor eine Brandrede gegen Mussolini gehalten hat, wird von einer Gruppe Schwarzhemden ermordet. Das Verschwinden Matteottis und die Entdeckung seiner Leiche am 16. August führt zu einem deutlichen Stimmungswandel in großen Teilen der Bevölkerung. Mussolinis Popularität erleidet einen Einbruch. In Belgien wird für dorthin geflüchtete politisch verfolgte Italiener das Matteotti-Komitee gegründet.
- 12. September: Der Faschist Armando Casalini wird von einem Kommunisten aus „Rache für Matteotti!“ in einer Straßenbahn erschossen. Der Mörder Giovanni Corvi wird in der Presse und im Gerichtsverfahren als geistesgestört bezeichnet und in einer psychiatrischen Anstalt interniert.

#### Frankreich
- 11./25. Mai: Bei den Parlamentswahlen in Frankreich gewinnt erstmals das Linkskartell eine relative Mehrheit der Abgeordneten. Premierminister Raymond Poincaré übergibt am 8. Juni an eine Übergangsregierung unter dem Konservativen Frédéric François-Marsal. Am 10. Juni wird der Linke Édouard Herriot Ministerpräsident. Damit endet die französische Politik der Härte gegenüber der Weimarer Politik. Herriot setzt sich international für Abrüstung ein.
- 13. Juni: Der liberale Gaston Doumergue wird als Nachfolger für Alexandre Millerand von der französischen Nationalversammlung zum Präsidenten der Republik gewählt. Er wird von den konservativen Abgeordneten gewählt, um eine Mehrheit für den Linken Paul Painlevé zu verhindern.

#### Weitere Ereignisse in Europa
- 1. Januar: Ernest Chuard wird Bundespräsident der Schweiz, der Staatsbesuch des rumänischen Königs Ferdinand I. prägt sein Präsidialjahr.
- 1. Juni: Auf den österreichischen Bundeskanzler und Prälaten Ignaz Seipel wird ein Attentat verübt. Die Schüsse Karl Jaworeks am Wiener Südbahnhof verletzen den Politiker.
- 7. Juli: Alfredo Rodrigues Gaspar wird als Nachfolger von Álvaro de Castro Ministerpräsident Portugals. Er wird allerdings bereits am 22. November durch José Domingues dos Santos abgelöst. Die Erste Portugiesische Republik befindet sich in einer Dauerkrise, der auch Staatspräsident Manuel Teixeira Gomes nichts entgegenzusetzen hat.

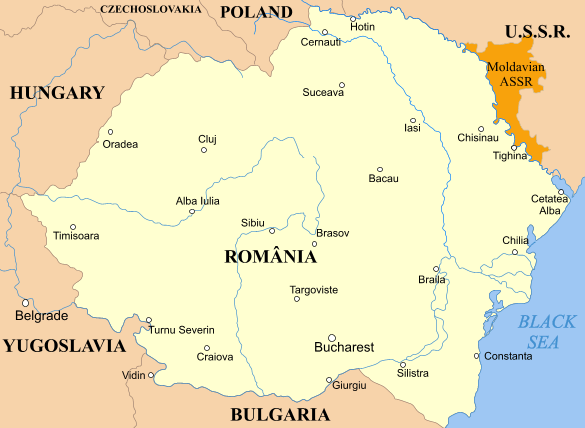
Die Moldauische ASSR gegenüber dem Bessarabien einschließenden Großrumänien

- 12. Oktober: Im rumänisch beanspruchten Bessarabien wird unter sowjetischem Einfluss die Moldauische Autonome Sozialistische Sowjetrepublik gegründet.
- 8. November: Nach heftiger Kritik seiner eigenen Christlichsozialen Partei infolge einer Einigung mit streikenden Eisenbahnern tritt Ignaz Seipel als Bundeskanzler der Republik Österreich zurück. Ihm folgt am 20. November sein Parteifreund Rudolf Ramek ins Amt (Bundesregierung Ramek I).

#### Spanien/Marokko
- Frankreich steigt aufseiten Spaniens in den dritten Rifkrieg gegen die Rif-Republik der Rifkabylen unter Mohammed Abd al-Karim in Marokko ein. Spanien setzt völkerrechtswidrig eine vom Deutschen Hugo Stoltzenberg entwickelte Verseuchungsstrategie durch Chemiewaffen ein.
- Ab Juni werden weltweit zum ersten Mal Senfgasbomben aus der Luft abgeworfen. Nach dem Verlust von Chichaouen, setzte die spanische Luftwaffe Gase in großem Stil und mit hohem Wirkungsgrad ein. Ende 1924 ziehen sich die Spanier hinter eine nach dem damaligen Hochkommissar von Spanisch-Marokko, Miguel Primo de Rivera, bezeichnete Linie zurück und setzen ungehemmt Gas ein, das zwangsläufig auch kriegsgefangene Spanier trifft, weshalb der Besitz und der Einsatz dieser Stoffe in Spanisch-Marokko geheim gehalten wird. Bis heute führt das Gebiet um Al Hoceïma aufgrund der Senfgas-Verseuchung die marokkanische Lungenkrebsstatistik an.

#### Ägypten/Sudan
- Das Königreich Ägypten unter Fu'ād I. hat schon seit Erlangung der Unabhängigkeit von Großbritannien 1922 seine militärische und politische Präsenz im Anglo-Ägyptischen Sudan mehr und mehr verstärkt.

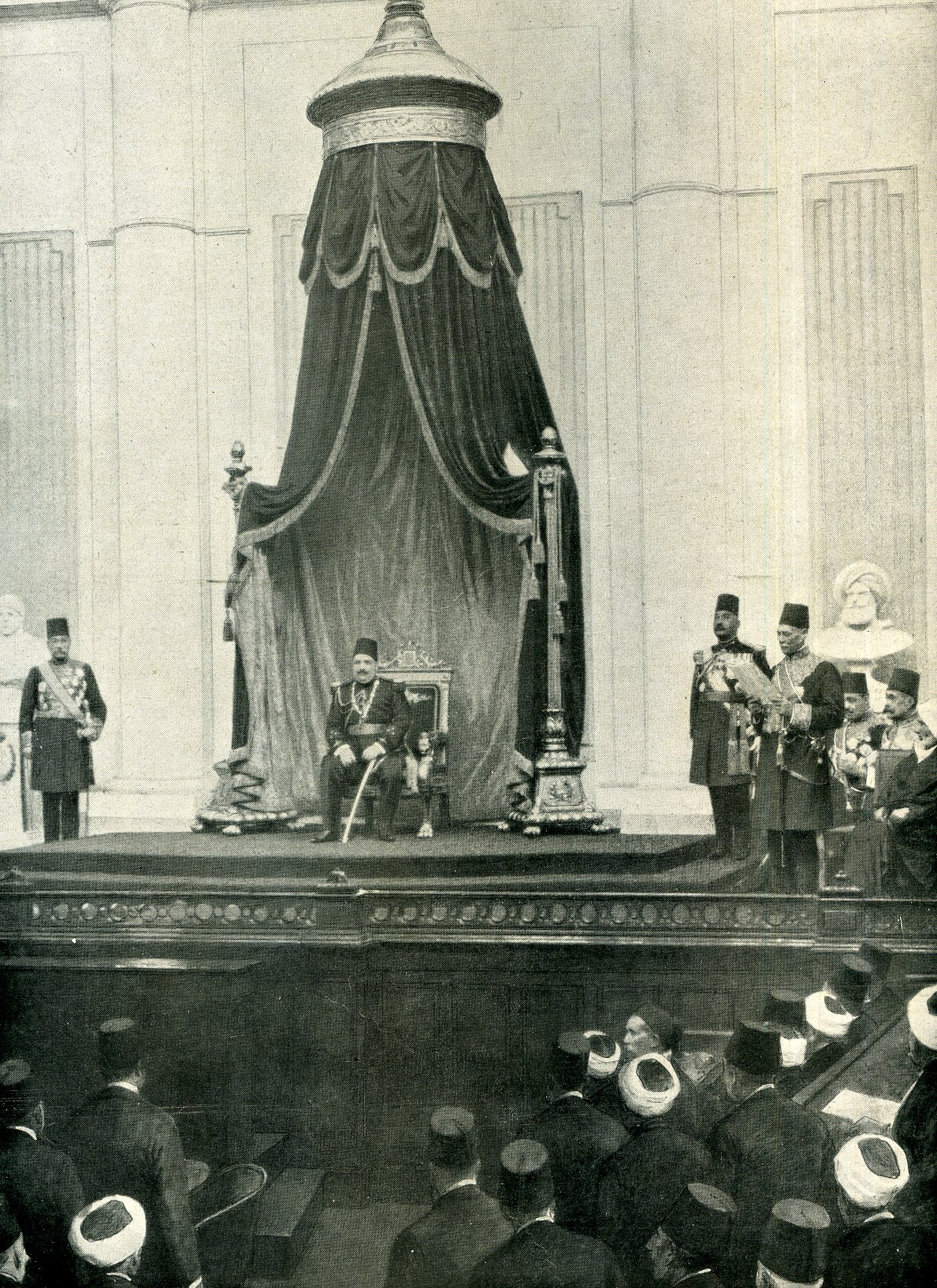
König Fu'ād I. im neuen ägyptischen Parlament, 1924

- 12. Jänner: Bei den ersten Parlamentswahlen in Ägypten erhält die Wafd-Partei 90 % der Stimmen. Am 26. Januar wird Saad Zaghlul Premierminister.
- 22. Juni: Wegen der zunehmend angespannten Beziehungen zu Ägypten und ihres großen Zulaufs lässt Lee Stack, der britische Generalgouverneur des Sudan, jegliche Demonstrationen der proägyptischen White Flag League gegen die britische Kolonialregierung per Dekret verbieten und versucht den ägyptischen Einfluss abzuschwächen. Dafür findet er jedoch von der britischen Regierung in London unter Premierminister Ramsay MacDonald keinen Rückhalt.
- 4. Juli: Ali Abdel Latif, einer der Anführer der White Flag League, wird verhaftet und am 11. Juli zu drei Jahren Gefängnis verurteilt. In der Folge kommt es zu landesweiten Demonstrationen und Streiks gegen die britische Kolonialherrschaft.
- 19. November: In Khartum wird von ägyptischen Nationalisten ein Attentat auf Lee Stack verübt, an dessen Folgen er einen Tag später stirbt. Die darauffolgende sogenannte Sudankrise führt zu einer schweren Verwerfung zwischen dem Königreich Ägypten und Großbritannien. Großbritannien forderte von der Königlich Ägyptischen Regierung den Abzug ihrer Truppen aus dem Sudan, eine öffentliche Entschuldigung und die Zahlung einer Geldstrafe.
- Zaghlul und König Fu'ād I. weigern sich, auf die Forderungen einzugehen. Mehrere Einheiten des ägyptisch-sudanesischen Militärs revoltieren daraufhin in Khartum am 27. November und bringen Teile der Stadt unter ihre Kontrolle. Am 29. November schlagen britische Truppen den Aufstand nieder. Etwa 30 Menschen wurden bei der Meuterei getötet, darunter 15 britische Soldaten. Auch in weiteren Städten kam es zu kleineren Aufständen und Streiks. Nach der Niederschlagung aller Aufstände erzwingen die Briten mit Gewalt und politischem Druck Ägypten zum Abzug des Großteils seiner Truppen aus dem Sudan bis zum 1. Dezember.
- 24. November: Der Rücktritt von Saad Zaghlul als Premierminister löst eine Staatskrise in Ägypten aus.
- 24. Dezember: Nach dem Versuch einer Minderheitsregierung löst König Fu'ād I. das ägyptische Parlament auf und kündigt Neuwahlen an.

#### Arabische Halbinsel
- Nach der Abschaffung des Kalifats in der Türkei am 3. März erklärt Hussein ibn Ali, der Sherif von Mekka, sein Königreich Hedschas zum Scherifenkalifat und sich selbst zum Kalifen. Dadurch isoliert er sich allerdings in der arabischen Welt. Sein ärgster Widersacher, Abd al-Aziz ibn Saud aus der Saudi-Dynastie, überfällt vom Sultanat Nadschd aus mit seinen wahhabitischen Kriegern den Hedschas. Nach dem Verlust von Mekka tritt Hussein am 3. Oktober den Königstitel an seinen ältesten Sohn Ali ibn Hussein ab und geht ins Exil nach Zypern.

#### Iran
- 21. März: Reza Chan, seit Oktober letzten Jahres Premierminister des Iran, trägt im Parlament seine Vorstellung von der Zukunft Persiens vor. Danach soll nach dem Vorbild der Türkei die Monarchie von einer Republik abgelöst werden. Die Mehrheit im Parlament stützt diesen Vorschlag, doch gelingt es dem konservativen Geistlichen Hassan Modarres, durch Verzögerungstaktik, beleidigende Anschuldigungen und politisches Taktieren die Mehrheit der Abgeordneten so zu verunsichern, dass am Ende keine Abstimmung über diese Frage zu Stande kommt. Nachdem Modarres von einem Abgeordneten, der für die Republik war, während einer seiner beleidigenden Zwischenrufe eine Ohrfeige erhalten hat, ist die Sache gegen die Republik entschieden, deren Anhänger offensichtlich keinen Respekt vor der Geistlichkeit hätten. Auch Großayatollah Abdolkarim Haeri Yazdi spricht sich gegen eine Republik aus, da er eine Säkularisierung des Landes befürchtet.
- 7. April: Nach dem erfolglosen Versuch einer Republiksgründung tritt Reza Chan als Regierungschef und Kriegsminister zurück, woraufhin es zu tumultartigen Szenen im Parlament kommt. Aus dem ganzen Land kommen Solidaritätstelegramme, lokale Militärkommandeure in den Provinzen drohen ebenfalls mit ihrem Rücktritt, woraufhin das Parlament mit 94 gegen 5 Stimmen beschließt, dass Reza Chan zurückkehren und das Amt des Premierministers wieder übernehmen müsse.
- 13. April: Reza Chan präsentiert sein neues Kabinett, in dem Mohammad Ali Foroughi wieder Außenminister ist.
- November: In Chuzestan beginnt unter der Führung von Sheikh Khazal eine Rebellion gegen die Zentralregierung.

#### Republik China
- Die Kuomintang bildet mit der 1921 gegründeten Kommunistischen Partei Chinas unter dem Einfluss der Komintern die erste Einheitsfront. Trotz unterschiedlicher ideologischer Auffassungen streben beide Gruppierungen die Befreiung Chinas vom imperialistischen Druck Japans und der westlichen Mächte und die Befreiung von den Kriegsherren der Warlord-Ära und damit die Wiederherstellung der nationalen Einheit an. Weiters geht man ein Bündnis mit der ebenfalls jungen Sowjetunion ein.

Sun Yat-sen während der Gründungsfeierlichkeiten in Whampoa (stehend von links: He Ying-qin, Chiang Kai-shek, Wang Bo-ling)

- 16. Juni: Im chinesischen Kanton wird die Whampoa-Militärakademie durch Sun Yat-sen und Chiang Kai-shek offiziell eröffnet. Der Unterricht hat bereits am 1. Mai begonnen. Ziel der Kuomintang ist, im heimatlichen Guangdong eine Basis für eine Nordexpedition zu schaffen, um China im Sinne der Drei Prinzipien des Volkes zu vereinigen.
- 15. September–3. November: Im Zweiten Zhili-Fengtian-Krieg siegen die Truppen der Fengtian-Clique unter Zhang Zuolin über die Zhili-Clique unter Wu Peifu.
- 23. Oktober: Durch einen Putsch unter Führung von Feng Yuxiang in Peking wird der chinesische Präsident Cao Kun abgesetzt und durch Huang Fu als Übergangspräsident abgelöst. Der Putsch trägt maßgeblich zur Niederlage der Zhili-Clique im Zweiten Zhili-Fengtian-Krieg bei.
- 24. November: Der im Zweiten Zhili-Fengtian-Krieg siegreiche Zhang Zuolin ernennt den weitgehend machtlosen Duan Qirui zum Chef einer neugebildeten provisorischen Regierung in Peking.

#### Mongolei
- 17./20. April: Bogd Khan, religiöses Oberhaupt des Buddhismus in der Mongolei sowie seit 1921 formelles, wenn auch faktisch machtloses Staatsoberhaupt der unabhängigen Äußeren Mongolei, stirbt.

Flagge der Mongolischen Volksrepublik von 1924 bis 1940

- 26. November: Mit der Gründung der Mongolischen Volksrepublik werden die letzten Reste der theokratischen Herrschaft beseitigt. Der neue Staat etabliert ein realsozialistisches Regime unter der Führung der Mongolischen Revolutionären Volkspartei, die stark durch die Sowjetunion beeinflusst ist. Mit der Verfassung vom 1. November wird das allgemeine aktive und passive Frauenwahlrecht eingeführt.

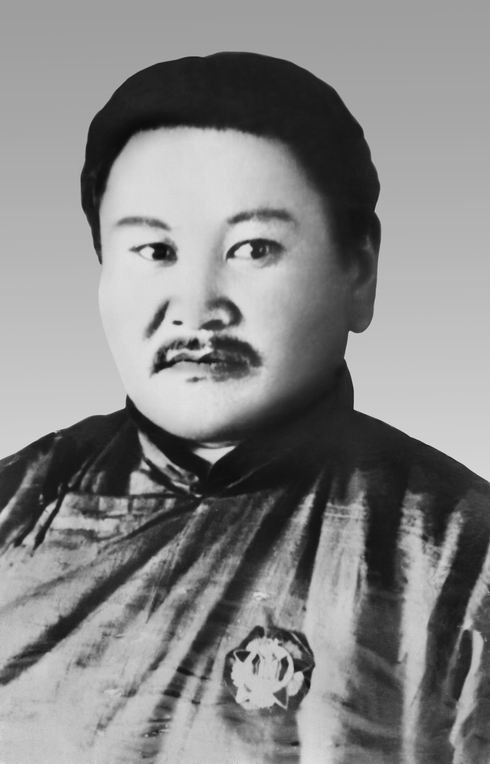
Peldschidiin Genden

- 29. November: Peldschidiin Genden wird Staatspräsident der Mongolei.

#### Vereinigte Staaten von Amerika
- Ende Januar: Der Untersuchungsausschuss des Senats  unter Vorsitz des Demokraten Thomas J. Walsh zum Teapot-Dome-Skandal um die sogenannte Ohio Gang fordert die Entlassung von Marineminister Edwin Denby. Präsident Calvin Coolidge kommt dieser Forderung nicht nach, Denby tritt jedoch am 10. März selbst zurück.
- 28. März: Justizminister Harry M. Daugherty muss infolge des Daugherty-Burns-Skandals auf Druck von Präsident Coolidge von seinem Amt zurücktreten.
- Der Direktor des Bureau of Investigation (BOI), William J. Burns, der ebenfalls in den Skandal verwickelt ist, tritt nach Aufforderung des neuen Justizministers Harlan Fiske Stone am 9. Mai zurück.
- 10. Mai: J. Edgar Hoover wird Chef des BOI, das zu diesem Zeitpunkt etwa 650 Mitarbeiter und einen sehr schlechten Ruf hat. Hoovers wichtigstes Ziel ist in den ersten Jahren zunächst die Professionalisierung des Bureaus. Sie hat zwei Stoßrichtungen: Zum einen soll das Personal einen Berufsethos der Unbestechlichkeit und Akribie verfolgen, zum anderen sollen die angewandten kriminaltechnischen Methoden wissenschaftlich fundiert sein.
- 26. Mai: in den USA tritt der Immigration Act of 1924 in Kraft, das die jährliche Anzahl der Einwanderer in die Vereinigten Staaten nach Quoten regelt, die auf dem Zensus von 1890 basieren.

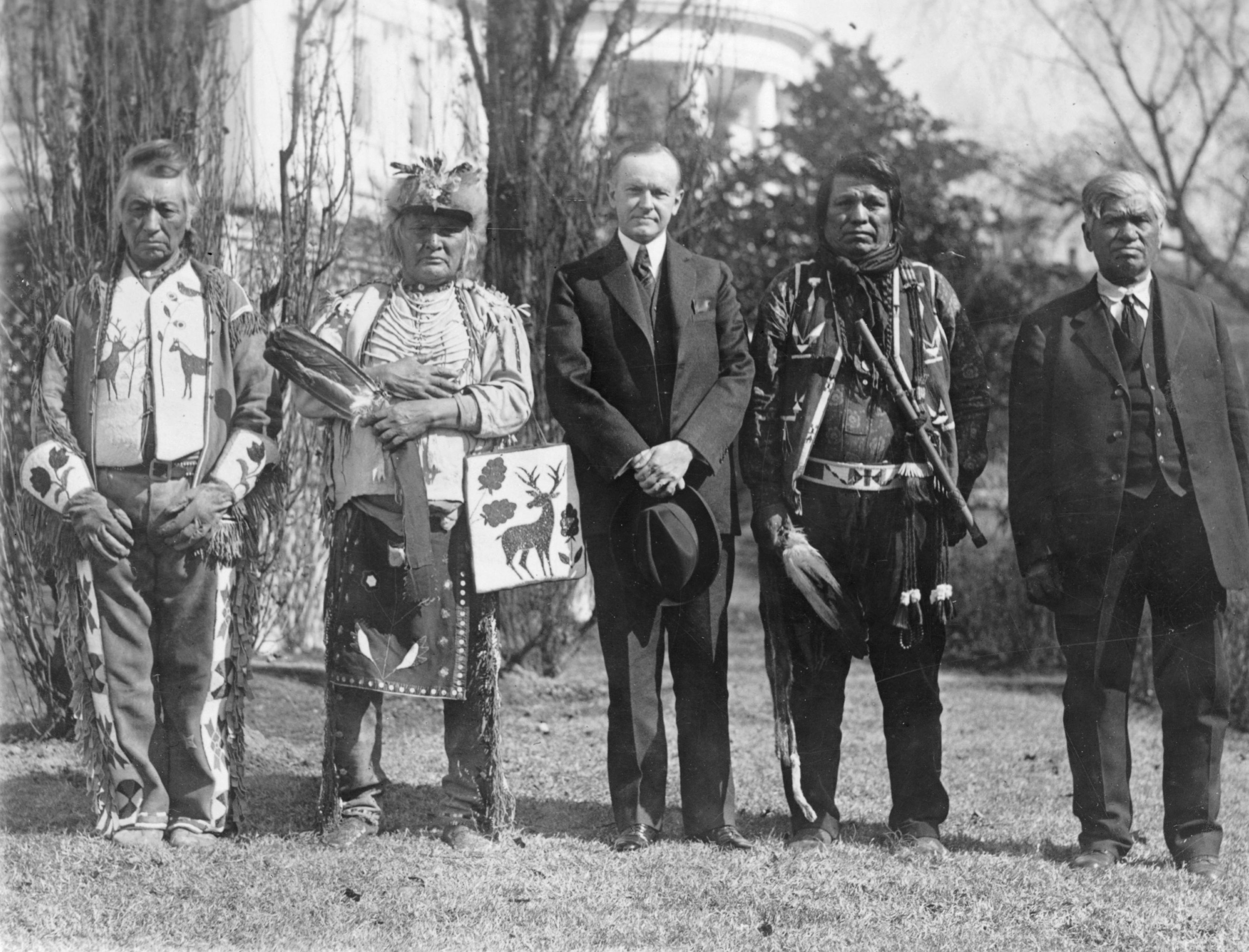
US-Präsident Calvin Coolidge mit vier Osage-Indianern nach der Unterzeichnung des Citizenship Act

- 2. Juni: Präsident Coolidge gewährt den amerikanischen Indianern 1924 durch seine Unterzeichnung des Indian Citizenship Act die Staatsbürgerschaft. Er setzt sich auch für die Verabschiedung von Anti-Lynch-Gesetzen ein, die jedoch durch demokratische Abgeordnete aus den Südstaaten blockiert werden.
- Sommer: Coolidges 16-jähriger Sohn Calvin jr. kommt durch eine Blutvergiftung ums Leben.
- 4. November: Präsidentschaftswahl in den Vereinigten Staaten 1924: Mit komfortabler Mehrheit wird der amtierende US-Präsident Calvin Coolidge, der erst im Jahr zuvor nach dem Tod Warren G. Hardings ins Weiße Haus eingezogen ist, im Amt bestätigt. Er besiegt den Demokraten John W. Davis sowie den Kandidaten der Progressive Party Robert M. La Follette senior.
- 4. November: Nellie Tayloe Ross, die von den Demokraten anstelle ihres am 2. Oktober verstorbenen Mannes William B. Ross aufgestellt worden ist, gewinnt die Gouverneurswahl von Wyoming. Sie ist die erste Frau, die in den USA einen Gouverneursposten innehaben wird. Am selben Tag gewinnt die Demokratin Miriam A. Ferguson die Gouverneurswahl von Texas. Sie tritt ihr Amt allerdings 16 Tage später an als Tayloe Ross.

#### Karibik
- 15. März: Horacio Vásquez wird als Nachfolger von Juan Bautista Vicini Burgos bei den bisher fairsten Wahlen zum Präsidenten der Dominikanischen Republik gewählt und tritt sein Amt am 12. Juni an. Zugleich kann seine Allianzpartei (Partido Allianza) in beiden Kammern des Nationalkongresses breite Mehrheiten erzielen. Zunächst setzt er im Wesentlichen die von den USA begonnenen Programme fort, beginnt aber bald auch mit eigenen Regierungsprojekten, wobei ein großer Stellenwert auf die Achtung der bürgerlichen Freiheitsrechte gelegt wird. Damit ist er der erste Präsident der Republik, der zwar einerseits die öffentliche Ordnung aufrechterhält, andererseits aber die Grundrechte beachtet, insbesondere vor dem Hintergrund der militärischen Besatzung durch die United States Army mit deren Zensur, Militärgerichten, Straßenpatrouillen, Gewaltakten und Folterung von Verdächtigen, die gegen die Besatzungsmacht eintreten. Am 18. September ziehen sich die US-amerikanischen Streitkräfte endgültig aus dem Land zurück.
- Wirtschaftlich beginnt eine Ausdehnung der landwirtschaftlichen Nutzflächen zur Erhöhung der Nahrungsmittelproduktion, während das Land bisher überwiegend bewaldet war. Zu Beginn seiner Präsidentschaft benötigt er Gelder für die Ingangsetzung dieser Projekte. Aus diesem Grund ist er veranlasst, einen Kredit von 25 Millionen US-Dollar von den USA zu erbitten, um eine Haushaltskonsolidierung zu erreichen und von den Vorgängerregierungen aufgenommene Schulden abzubauen. Am 27. Dezember wird ein Vertrag mit den USA abgeschlossen, der zu einer geringen Verbesserung zu der 1907 erfolgten Kreditaufnahme führt.

#### Südamerika
- 19. Juli: In Argentinien kommt es zum Massaker von Napalpí durch Soldaten des Heeres, Polizisten und Grundbesitzer an einer Gruppe von etwa 400 Toba und Mocoví-Indianern. Es gehört zu einer größeren Gewaltwelle in den 1920er Jahren, die die letzte gewalttätige Ausprägung der sogenannten Conquista del Chaco, der Eroberung der damals noch von Ureinwohnern gehaltenen Gebietsreste in Nordostargentinien, darstellt. Auslöser für das Massaker ist ein Streik, der von den Indianern organisiert worden ist, um eine Bezahlung in Bargeld statt Lebensmittelgutscheinen zu erreichen.

### Wirtschaft

#### Währungsreform in Deutschland und Österreich
- 15. März: In Deutschland werden die letzten Papiermark im Nennwert von fünf Billionen Mark gedruckt. Sie entsprechen nach der Währungsreform desselben Jahres fünf Rentenmark.
- 30. August: Mit dem Münzgesetz beschließt die Reichsregierung die Liquidation der Rentenbank zugunsten einer neuen Reichsbank, die neue Währung Reichsmark, die im Verhältnis 1:1 zur Rentenmark steht, soll wieder eine Golddeckung aufweisen. De facto werden nie auf Reichsmark lautende Goldmünzen geprägt und die Rentenmark wird nie dem allgemeinen Zahlungsverkehr entzogen. Das Reichsbankgesetz gestaltet am selben Tag die Reichsbank zur von der Reichsregierung unabhängigen Anstalt um.

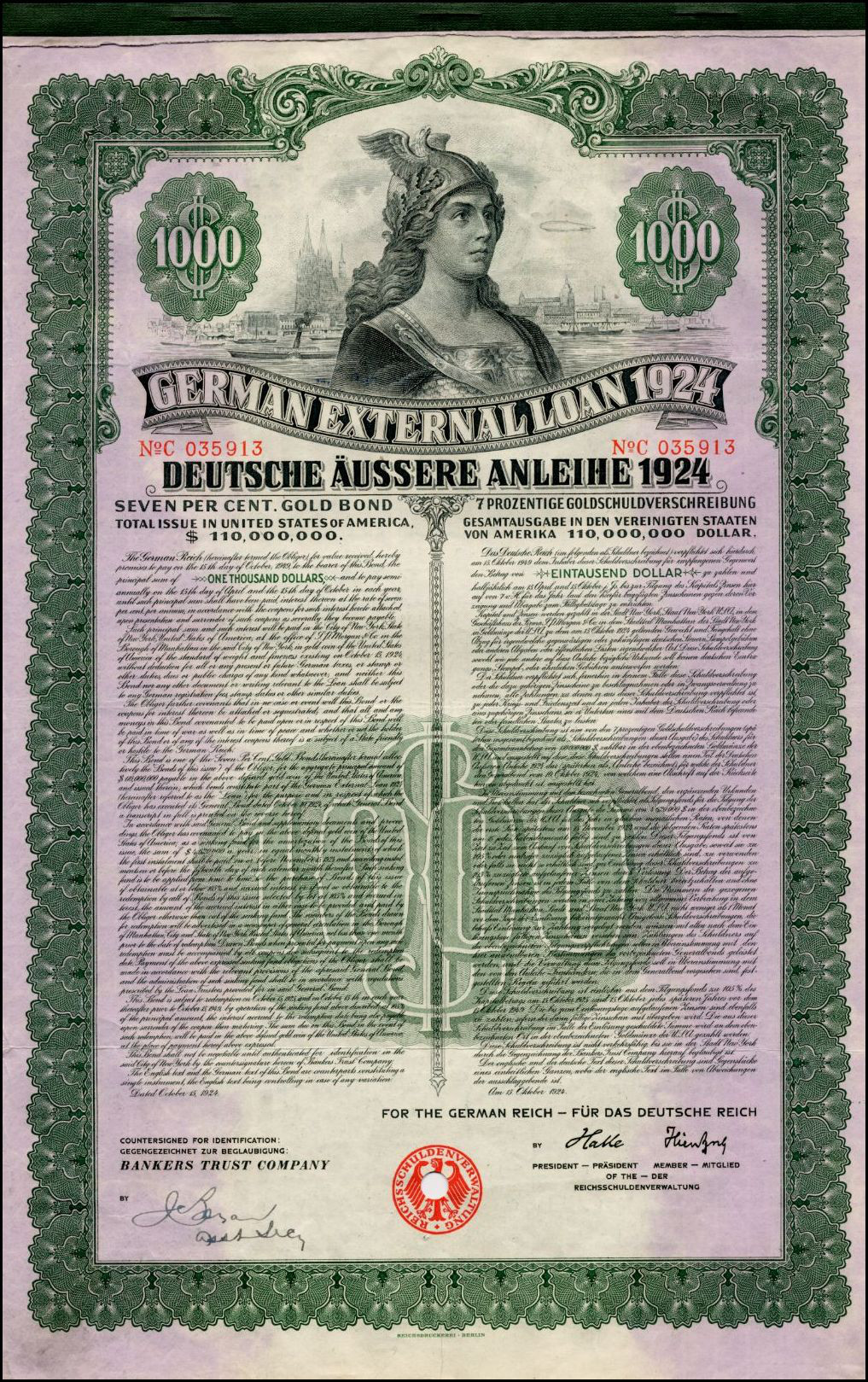
Dawes-Anleihe, 7 % Gold Bond über 1.000 $ von 1924

- Die Deutsche Äußere Anleihe 1924 (Dawes-Anleihe) dient nach der Währungsreform als Erstausstattung der Reichsbank und hat ein Volumen von 800 Millionen Reichsmark, aufgeteilt in verschiedene Währungstranchen. Der Kupon beträgt sieben Prozent und die ursprüngliche Laufzeit ist 25 Jahre bis 1949.
- 20. Dezember: In Österreich wird das Gesetz zur Währungsreform beschlossen: Der Schilling ersetzt die Krone. 10.000 österreichische Kronen sind in einen Schilling umzutauschen. Der Name Stüber ist als Teileinheit der neuen Währung im Gespräch, letztlich wird aber die Bezeichnung Groschen gewählt. Die Währungsreform tritt am 1. März 1925 in Kraft.

#### Handel und Verkehr
- 12. April: In Kiel wird im Bereich der Schleusen des Nord-Ostsee-Kanals und der Wiker Bucht ein Freihafen eröffnet.
- 21. September: Das erste Teilstück der Autostrada dei Laghi zwischen Mailand und Varese wird vom italienischen König Viktor Emanuel III. als erste reine Autostraße der Welt freigegeben.

#### Messen, Ausstellungen und Kongresse
- 23. April bis 1. November: Rund 27 Millionen Menschen besuchen die British Empire Exhibition, eine Kolonialausstellung in Wembley, London. Die Kosten dieser größten Ausstellung, die je in der Welt inszeniert wurde, belaufen sich auf £12 Millionen. Erklärtes Ziel der Ausstellung ist „die Aktivierung des Handels, die Festigung der Verbindungen zwischen dem Mutterland und den Kolonien sowie der Kolonien untereinander, und die Ermöglichung eines Treffens aller Untertanen der britischen Fahne auf gemeinsamem Grund und Boden zum gegenseitigen Kennenlernen“.
- 11. Mai: Die erste Kölner Messe wird vom Kölner Oberbürgermeister Konrad Adenauer in Anwesenheit von Reichspräsident Friedrich Ebert und Reichskanzler Wilhelm Marx eröffnet und findet auf dem neu errichteten Messegelände am Deutzer Ufer statt.
- 31. Oktober: Die Vertreter von Sparkassen aus 29 Ländern beschließen am Abschlusstag des ersten internationalen Sparkassenkongresses in Mailand das Einführen des jährlichen Weltspartags.
- 2. Dezember: Die erste Funkausstellung in Berlin wird eröffnet.

#### Unternehmen
- 12. Februar: Die deutsche Reichsregierung erlässt die Verordnung zur Schaffung der Deutschen Reichsbahn als staatliches Unternehmen.

IBM-Logo 1924

- 14. Februar: Die von Herman Hollerith im Jahr 1896 gegründete Tabulating Machine Company benennt sich in International Business Machines, abgekürzt IBM, um.
- 30. August: Aufgrund der Forderungen des Dawes-Plans Gesetz zur Gründung der privatwirtschaftlichen Deutschen Reichsbahn-Gesellschaft
- Ernest Mercier gründet die Compagnie Française de Pétrole (CFP). Diese gründet später eine Tochtergesellschaft mit dem Namen Compagnie Française de Raffinage (CFR), aus der später die Total-Gruppe entsteht.

### Wissenschaft und Technik

#### Archäologie
- 20. Februar: Nach Meinungsverschiedenheiten mit Howard Carter entzieht die ägyptische Regierung Lady Almina Carnarvon, der Witwe von Lord Carnavon, die Grabungskonzession für KV62, das Grabmal Tutanchamuns. Die Lizenz wird schließlich zeitlich befristet und unter zahlreichen Einschränkungen und Auflagen wieder erteilt.
- 28. November: Raymond Dart erhält in Johannesburg in der Kapprovinz der Südafrikanischen Union den Schädel des Kindes von Taung, der zuvor in einem Steinbruch entdeckt wurde.

#### Astronomie und Physik

Der Einsteinturm 1921

- Am 6. Dezember nimmt der Einsteinturm im Wissenschaftspark Albert Einstein in Potsdam seinen Betrieb als Sonnenobservatorium auf.
- Louis de Broglie schließt sein Studium mit der berühmt gewordenen Dissertation Recherches sur la théorie des Quanta ab, in der er vermutet, dass der Welle-Teilchen-Dualismus auch auf feste Materie anzuwenden sei. Mit Hilfe von de Broglies Formel kann ein Beugungsverhalten von Teilchen vorhergesagt werden. Er bestimmt die Wellenlänge dieser Phasenwelle so, dass sie mit der Relativitätstheorie im Einklang steht und findet, dass sie bei dem Elektron auf der kleinsten Kreisbahn nach dem Bohrschen Modell im Grundzustand des Wasserstoff-Atoms genau dem Kreisumfang entspricht.
- Albert Einstein verallgemeinert auf Basis von de Broglies Arbeit die von Satyendranath Bose aufgestellte Statistik und sagt vorher, dass ein homogenes ideales Bose-Gas bei tiefen Temperaturen kondensiert. Die Bose-Einstein-Kondensation wird erst 1995 experimentell nachgewiesen.
- Patrick Maynard Stuart Blackett macht Kernreaktionen in einer Nebelkammer sichtbar. Ihm gelingen die ersten Aufnahmen der Umwandlung von Stickstoff in ein Sauerstoff-Isotop.
- August Pfund entdeckt die nach ihm benannte Serie im Spektrum des Wasserstoffs, die allesamt im infraroten Bereich des Lichts liegen.

#### Aviation
- 18. April: Raúl Pateras Pescara fliegt mit seinem Hubschrauber über 736 m (Weltrekord).
- 28. September: In Seattle geht die erste Weltumrundung in einem Flugzeug in zahlreichen Etappen nach 175 Tagen zu Ende. Von vier gestarteten Maschinen des Typs Douglas World Cruiser erreichen zwei, die Chicago und die New Orleans, wieder ihren Abflugort.
- 15. Oktober: Der Zeppelin LZ 126 (später ZR-3 „USS Los Angeles“), Teil deutscher Reparationsleistungen, landet auf dem US-Marineflugplatz Lakehurst.
- Erstflug der Latécoère 17

#### Biologie und Medizin

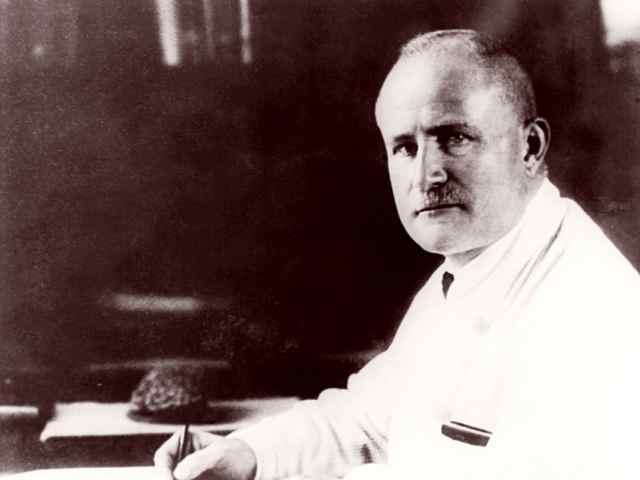
Hans Berger, um 1920

Elektroenzephalogramm, abgeleitet von Berger

- 6. Juli: Dem Neurologen Hans Berger gelingt an der Universität Jena das erste Elektroenzephalogramm (EEG) des Menschen. Er nutzt die Möglichkeit, bei einem Patienten durch eine Trepanationsstelle von der unversehrten Großhirnrinde elektrische Aktivität abzuleiten. Aufgrund eigener Zweifel veröffentlicht er die Ergebnisse seiner Arbeit erst 1929.

#### Rundfunk und Telekommunikation
- 30. März: Mit Ausstrahlen der ersten Sendung der privaten Gesellschaft Deutsche Stunde in Bayern beginnt in Bayern die Rundfunkära.
- 5. Juni: Ernst Alexanderson schickt das erste Fax über den Atlantik.
- 14. Juni: Der erste Radiosender Ostpreußens (Ostmarken Rundfunk AG) nimmt in der Geschichte des Hörfunks in Königsberg den Betrieb auf.
- 1. Oktober: Die RAVAG nimmt als erste Rundfunkanstalt in Österreich ihren offiziellen Sendebetrieb auf.
- 20. Dezember: Der norwegische Rundfunk – später zu NRK geworden – strahlt erstmals Lørdagsbarnetimen, die Kinderstunde am Samstag, aus, inzwischen die wohl weltweit älteste Hörfunksendung.

#### Verkehr
- 8. August: In Berlin wird der elektrische Regelbetrieb auf der Strecke nach Bernau aufgenommen; dieses Datum wird als Geburtstag der ab 1930 so bezeichneten Berliner S-Bahn gefeiert.

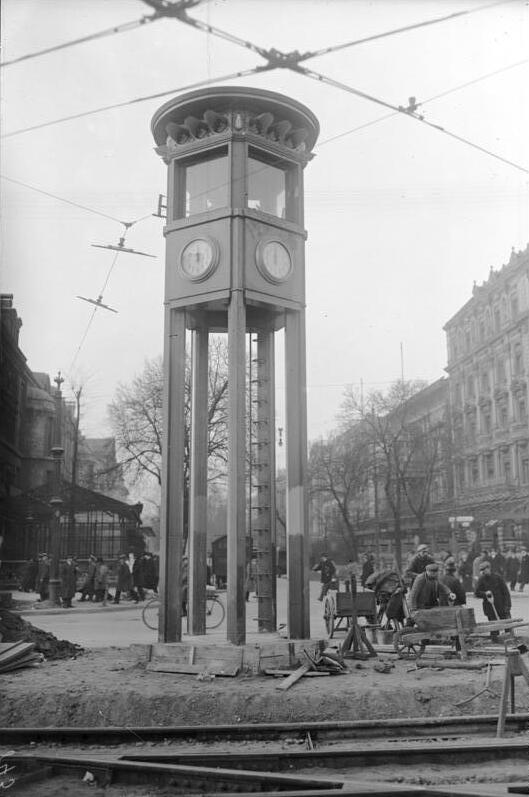
Verkehrsturm Ende November 1924 kurz vor der Fertigstellung

- 15. Dezember: Der Verkehrsturm am Potsdamer Platz mit der ersten Verkehrsampel Deutschlands wird in Betrieb genommen.
- 28. Dezember: Die Seilbahn auf den Fichtelberg im Erzgebirge nimmt ihren Betrieb auf. Die Fichtelberg-Schwebebahn ist die älteste Luftseilbahn in Deutschland.

### Kultur
Bei den VIII. Olympischen Sommerspielen in Paris werden fünf Kunstwettbewerbe in den Bereichen Baukunst, Literatur, Musik, Malerei sowie Bildhauerkunst ausgetragen. Die Preise für Musik werden allerdings nicht vergeben.

#### Film
- 1. Januar: Der aus zwei Teilen bestehende deutsche Abenteuerstummfilm Menschen und Masken von und mit Harry Piel hat seine Uraufführung in Berlin.
- 18. März: Der Stummfilm Der Dieb von Bagdad von Raoul Walsh wird in den USA uraufgeführt. In den Hauptrollen sind Douglas Fairbanks senior und Julanne Johnston zu sehen.
- 17. Mai: Durch den Zusammenschluss dreier Filmproduktionsgesellschaften entsteht das Unternehmen Metro-Goldwyn-Mayer in Hollywood.
- 24. Oktober:  Der österreichische Monumentalfilm Die Sklavenkönigin von Mihaly Kertész kommt in die Kinos. Das Drehbuch verfasste Ladislaus Vajda nach der Vorlage von Henry Rider Haggards Roman The Moon of Israel, welcher wiederum auf der biblischen Geschichte vom Auszug aus Ägypten basiert.
- 25. Dezember: Der italienische Monumentalstummfilm Quo Vadis von Georg Jacoby mit Emil Jannings in der Rolle des Nero wird in Berlin uraufgeführt.

#### Literatur

André Breton (um 1924)

#### Musik und Theater
- 1. Januar: Die Krolloper in Berlin wird eröffnet.

Das Anfangsthema der Rhapsody in Blue

- 12. Februar: Die Rhapsody in Blue, eine der berühmtesten Kompositionen von George Gershwin, wird uraufgeführt.
- 8. März: Uraufführung der Operette Clo-Clo von Franz Lehár im Wiener Bürgertheater
- 27. März: Uraufführung der Oper Irrelohe von Franz Schreker in Köln
- 6. Juni: Uraufführung des musikalischen Monodramas Erwartung am Neuen Deutschen Theater in Prag
- 12. Oktober: Uraufführung von Anton Bruckners Nullter Sinfonie
- 15. November: Uraufführung der Komödie Don Gil von den grünen Hosen von Walter Braunfels an der Staatsoper München
- 1. Dezember: Uraufführung des Musicals Lady, Be Good von George Gershwin am Liberty Theater in New York
- 1. Dezember: In Berlin gründen die Schauspieler Paul Morgan, Kurt Robitschek und Max Hansen das Kabarett der Komiker.
- Schlager des Jahres ist „Warte, warte nur ein Weilchen“ von Walter und Willi Kollo.

#### Sonstiges
- 16. November: Gründung der Vereinigung Schwäbisch-Alemannischer Narrenzünfte
- Gründung des GINChUK (Staatliches Institut für künstlerische Kultur) in Leningrad
- Gründung der Organisation Toastmasters International.

### Gesellschaft
- 8. Februar: In Carson City wird erstmals ein zum Tode Verurteilter in einer Gaskammer hingerichtet.
- 7. April: In Berlin-Charlottenburg entsteht der Vorläufer des Paritätischen Wohlfahrtsverbands.
- 10. November: Im Chicago der Prohibitionszeit wird Dean O’Banion, der Anführer der North Side Gang, nach Interessenkonflikten mit der Genna-Familie und Johnny Torrio, dem Chef der Chicago-Outfit-Gruppe, in seinem Blumenladen von einem Killertrio ermordet. Der einsetzende Bandenkrieg erstreckt sich über mehrere Jahre.
- 19. Dezember: In Hannover wird Fritz Haarmann wegen 24-fachen Mordes zum Tode verurteilt.

### Katastrophen
- 8. März: Beim Grubenunglück von Castle Gate im US-Bundesstaat Utah werden alle 171 Bergleute im Bergwerk aufgrund dreier schwerer Explosionen tödlich verletzt. Der Leiter des Rettungsdienstes stirbt in Folge einer Kohlenmonoxidvergiftung während des Versuchs, die Opfer kurz nach der Explosion zu erreichen. Es ist das zu diesem Zeitpunkt schwerste Grubenunglück in den Vereinigten Staaten.
- 23. April: Der Eisenbahnunfall von Bellinzona mit anschließender Gasexplosion fordert 15 Tote und 10 Schwerverletzte. Unter den toten Fahrgästen befinden sich auch der ehemalige deutsche Vizekanzler und preußische Staatsminister Karl Helfferich, was Anlass für Verschwörungstheorien liefert. Unmittelbar nach dem Unfall von Bellinzona wird in der Schweiz der Einsatz von Wagen mit Gasbeleuchtung verboten.
- 17. Juni: Der Straßenbahnunfall in der Grüne (Iserlohn) ist mit 26 ermittelten Toten und wenigstens 43 Verletzten der bisher schwerste Straßenbahnunfall in Deutschland.
- 29. August: Beim Eisenbahnunfall von Montgomery in Pakistan kommen 107 Menschen ums Leben, 104 werden verletzt.
- 14. bis 23. Oktober: Der Kuba-Hurrikan 1924 kostet rund 90 Menschen in Kuba, Florida und auf den Bahamas das Leben. Der Hurrikan erreicht Windgeschwindigkeiten von 270 km/h, was ihn nach der Saffir-Simpson-Hurrikan-Windskala zum ersten atlantischen Kategorie-5-Hurrikan macht.
- Wegen des Regiebetriebs und durch Sabotageakte und Anschläge während und kurz nach der Ruhrbesetzung kommt es in den französisch besetzten Gebieten an Rhein und Ruhr zu zahlreichen Unfällen, bei denen Personen zu Schaden kommen.

Kleinere Unglücksfälle sind in den Unterartikeln von Katastrophe und in der Liste von Katastrophen aufgeführt.

### Natur und Umwelt
- Das Craters of the Moon National Monument im US-Bundesstaat Idaho wird unter Schutz gestellt.

### Sport
- 25. Januar bis 5. Februar: In Chamonix wird im Rahmen der Olympischen Spiele von Paris die Internationale Wintersportwoche durchgeführt, die nachträglich als I. Olympische Winterspiele anerkannt werden. Dabei wird am 2. Februar die Fédération Internationale de Ski (FIS) gegründet.
- 28. Januar bis 3. Februar: Das Eishockeyturnier bei der Wintersportwoche in Chamonix ist gleichzeitig auch die zweite Eishockey-Weltmeisterschaft. Gleiches gilt für die Nordischen Skiweltmeisterschaften vom 25. Januar bis 2. Februar.
- 13. April: In Athen gründen aus Kleinasien und Konstantinopel vertriebene Griechen den Sportverein AEK Athen. Der Großteil der Spieler war früher bei AS Pera Konstantinopel aktiv.
- 4. Mai bis 27. Juli: Bei den VIII. Olympischen Spielen, die auf Wunsch von Pierre de Coubertin bereits zum zweiten Mal in Paris ausgetragen werden, wird erstmals das von Henri Didon erdachte Motto Citius, altius, fortius zitiert. Erfolgreichste Athleten sind die finnischen Läufer Paavo Nurmi und Ville Ritola sowie der US-amerikanische Schwimmer Johnny Weissmüller.
- 12. Juli: Der Querfeldeinlauf bei den Olympischen Sommerspielen in Paris wird zur Hitzeschlacht von Colombes. Bei einer Temperatur von über 45 °C in der Sonne erreichen nur 15 von 38 Startern das Ziel. Erster wird der Finne Paavo Nurmi.
- 12. bis 20. Juli: Die Fédération Française des Échecs führt während der Olympischen Spiele die inoffizielle Schacholympiade 1924 durch, an deren Ende der Internationale Schachverband FIDE gegründet wird.
- Die Österreichische Fußballmeisterschaft 1924/25 wird durch den im Vorjahr gegründeten Wiener Fußball-Verband erstmals als Profiliga geführt. Österreich ist damit das erste kontinentaleuropäische Land mit einer Profifußballliga.

## Nobelpreise
- Physik: Karl Manne Siegbahn
- Medizin: Willem Einthoven
- Literatur: Władysław Reymont

Der Nobelpreis für Chemie und der Friedensnobelpreis werden nicht verliehen.

## Geboren

### Januar
- 01. Januar: Arthur C. Danto, US-amerikanischer Philosoph und Kunstkritiker († 2013)
- 01. Januar: Willi Faust, deutscher Motorradrennfahrer († 1992)
- 01. Januar: Klaus Junge, deutscher Schachmeister († 1945)
- 01. Januar: Jacques Le Goff, französischer Historiker († 2014)
- 01. Januar: Charles Munger, US-amerikanischer Manager († 2023)
- 02. Januar: Horst Egon Kalinowski, deutscher Maler, Grafiker und Bildhauer († 2013)
- 02. Januar: Andreas Rett, österreichischer Neuropädiater, Autor und Erstbeschreiber des Rett-Syndroms († 1997)
- 02. Januar: Yamasaki Toyoko, japanische Schriftstellerin († 2013)
- 03. Januar: Otto Beisheim, deutsch-schweizerischer Unternehmer († 2013)
- 03. Januar: André Franquin, belgischer Comiczeichner († 1997)
- 03. Januar: David J. Hesselgrave, US-amerikanischer evangelikaler Missiologe († 2018)
- 04. Januar: Alberto Bertuccelli, italienischer Fußballspieler († 2002)
- 04. Januar: Marianne Werner, deutsche Leichtathletin († 2023)
- 05. Januar: Jean-Marie Brussin, französischer Automobilrennfahrer und Industrieller († 1958)
- 05. Januar: Vera Molnár, französische Medienkünstlerin († 2023)
- 05. Januar: Hermann Schiechtl, deutscher Bauingenieur sowie Eistänzer und Präsident der Deutschen Eislauf-Union († 2016)
- 06. Januar: Carl Auböck, österreichischer Industriedesigner und Architekt († 1993)
- 06. Januar: Pablo Birger, argentinischer Automobilrennfahrer († 1966)
- 06. Januar: Kim Dae-jung, südkoreanischer Präsident und Friedensnobelpreisträger († 2009)
- 06. Januar: Peter McDonald, irischer Fußballspieler († 2022)
- 06. Januar: Alfredo Milani, italienischer Motorradrennfahrer († 2017)
- 06. Januar: Earl Scruggs, US-amerikanischer Musiker († 2012)
- 07. Januar: Geoffrey Bayldon, britischer Schauspieler († 2017)
- 07. Januar: Emil Feist, deutscher Schauspieler und Clown († 1987)
- 07. Januar: Edwin Reinecke, US-amerikanischer Politiker († 2016)
- 07. Januar: Anne Vernon, französische Schauspielerin
- 07. Januar: Ralph Warburton, US-amerikanischer Eishockeyspieler († 2021)
- 07. Januar: Stanley Wolfe, US-amerikanischer Komponist und Musikpädagoge († 2009)
- 08. Januar: Ron Moody, britischer Schauspieler und Schriftsteller († 2015)
- 08. Januar: Karl Schleinzer, österreichischer Politiker und Minister († 1975)
- 08. Januar: Robert Starer, österreichisch-amerikanischer Komponist und Pianist († 2001)
- 09. Januar: Josef Angenfort, deutscher Politiker (KPD und DKP) († 2010)
- 09. Januar: Carola Braunbock, deutsche Schauspielerin († 1978)
- 09. Januar: Samuel R. Külling, Schweizer evangelisch-reformierter Pfarrer, Alttestamentler und Gründer und Rektor der FETA/STH († 2003)
- 09. Januar: Sergei Paradschanow, armenischer Filmregisseur († 1990)
- 10. Januar: Alexei Iwanowitsch Adschubei, sowjetischer Journalist, Publizist und Politiker († 1993)
- 10. Januar: Earl Bakken, US-amerikanischer Elektrotechniker und Unternehmer († 2018)
- 10. Januar: Eduardo Chillida, spanisch-baskischer Bildhauer († 2002)
- 10. Januar: Germain Lefebrve, kanadischer Sänger, Chorleiter und Musikpädagoge († 2008)
- 10. Januar: Max Roach, US-amerikanischer Jazz-Schlagzeuger und Komponist († 2007)
- 11. Januar: Roger Guillemin, französisch-US-amerikanischer Biochemiker und Nobelpreisträger († 2024)
- 11. Januar: Roswitha Haftmann, Schweizer Galeristin († 1998)
- 11. Januar: Slim Harpo, US-amerikanischer Blues-Musiker († 1970)
- 12. Januar: Friedrich Wilhelm Ahnefeld, deutscher Anaesthesiologe und Hochschullehrer († 2012)
- 12. Januar: Olivier Gendebien, belgischer Automobilrennfahrer († 1998)
- 12. Januar: Irene Kane, US-amerikanische Schauspielerin, Autorin und Fernsehmoderatorin († 2013)
- 12. Januar: Nevit Kodallı, türkischer Komponist († 2009)
- 13. Januar: Ursula Aarburg, deutsche Musikwissenschaftlerin († 1967)
- 13. Januar: Paul Feyerabend, österreichischer Philosoph und Wissenschaftstheoretiker († 1994)
- 13. Januar: Günther Fleckenstein, deutscher Theaterregisseur, Dramaturg und Theaterintendant († 2020)
- 14. Januar: Bruno Bělčík, tschechischer Geiger († 1990)
- 14. Januar: Carole Cook, US-amerikanische Schauspielerin († 2023)
- 14. Januar: Renate Lasker-Harpprecht, Autorin und Journalistin († 2021)
- 14. Januar: Guy Williams, US-amerikanischer Schauspieler († 1989)
- 15. Januar: Dennis Lynds, US-amerikanischer Schriftsteller († 2005)
- 15. Januar: Jean-Bertrand Pontalis, französischer Philosoph und Psychoanalytiker († 2013)
- 15. Januar: Georg Ratzinger, deutscher katholischer Geistlicher und Kirchenmusiker († 2020)
- 16. Januar: Katy Jurado, mexikanische Schauspielerin († 2002)
- 16. Januar: Aleksandar Tišma, serbischer Schriftsteller († 2003)
- 17. Januar: José Antonio Arze Murillo, bolivianischer Politiker und Diplomat († 2000)
- 17. Januar: Kurt Grigoleit, deutscher Kameramann († 1988)
- 17. Januar: John Riseley-Prichard, britischer Automobilrennfahrer († 1993)
- 17. Januar: Lucio Gera, argentinischer Theologe († 2012)
- 18. Januar: Hubert Deuringer, deutscher Orchesterleiter und Liedgutsammler († 2014)
- 19. Januar: Friedl Hofbauer, österreichische Kinder- und Jugendbuchautorin († 2014)
- 19. Januar: Georgia Kullmann, deutsche Schauspielerin († 2005)
- 19. Januar: Jean-François Revel, französischer Schriftsteller und Philosoph († 2006)
- 20. Januar: Valdo Sciammarella, argentinischer Komponist († 2014)
- 21. Januar: Hermann Aichmair, österreichischer Hochschullehrer, Autor, Maler, Bildhauer und Sammler († 2022)
- 21. Januar: Şəfiqə Axundova, aserbaidschanische Komponistin († 2013)
- 21. Januar: Benny Hill, britischer Komödiant († 1992)
- 22. Januar: J. J. Johnson, US-amerikanischer Jazz-Musiker († 2001)
- 22. Januar: Ján Chryzostom Kardinal Korec SJ, Bischof von Nitra († 2015)
- 22. Januar: Ortvin Sarapu, neuseeländischer Schachspieler estnischer Herkunft († 1999)
- 23. Januar: Jacobo Arenas, kolumbianischer Politiker und Guerillero († 1990)
- 23. Januar: Eugen Glombig, deutscher Politiker († 2004)
- 23. Januar: Frank Lautenberg, US-amerikanischer Politiker († 2013)
- 24. Januar: Catherine Hamlin, australische Gynäkologin († 2020)
- 24. Januar: Robert Kastenmeier, US-amerikanischer Politiker († 2015)
- 24. Januar: Guillermo Suárez Mason, argentinischer General († 2005)
- 25. Januar: Edmund Czaika, ehemaliger deutscher Fußballspieler
- 25. Januar: Lou Groza, US-amerikanischer American-Football-Spieler († 2000)
- 25. Januar: Ion Sârbu, rumänischer Politiker († 1997)
- 26. Januar: Alice Babs, schwedische Schlager- und Jazzsängerin († 2014)
- 26. Januar: Warren Benson, US-amerikanischer Komponist, Perkussionist und Musikpädagoge († 2005)
- 26. Januar: Ugo De Censi, katholischer Ordensgeistlicher († 2018)
- 26. Januar: Armand Gatti, französischer Schriftsteller und Regisseur († 2017)
- 26. Januar: James W. McCord, Jr., US-amerikanischer CIA-Agent († 2017)
- 26. Januar: Stanisław Szymecki, polnischer Erzbischof († 2023)
- 27. Januar: Rauf Denktaş, türkisch-zypriotischer Politiker († 2012)
- 27. Januar: Sabu, indischer Schauspieler († 1963)
- 28. Januar: Cyril Cartwright, englischer Radrennfahrer († 2015)
- 28. Januar: Theodor Mengelkamp, deutscher Politiker (CDU) († 1967)
- 29. Januar: Edi Finger, österreichischer Sportjournalist und erster TV-Sportreporter in Österreich († 1989)
- 29. Januar: Celio González, kubanischer Sänger († 2004)
- 29. Januar: Luigi Nono, italienischer Komponist († 1990)
- 29. Januar: Bianca Maria Piccinino, italienische Journalistin und Fernsehmoderatorin
- 30. Januar: Hans Künzi, Schweizer Politiker (FDP) († 2004)
- 30. Januar: Dorothy Malone, US-amerikanische Schauspielerin († 2018)
- 30. Januar: Karl-Heinz Narjes, deutscher Politiker († 2015)
- 30. Januar: Werner Reichardt, deutscher Physiker und Biologe († 1992)
- 31. Januar: Tengis Abuladse, georgischer Filmregisseur († 1994)
- 31. Januar: João Luiz Areias Netto, brasilianischer Diplomat
- 31. Januar: John Lukacs, US-amerikanischer Historiker († 2019)
- 31. Januar: Günter Stratenwerth, deutscher Rechtswissenschaftler († 2015)

### Februar
- 01. Februar: Karl Hellwig, deutscher Politiker (SPD) und Abgeordneter des Hessischen Landtags († 1993)
- 01. Februar: Eberhard Horst, deutscher Schriftsteller († 2012)
- 02. Februar: Eva Aschenbrenner, deutsche Autorin († 2013)
- 02. Februar: Elfi von Dassanowsky, österreichische Sängerin, Pianistin und Filmproduzentin († 2007)
- 02. Februar: Günther Rücker, deutscher Schriftsteller († 2008)
- 02. Februar: Sonny Stitt, US-amerikanischer Saxophonist († 1982)
- 03. Februar: Martial Asselin, kanadischer Politiker († 2013)
- 03. Februar: Bully Buhlan, deutscher Jazz- und Schlagersänger, Pianist, Schlagerkomponist und Schauspieler († 1982)
- 03. Februar: Friedrich Wilhelm von Hohenzollern, deutscher Industrieller und langjähriges Oberhaupt des Hauses Hohenzollern-Sigmaringen († 2010)
- 03. Februar: Robert Schlienz, deutscher Fußballspieler († 1995)
- 03. Februar: Edward P. Thompson, britischer Historiker, Sozialist und Friedensaktivist († 1993)
- 04. Februar: Karl Adam, deutscher Fußballspieler († 1999)
- 05. Februar: Duraisamy Simon Kardinal Lourdusamy, indischer Kurienkardinal († 2014)
- 05. Februar: Alexander Matwejewitsch Matrossow, Symbolfigur der Roten Armee und Held der Sowjetunion († 1943)
- 05. Februar: Selma Meerbaum-Eisinger, deutschsprachige jüdische Schriftstellerin († 1942)
- 05. Februar: Hilde Sochor, österreichische Schauspielerin († 2017)
- 06. Februar: Sammy Nestico, US-amerikanischer Jazz-Musiker († 2021)
- 06. Februar: Chuck Parsons, US-amerikanischer Automobilrennfahrer († 1999)
- 06. Februar: Argentina Santos, portugiesische Fado-Sängerin († 2019)
- 06. Februar: Paolo Volponi, italienischer Schriftsteller († 1994)
- 06. Februar: Billy Wright, englischer Fußballspieler († 1994)
- 07. Februar: Olga Chorens, kubanische Sängerin († 2023)
- 07. Februar: Ramón Oviedo, dominikanischer Maler († 2015)
- 07. Februar: Catherine Small Long, US-amerikanische Politikerin († 2019)
- 08. Februar: Volker Franzen, deutscher Chemiker († ?)
- 08. Februar: Khamtay Siphandone, laotischer Präsident († 2025)
- 08. Februar: Lisel Mueller, deutschamerikanische Dichterin († 2020)
- 09. Februar: Marcello Gatti, italienischer Kameramann († 2013)
- 09. Februar: Woody Woodbury, US-amerikanischer Komiker, Schauspieler, Fernsehpersönlichkeit und Talkshow-Host
- 10. Februar: Günter Anlauf, deutscher Bildhauer und Grafiker († 2000)
- 10. Februar: Paolo Massimo Antici, italienischer Diplomat († 2003)
- 10. Februar: Georges Hacquin, belgischer Automobilrennfahrer († 2020)
- 11. Februar: Budge Patty, US-amerikanischer Tennisspieler († 2021)
- 11. Februar: Adolf Wicklein, deutscher Politiker (SED) († 2005)
- 12. Februar: Karoline Goldhofer-Prützel, deutsche Unternehmerin († 2013)
- 12. Februar: Almuth Klemer, deutsche Chemikerin und Professorin für Organische Chemie († 2022)
- 12. Februar: Louis Zorich, US-amerikanischer Schauspieler († 2018)
- 13. Februar: Heinz Röthemeier, deutscher Kommunalpolitiker der SPD
- 13. Februar: Jean-Jacques Servan-Schreiber, französischer Journalist und Politiker († 2006)
- 14. Februar: Ralf Arnie, deutscher Komponist († 2003)
- 14. Februar: Argyris Kounadis, griechischer Komponist († 2011)
- 14. Februar: Lothar Zitzmann, deutscher Maler († 1977)
- 15. Februar: Karl Hecht, deutscher Physiologe († 2022)
- 15. Februar: Jiří Šlitr, tschechischer Liedermacher, Komponist, Pianist, Sänger, Schauspieler, Zeichner und Graphiker († 1969)
- 16. Februar: Humberto Almazán, mexikanischer Schauspieler und katholischer Priester
- 16. Februar: Mirl Buchner, deutsche Skirennläuferin († 2014)
- 16. Februar: Ada Pace, italienische Automobilrennfahrerin († 2016)
- 17. Februar: Esther Betz, deutsche Verlegerin
- 17. Februar: Andrew Bruce, 11. Earl of Elgin, britischer Lord
- 17. Februar: Buddy Jones, US-amerikanischer Jazzbassist († 2000)
- 18. Februar: Elisabeth Amort, deutsche Journalistin und Buchautorin († 2018)
- 19. Februar: David Bronstein, russischer Schachgroßmeister († 2006)
- 19. Februar: Eduard Lohse, deutscher Theologe und Bischof († 2015)
- 19. Februar: Lee Marvin, US-amerikanischer Schauspieler († 1987)
- 19. Februar: František Vláčil, tschechischer Regisseur († 1999)
- 20. Februar: Donald M. Fraser, US-amerikanischer Politiker († 2019)
- 20. Februar: Jürgen Runzheimer, deutscher Historiker, Heimatforscher und Buchautor († 2012)
- 20. Februar: Gloria Laura Vanderbilt, US-amerikanische Schauspielerin, Malerin und Designerin († 2019)
- 21. Februar: William Dodd Hathaway, US-amerikanischer Politiker († 2013)
- 21. Februar: Robert Mugabe, ehemaliger Chef der ZANU-Partei und Staatsoberhaupt von Simbabwe († 2019)

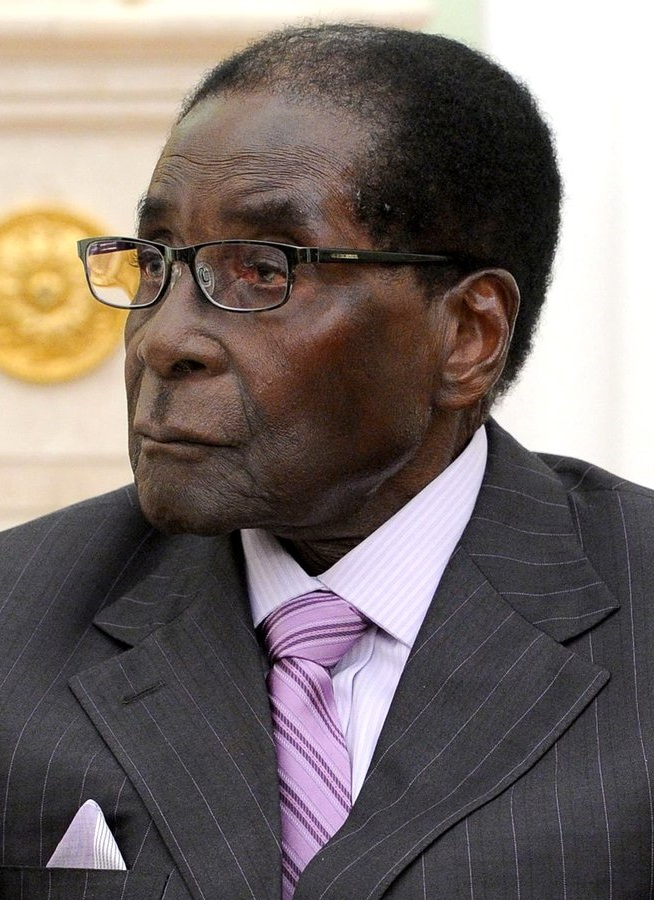
Robert Mugabe, 2015

- 21. Februar: Silvano Kardinal Piovanelli, italienischer Erzbischof († 2016)
- 21. Februar: Karl Ferdinand Werner, deutscher Historiker († 2008)
- 22. Februar: Herbert Schweiger, österreichischer Publizist († 2011)
- 23. Februar:  Allan McLeod Cormack, südafrikanisch-US-amerikanischer Physiker und Nobelpreisträger († 1998)
- 23. Februar: Lejaren Hiller, US-amerikanischer Komponist († 1994)
- 23. Februar: Alexander Kerst, österreichischer Schauspieler († 2010)
- 23. Februar: Claude Sautet, französischer Drehbuchautor und Filmregisseur († 2000)
- 23. Februar: Werner Schild, ehemaliger deutscher Fußballspieler
- 24. Februar: Manfred Barthel, deutscher Schriftsteller, Drehbuchautor, Journalist, Kritiker, Filmproduzent und Filmregisseur († 2007)
- 24. Februar: Remi Joseph De Roo, kanadischer Geistlicher und Altbischof († 2022)
- 25. Februar: Peter Großkreuz, deutscher Karikaturist († 1974)
- 25. Februar: Chuck Leighton, US-amerikanischer Automobilrennfahrer († 2003)
- 26. Februar: Ákos Császár, ungarischer Mathematiker († 2017)
- 26. Februar: Erwin Hegemann, deutscher Künstler († 1999)
- 26. Februar: François Perrot, französischer Schauspieler († 2019)
- 27. Februar: Robert Deschaux, französischer Romanist und Mediävist († 2013)
- 27. Februar: Heimo Erbse, deutscher Komponist und Opernregisseur († 2005)
- 28. Februar: Bettye Louise Ackerman, US-amerikanische Schauspielerin († 2006)
- 28. Februar: Bubi Aderhold, deutscher Jazzmusiker († 2008)
- 28. Februar: Guarionex Aquino, dominikanischer Sänger († 2010)
- 28. Februar: Christopher C. Kraft, US-amerikanischer Raumfahrtingenieur († 2019)
- 29. Februar: Andrzej Maria Deskur, Kardinal der römisch-katholischen Kirche († 2011)
- 29. Februar: Will Elfes, deutscher Bildhauer und Musiker († 1971)
- 29. Februar: Wladimir Alexandrowitsch Krjutschkow, sowjet-russischer Polit-Funktionär († 2007)
- 29. Februar: Carlos Humberto Romero, salvadorianischer Präsident († 2017)
- 29. Februar: Pierre Sinibaldi, französischer Fußballspieler und -trainer († 2012)
- 29. Februar: Günther Ziessler, deutscher Schauspieler († 2001)

### März
- 01. März: Horst Jaedicke, deutscher Redakteur, Filmproduzent und Fernsehmoderator († 2010)
- 01. März: Deke Slayton, US-amerikanischer Astronaut († 1993)
- 02. März: Wolf In der Maur, österreichischer Journalist und Herausgeber († 2005)
- 02. März: Günter Waldorf, österreichischer Maler († 2012)
- 03. März: Johnson Aguiyi-Ironsi, nigerianischer Militärdiktator und Staatspräsident († 1966)
- 03. März: Lys Assia, Schweizer Sängerin und Schauspielerin († 2018)
- 03. März: Paul Moor, deutscher Schriftsteller, Fotograf und Musikkritiker († 2010)
- 03. März: Tomiichi Murayama, japanischer Politiker
- 03. März: Omero Tognon, italienischer Fußballspieler und -trainer († 1990)
- 03. März: Erhard Ueckermann, deutscher Jagd- und Forstwissenschaftler († 1996)
- 04. März: Luigi Amaducci, italienischer Erzbischof († 2010)
- 04. März: Francisco Austregésilo de Mesquita Filho, brasilianischer Geistlicher und Bischof († 2006)
- 04. März: Fritz Hofmann, Schweizer Politiker († 2005)
- 05. März: Otto Frei, Schweizer Journalist und Schriftsteller († 1990)
- 06. März: Gert Boyle, deutsch-amerikanische Unternehmerin († 2019)
- 06. März: Oskar Marczy, deutscher Politiker († 2006)
- 06. März: Ottmar Walter, deutscher Fußballspieler († 2013)
- 06. März: William H. Webster, Direktor des FBI und der CIA († 2025)
- 07. März: Abe Kōbō, japanischer Schriftsteller († 1993)
- 07. März: Eduardo Paolozzi, schottischer Graphiker und Bildhauer († 2005)
- 08. März: Abderrahmane Youssoufi, marokkanischer Politiker († 2020)
- 09. März: Hanna Mina, syrischer Schriftsteller († 2018)
- 09. März: Peter Scholl-Latour, deutsch-französischer Journalist und Schriftsteller († 2014) Peter Scholl-Latour, 2008

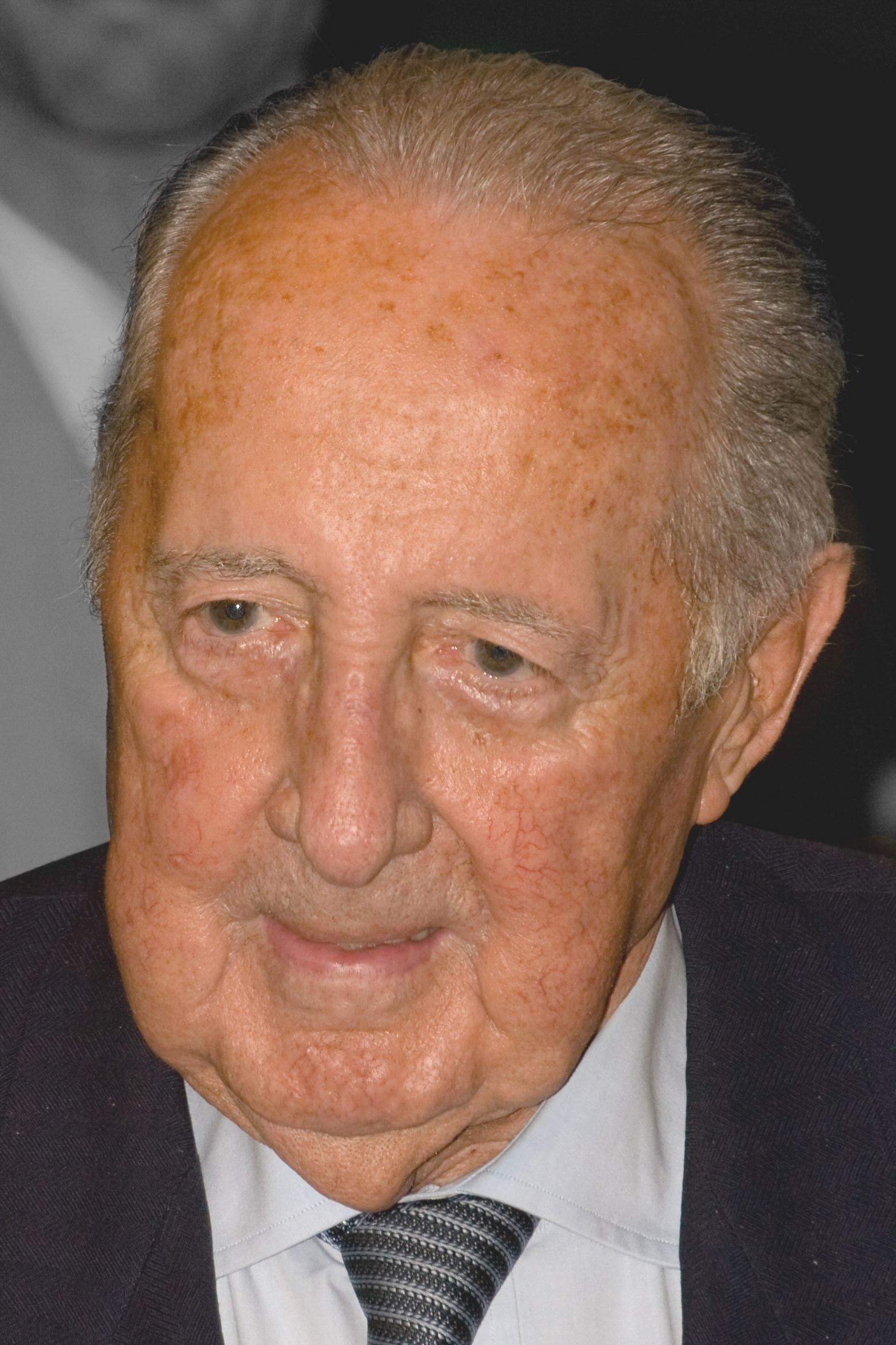
Peter Scholl-Latour, 2008

- 09. März: Otto van de Loo, deutscher Galerist († 2015)
- 10. März: Annemarie Gottfried-Frost, deutsche Künstlerin († 2022)
- 11. März: Franco Basaglia, italienischer Psychiater († 1980)
- 11. März: Erich Schmitt, deutscher Karikaturist († 1984)
- 11. März: Jozef Tomko, slowakischer Kardinal († 2022)
- 12. März: Valerio Bacigalupo, italienischer Fußballspieler († 1949)
- 13. März: Karl Ahrens, deutscher Politiker († 2015)
- 13. März: Pierre Arpaillange, französischer Jurist, Staatsfunktionär und Autor († 2017)
- 13. März: Esther Bauer, Zeitzeugin († 2016)
- 14. März: Jacques Antoine, französischer Fernseh- und Radiojournalist († 2012)
- 14. März: Georges Haddad, libanesischer Erzbischof († 1985)
- 15. März: Aldo Andreotti, italienischer Mathematiker († 1980)
- 15. März: Bernhard von Arx, schweizerischer Schriftsteller († 2012)
- 15. März: Juri Bondarew, russischer Schriftsteller († 2020)
- 15. März: Walter Gotell, deutsch-britischer Schauspieler († 1997)
- 16. März: Wolfgang Kieling, deutscher Schauspieler († 1985)
- 16. März: Michael Seifert, ukrainischer NS-Kriegsverbrecher († 2010)
- 17. März: Werner Aßmann, deutscher Handballspieler († 1993)
- 17. März: Carl Little, kanadischer Pianist, Organist und Rundfunkproduzent († 2016)
- 17. März: Hans Milch, deutscher katholischer Priester († 1987)
- 18. März: Joan Acker, US-amerikanische Soziologin († 2016)
- 18. März: Alexandre José Maria Kardinal dos Santos, Erzbischof von Maputo († 2021)
- 18. März: José Mangual, puerto-ricanischer Perkussionist († 1998)
- 18. März: Vojislav Simić, serbischer Jazz-Komponist
- 19. März: Franz Heubl, deutscher Politiker († 2001)
- 19. März: Karl Schüßler, deutscher Skilangläufer († 2023)
- 20. März: James Barr, schottischer presbyterianischer Pfarrer, Hebraist und Alttestamentler († 2006)
- 21. März: Harry Lehmann, deutscher Physiker († 1998)
- 22. März: Werner Juza, deutscher Maler, Zeichner und Grafiker († 2022)
- 22. März: Hans Krause, deutscher Kabarettist († 2015)
- 22. März: Al Neuharth, US-amerikanischer Journalist, Kolumnist und Manager († 2013)
- 23. März: Robert Astles, britischer Soldat und Kolonialbeamter († 2012)
- 24. März: Karl-Heinz Günther, deutscher Kriminalschriftsteller († 2005)
- 24. März: Helmut Nickel, deutscher Comiczeichner und -autor († 2019)
- 25. März: Roberts Blossom, US-amerikanischer Schauspieler († 2011)
- 25. März: Machiko Kyō, japanische Schauspielerin († 2019)
- 27. März: Johnny Abbes García, dominikanischer Geheimdienstchef († wahrscheinlich 1967)
- 27. März: Sarah Vaughan, US-amerikanische Jazz-Sängerin († 1990) Sarah Vaughan, 1946

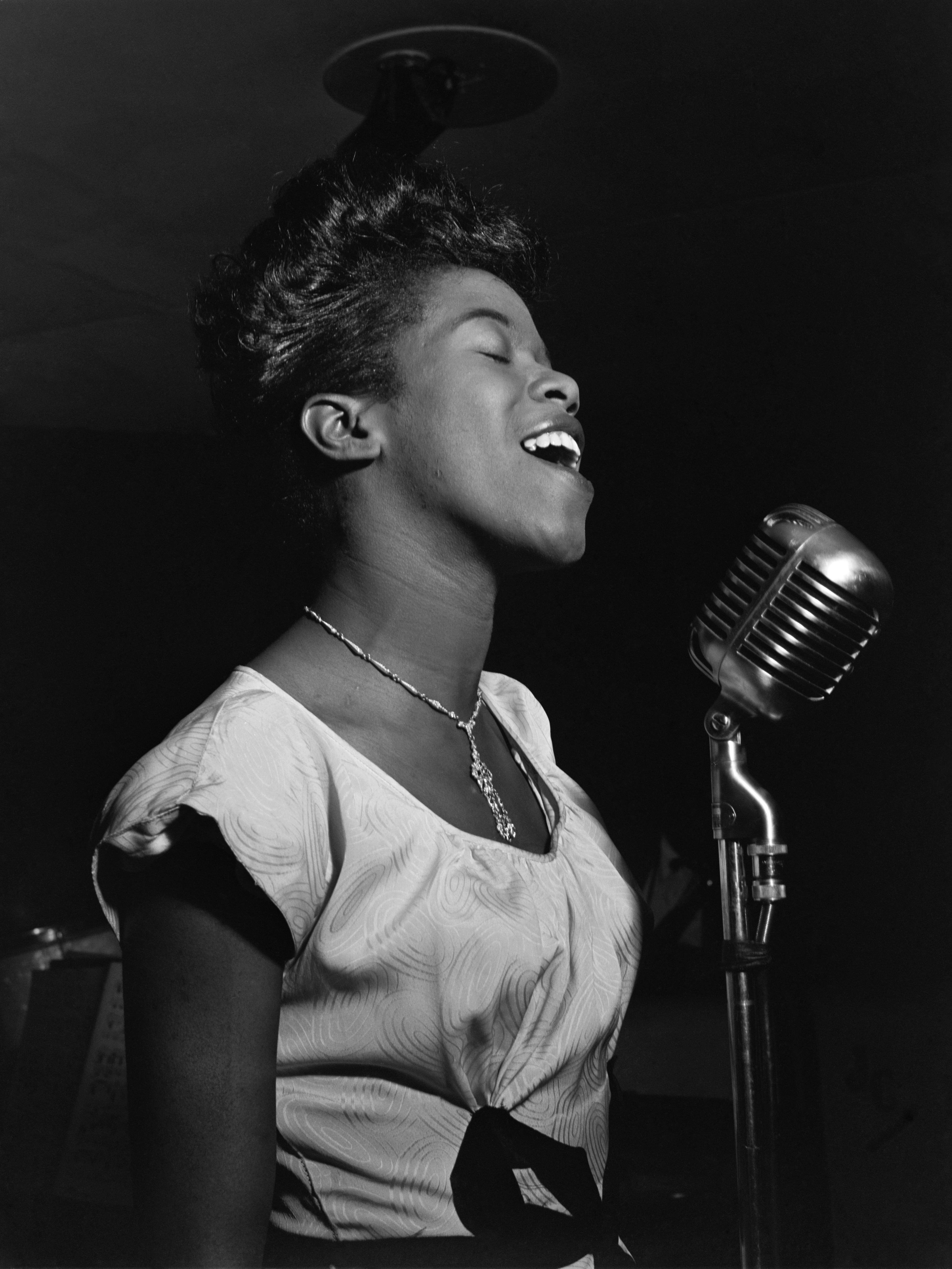
Sarah Vaughan, 1946

- 28. März: Arlie Duff, US-amerikanischer Country-Musiker († 1996)
- 28. März: Gerhard Fritsch, österreichischer Schriftsteller († 1969)
- 28. März: Claire Gagnier, kanadische Sopranistin († 2022)
- 30. März: Milko Kelemen, kroatischer Komponist, Begründer der Zagreber Biennale († 2018)
- 30. März: Walter Klingenbeck, deutscher Widerstandskämpfer gegen den Nationalsozialismus († 1943)
- 30. März: Traute Richter, deutsche Schauspielerin († 1986)

### April
- 01. April: Georges Barboteu, französischer Hornist († 2006)
- 01. April: Günther Becker, deutscher Komponist († 2007)
- 01. April: Brendan Byrne, US-amerikanischer Politiker († 2018)
- 01. April: Robert Gerle, US-amerikanischer Geiger und Musikpädagoge ungarischer Herkunft († 2005)
- 01. April: Yoshiyuki Junnosuke, japanischer Schriftsteller († 1994)
- 02. April: Hans Faillard, deutscher Professor für Biochemie und physiologische Chemie († 2005)
- 03. April: Ivan Andreadis, tschechoslowakischer Tischtennisspieler († 1992)
- 03. April: Marlon Brando, US-amerikanischer Schauspieler († 2004) Marlon Brando, 1963

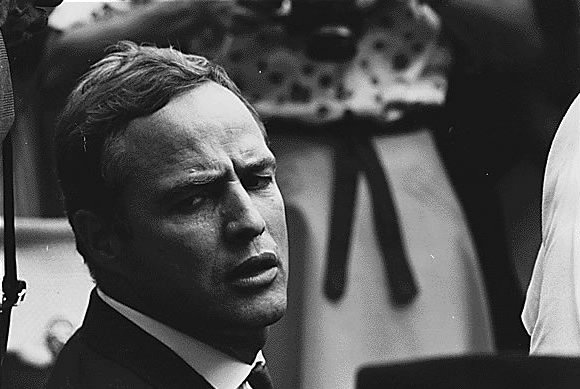
Marlon Brando, 1963

- 03. April: Rosa Schanina, sowjetische Scharfschützin im Zweiten Weltkrieg († 1945)
- 04. April: Bob Christie, US-amerikanischer Automobilrennfahrer († 2009)
- 04. April: Victor Feldbrill, kanadischer Dirigent und Geiger († 2020)
- 04. April: Noreen Nash, US-amerikanische Schauspielerin († 2023)
- 04. April: Hans-Heinrich Vangerow, deutscher Forstmann und Historiker († 2019)
- 06. April: Rewol Samuilowitsch Bunin, russischer Komponist († 1976)
- 06. April: Carmelo Cassati, italienischer Missionar und Erzbischof († 2017)
- 06. April: Bruce King, US-amerikanischer Politiker († 2009)
- 06. April: Eugenio Scalfari, italienischer Schriftsteller, Journalist und Politiker († 2022)
- 07. April: Ilse Bintig, deutsche Schriftstellerin († 2014)
- 07. April: Johannes Mario Simmel, österreichischer Schriftsteller († 2009)
- 08. April: Frédéric Back, kanadischer Film-Animator († 2013)
- 08. April: Humberto Costantini, argentinischer Schriftsteller († 1987)
- 08. April: Malwine Moeller, deutsche Opernsängerin und Schauspielerin († 2019)
- 08. April: Fritz Molden, österreichischer Widerstandskämpfer, Journalist, Verleger und Diplomat († 2014)
- 08. April: Günter Pfitzmann, deutscher Schauspieler und Kabarettist († 2003)
- 09. April: Francisc Munteanu, rumänischer Schriftsteller, Filmregisseur und Drehbuchautor († 1993)
- 10. April: Aldo Giuffrè, italienischer Schauspieler († 2010)
- 10. April: Wolfgang Menge, deutscher Drehbuchautor und Fernsehmoderator († 2012) Wolfgang Menge mit seiner Frau Marlies, 2010

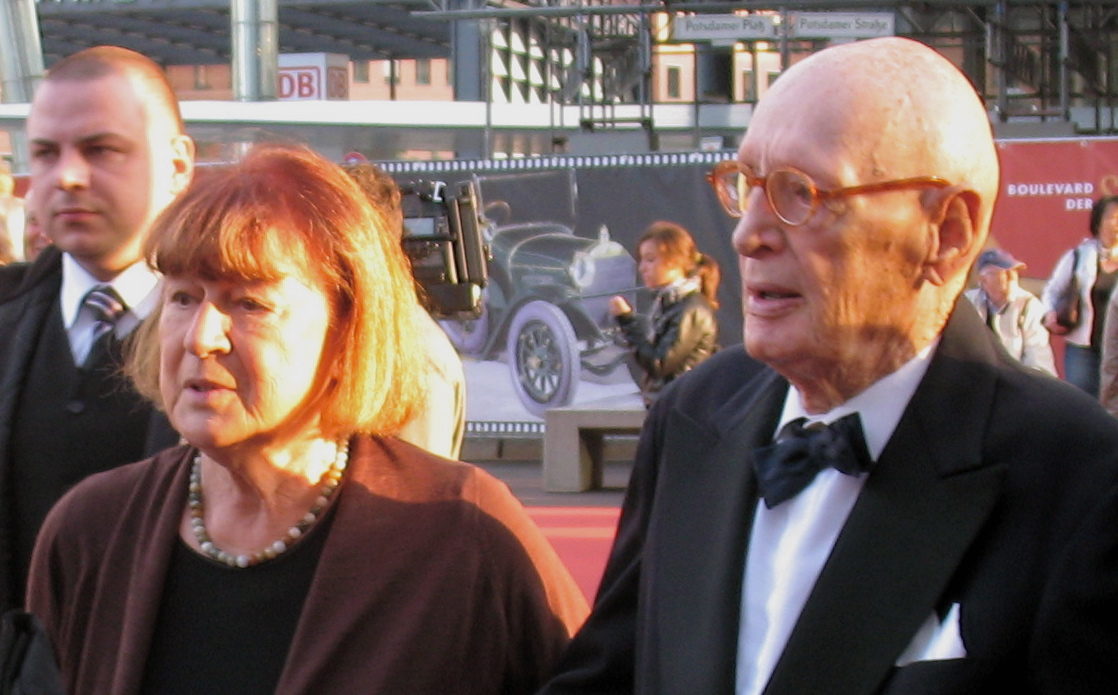
Wolfgang Menge mit seiner Frau Marlies, 2010

- 11. April: Heinz Angermeier, deutscher Historiker und Professor († 2007)
- 11. April: August Martin Hoffmann, deutscher Bildhauer († 1985)
- 12. April: Raymond Barre, französischer Politiker († 2007)
- 13. April: William Ayres Arrowsmith, US-amerikanischer Philologe und Literaturwissenschaftler († 1992)
- 13. April: Stanley Donen, US-amerikanischer Regisseur und Choreograf († 2019)
- 13. April: Renée Firestone, Modedesignerin
- 14. April: Mary Warnock, Baroness Warnock, britische Philosophin († 2019)
- 15. April: Neville Marriner, britischer Dirigent und Geiger († 2016)
- 16. April: Henry Mancini, US-amerikanischer Komponist († 1994)
- 17. April: Arturo Correa, puerto-ricanischer Schauspieler, Filmregisseur und -Produzent († 1988)
- 17. April: Kazimierz Dejmek, polnischer Theaterregisseur († 2002)
- 18. April: Clarence Gatemouth Brown, US-amerikanischer Blues-Gitarrist († 2005)
- 18. April: Zbigniew Śliwiński, polnischer Pianist und Musikpädagoge († 2003)
- 19. April: Kawasaki Masaru, japanischer Komponist und Professor († 2018)
- 19. April: Werner Kohlmeyer, deutscher Fußballspieler († 1974)
- 19. April: Hertha Töpper, österreichische Altistin († 2020)
- 20. April: Leslie Phillips, britischer Schauspieler († 2022)
- 20. April: Gerold Reutter, deutscher Architekt und Maler († 2021)
- 21. April: Annemarie Griesinger, deutsche Politikerin († 2012)
- 21. April: Johannes Kuhn, deutscher evangelischer Theologe († 2019)
- 23. April: Ruth Leuwerik, deutsche Schauspielerin († 2016)
- 23. April: Bobby Rosengarden, US-amerikanischer Jazzschlagzeuger und Studiomusiker († 2007)
- 23. April: Rossana Rossanda, italienische Schriftstellerin († 2020)
- 23. April: Maria von Wedemeyer, Verlobte von Dietrich Bonhoeffer († 1977)
- 24. April: Eric Pleskow, österreichischer Filmproduzent († 2019)
- 25. April: Peter Abeles, australischer Unternehmer († 1999)
- 25. April: Joseph Eric D’Arcy, australischer römisch-katholischer Bischof († 2005)
- 25. April: Brigitte Freyh, deutsche Politikerin († 2009)
- 25. April: Erzsébet Szőnyi, ungarische Musikpädagogin und Komponistin († 2019)
- 27. April: Lena Stumpf, deutsche Leichtathletin († 2012)
- 28. April: Donatas Banionis, litauischer Schauspieler († 2014)
- 28. April: Kenneth Kaunda, Präsident von Sambia 1964–1991 († 2021)
- 29. April: Zizi Jeanmaire, französische Balletttänzerin († 2020)
- 29. April: Abe Shintarō, japanischer Politiker und Generalsekretär der LDP († 1991)
- 30. April: Ilja Prachař, tschechischer Schauspieler († 2005)

### Mai
- 01. Mai: Wiktor Astafjew, russischer Schriftsteller († 2001)
- 01. Mai: Grégoire Kayibanda, ruandischer Politiker († 1976)
- 02. Mai: Theodore Bikel, US-amerikanischer Folksänger und Schauspieler († 2015)
- 02. Mai: Kurt E. Ludwig, deutscher Schauspieler und Synchronsprecher († 1995)
- 02. Mai: Günter Wöhe, deutscher Ökonom, Experte für Betriebswirtschaftslehre († 2007)
- 03. Mai: Jehuda Amichai, deutsch-israelischer Lyriker († 2000)
- 03. Mai: Ladislava Bakanic, US-amerikanische Turnerin († 2021)
- 03. Mai: Concetto Lo Bello, italienischer Fußballschiedsrichter, Sportfunktionär und Politiker († 1991)
- 03. Mai: Virgilio Expósito, argentinischer Tangokomponist und Pianist († 1997)
- 03. Mai: Thomas B. Hayward, US-amerikanischer Admiral († 2022)
- 03. Mai: Jane Morgan, US-amerikanische Popsängerin († 2025)
- 03. Mai: Isadore M. Singer, US-amerikanischer Mathematiker († 2021)
- 03. Mai: Ken Tyrrell, britischer Automobilrennfahrer und Gründer des Tyrrell-Formel-1-Teams († 2001)
- 04. Mai: Uwe Faerber, deutscher Musikwissenschaftler († 2017)
- 04. Mai: Otto Grünmandl, österreichischer Kabarettist und Schriftsteller († 2000)
- 06. Mai: Tommy Angell, US-amerikanische Fechterin († 2022)
- 06. Mai: Patricia Kennedy Lawford, Mitglied der Familie Kennedy († 2006)
- 07. Mai: Marjorie Boulton, britische Literaturwissenschaftlerin († 2017)
- 07. Mai: Arno Lustiger, deutscher Historiker († 2012)
- 08. Mai: Ute Brinckmann-Schmolling, deutsche Grafikerin und Malerin († 2014)
- 08. Mai: Gerda Weissmann-Klein, Holocaust-Überlebende, Menschenrechtlerin und Autorin († 2022)
- 09. Mai: Bulat Okudschawa, russischer Dichter und Liedermacher († 1997)
- 10. Mai: Elfriede Mejchar, österreichische Fotografin († 2020)
- 10. Mai: Settimio Todisco, italienischer Erzbischof († 2025)
- 10. Mai: Senta Wengraf, österreichische Filmschauspielerin († 2020)
- 11. Mai: Eugene Dynkin, russischer Mathematiker († 2014)
- 11. Mai: Antony Hewish, britischer Radioastronom und Nobelpreisträger († 2021)
- 11. Mai: Jörg Mauthe, österreichischer Journalist, Schriftsteller und Kulturpolitiker († 1986)
- 11. Mai: Luděk Pachman, tschechisch-deutscher Schachspieler († 2003)
- 12. Mai: Jürgen Dethloff, deutscher Erfinder († 2002)
- 13. Mai: Enzo Andronico, italienischer Schauspieler († 2002)
- 15. Mai: Chargesheimer, deutscher Fotograf († 1971)
- 16. Mai: Dawda Jawara, gambischer Politiker († 2019)
- 17. Mai: Gabriel Bacquier, französischer Opernsänger († 2020)
- 17. Mai: František Kovaříček, tschechischer Komponist und Musikpädagoge († 2003)
- 18. Mai: Samson François, französischer Pianist und Komponist († 1970)
- 18. Mai: Priscilla Pointer, US-amerikanische Schauspielerin († 2025)
- 20. Mai: Manfred Kujawski, deutscher Setdesigner, Modellbauer und Formgestalter († 2024)
- 20. Mai: Otto Häuser, deutscher Schriftsteller und Journalist († 2007)
- 20. Mai: Aida Mitsuo, japanischer Dichter und Kalligraph († 1991)
- 21. Mai: Peggy Cass, US-amerikanische Schauspielerin († 1999)
- 21. Mai: Alois Derfler, Präsident des österreichischen Bauernbundes († 2005)
- 21. Mai: Ludwig von Friedeburg, deutscher Soziologe und Politiker († 2010)
- 21. Mai: Inge Langen, deutsche Schauspielerin († 2007)
- 21. Mai: Robert Parris, US-amerikanischer Komponist und Musikpädagoge († 1999)
- 21. Mai: Doris Schade, deutsche Schauspielerin († 2012)
- 22. Mai: Charles Aznavour, armenisch-französischer Chansonnier, Komponist, Liedtexter und Schauspieler († 2018) Charles Aznavour

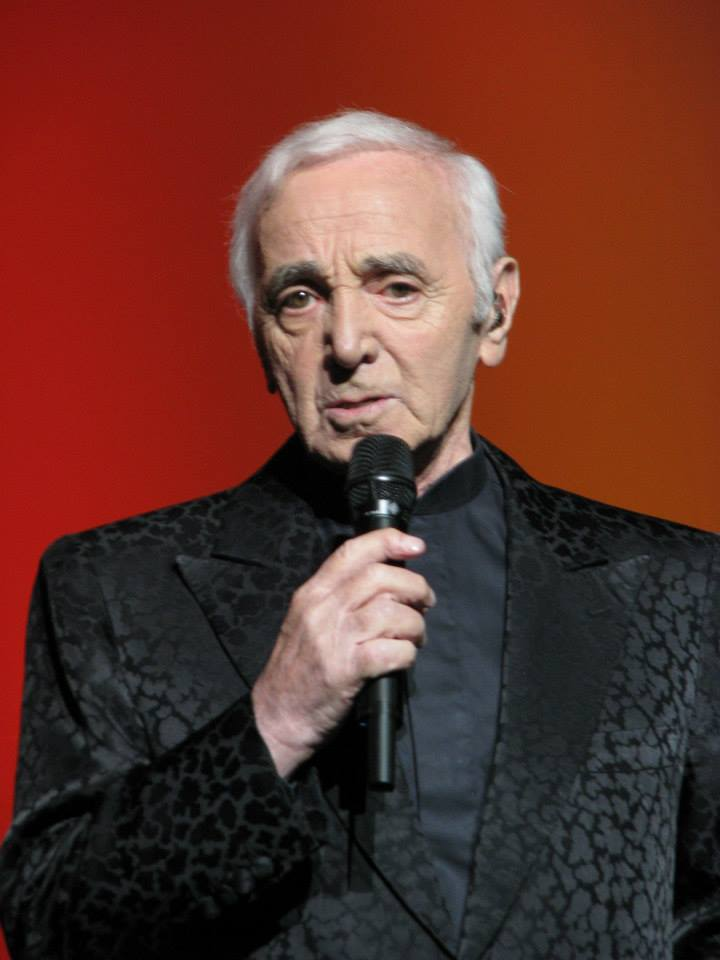
Charles Aznavour

- 22. Mai: Claude Ballif, französischer Komponist († 2004)
- 23. Mai: Karlheinz Deschner, deutscher Schriftsteller und Religionskritiker († 2014)
- 23. Mai: Antje Huber, deutsche Politikerin († 2015)
- 24. Mai: Philip Pearlstein, US-amerikanischer Maler († 2022)
- 25. Mai: Heinrich Aigner, deutscher Politiker († 1988)
- 25. Mai: Marshall Allen, US-amerikanischer Saxophonist
- 25. Mai: David Atlas, US-amerikanischer Meteorologe († 2015)
- 25. Mai: Rafael Iglesias, argentinischer Olympiasieger im Boxen († 1999)
- 25. Mai: István Nyers, ungarischer Fußballspieler († 2005)
- 25. Mai: Walter Schultheiß, deutscher Schauspieler, Autor und Maler
- 28. Mai: Alfonso zu Hohenlohe-Langenburg, spanisches Mitglied des internationalen Jetsets († 2003)
- 28. Mai: Jiří Šotola, tschechischer Dichter, Schriftsteller und Dramaturg († 1989)
- 29. Mai: Lars Bo, dänischer Künstler und Verfasser († 1999)
- 30. Mai: Otto Guggenbichler, deutscher Journalist und Dokumentarfilmer († 2009)
- 30. Mai: Kurt Rebmann, deutscher Jurist, Generalbundesanwalt († 2005)
- 30. Mai: Kurt Tiedke, deutscher Politiker († 2015)
- 31. Mai: Gisela May, deutsche Schauspielerin und Diseuse († 2016)

### Juni
- 01. Juni: William Sloane Coffin, US-amerikanischer Prediger, Theologe und Friedensaktivist († 2006)
- 01. Juni: Hal McKusick, US-amerikanischer Jazzklarinettist und -saxophonist († 2012)
- 01. Juni: Rudi Piffl, deutscher Tischtennisspieler († 2013)
- 01. Juni: Helmut Sakowski, deutscher Schriftsteller († 2005)
- 02. Juni: Benjamin DeMott, US-amerikanischer Autor, Kulturkritiker und Professor († 2005)
- 03. Juni: Gustav Adebahr, deutscher Gerichtsmediziner († 2008)
- 03. Juni: Kenneth Armstrong, englischer Fußballspieler und -trainer († 1984)
- 03. Juni: Günther Rühle, deutscher Kritiker, Publizist und Intendant († 2021)
- 03. Juni: Horst Sölle, Minister für Außenhandel und Innerdeutschen Handel der DDR († 2016)
- 03. Juni: Torsten N. Wiesel, schwedisch-US-amerikanischer Neurobiologe und Nobelpreisträger
- 04. Juni: Ettore Chimeri, venezolanischer Automobilrennfahrer († 1960)
- 04. Juni: Colin Stanley Gum, australischer Astronom († 1960)
- 04. Juni: Dennis Weaver, US-amerikanischer Schauspieler († 2006)
- 04. Juni: Heinz Westphal, deutscher Politiker († 1998)
- 05. Juni: Alberto Beltrán, dominikanischer Sänger († 1997)
- 05. Juni: Jean Costa, französischer Organist († 2013)
- 06. Juni: Serge Nigg, französischer Komponist († 2008)
- 06. Juni: Radovan Richta, tschechoslowakischer Soziologe und Philosoph († 1983)
- 07. Juni: Donald Watts Davies, britischer Physiker († 2000)
- 07. Juni: Edward Field, US-amerikanischer Schriftsteller
- 08. Juni: Josef-Severin Ahlmann, deutscher Erfinder und Unternehmer († 2006)
- 08. Juni: Josef Bláha, tschechischer Schauspieler († 1994)
- 08. Juni: Carl-Heinz Kliemann, deutscher Maler, Grafiker und Collagekünstler († 2016)
- 08. Juni: Rolf Schneebiegl, deutscher Musiker der volkstümlichen Musik († 2004)
- 09. Juni: Tony Britton, britischer Filmschauspieler († 2019)
- 09. Juni: Julien Lebas, französischer Sprinter († 2021)
- 10. Juni: Friedrich L. Bauer, deutscher Pionier der Informatik († 2015)
- 10. Juni: Wolf J. Bell, deutscher Journalist († 2014)
- 11. Juni: Horst Kramer, deutscher Forstwissenschaftler († 2015)
- 12. Juni: George H. W. Bush, 41. Präsident der USA von 1989 bis 1993 († 2018)

George H. W. Bush, 1989

- 12. Juni: Quido Wolf, Liechtensteiner Sportschütze († 1994)
- 14. Juni: Karimuddin Asif, indischer Filmregisseur († 1971)
- 14. Juni: Sir James Whyte Black, britischer Pharmakologe, Nobelpreisträger für Medizin († 2010)
- 15. Juni: Ezer Weizmann, israelischer Präsident († 2005)
- 16. Juni: Robert Gist, US-amerikanischer Filmregisseur und Schauspieler († 1998)
- 16. Juni: Adam Hanuszkiewicz, polnischer Schauspieler und Theaterregisseur († 2011)
- 16. Juni: Freimut Stein, deutscher Psychologe und Eiskunstläufer († 1986)
- 16. Juni: Lucky Thompson, US-amerikanischer Saxophonist und Komponist († 2005)
- 17. Juni: Ferry Ahrlé, deutscher Maler, Autor und Entertainer († 2018)
- 17. Juni: Ernst Wimmer, österreichischer kommunistischer Politiker, Theoretiker und Journalist († 1991)
- 18. Juni: George Mikan, US-amerikanischer Basketballspieler († 2005)
- 18. Juni: Renia Spiegel, polnisch-jüdische Tagebuchschreiberin und Opfer des Holocaust († 1942)
- 18. Juni: Rolf von Sydow, deutscher Regisseur († 2019)
- 19. Juni: Luděk Kopřiva, tschechischer Schauspieler († 2004)
- 19. Juni: Leo Nomellini, US-amerikanischer American-Football-Spieler († 2000)
- 20. Juni: Chet Atkins, US-amerikanischer Country-Musiker und Schallplattenproduzent († 2001)
- 20. Juni: Rainer Barzel, deutscher Politiker († 2006)

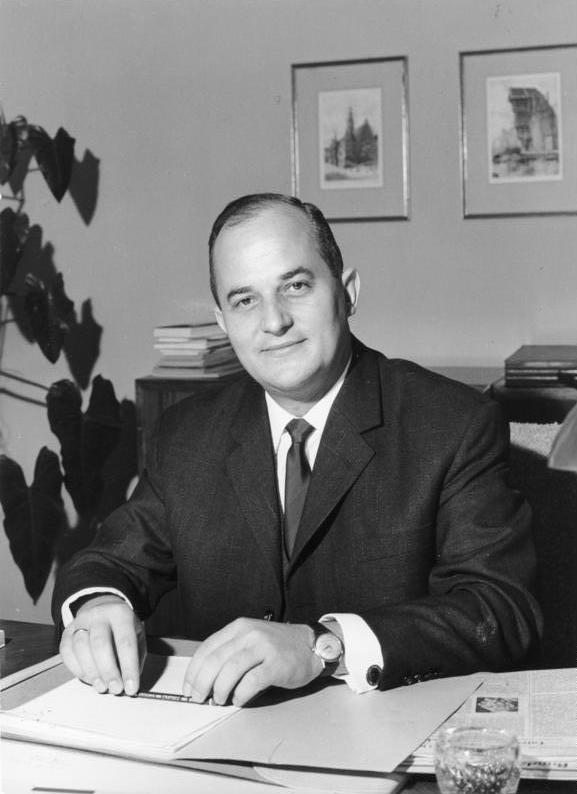
Rainer Barzel, 1962

- 20. Juni: Fritz Koenig, deutscher Bildhauer († 2017)
- 20. Juni: Josip Uhač, Diplomat des Vatikans und Bischof der römisch-katholischen Kirche († 1998)
- 21. Juni: Pontus Hultén, eig. Karl Gunnar, schwedischer Kunsthistoriker († 2006)
- 21. Juni: Jean Laplanche, französischer Psychoanalytiker und Autor († 2012)
- 21. Juni: Marga López, mexikanische Schauspielerin († 2005)
- 24. Juni: Kurt Furgler, Schweizer Politiker († 2008)
- 24. Juni: Mario Hernández, puerto-ricanischer Musiker und Komponist († 2013)
- 25. Juni: Ladislav Čepelák, tschechischer Maler, Grafiker und Illustrator († 2000)
- 25. Juni: Karl-Heinz Krause, deutscher Bildhauer († 2019)
- 25. Juni: Sidney Lumet, US-amerikanischer Filmregisseur († 2011)
- 25. Juni: Osbert de Rozario, singapurischer Hockeyspieler († 2022)
- 26. Juni: Richard Bull, US-amerikanischer Schauspieler († 2014)
- 27. Juni: Herbert Weiz, Minister für Forschung und Technik und stellvertretender Vorsitzender des Ministerrates der DDR († 2023)
- 29. Juni: Philip H. Hoff, US-amerikanischer Politiker († 2018)
- 30. Juni: Maino Neri, italienischer Fußballspieler und -trainer († 1995)

### Juli

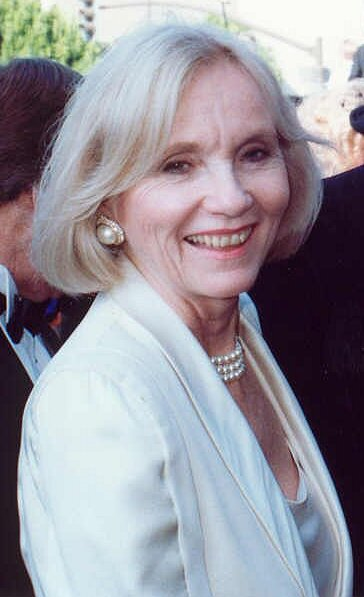
Eva Marie Saint (1990)

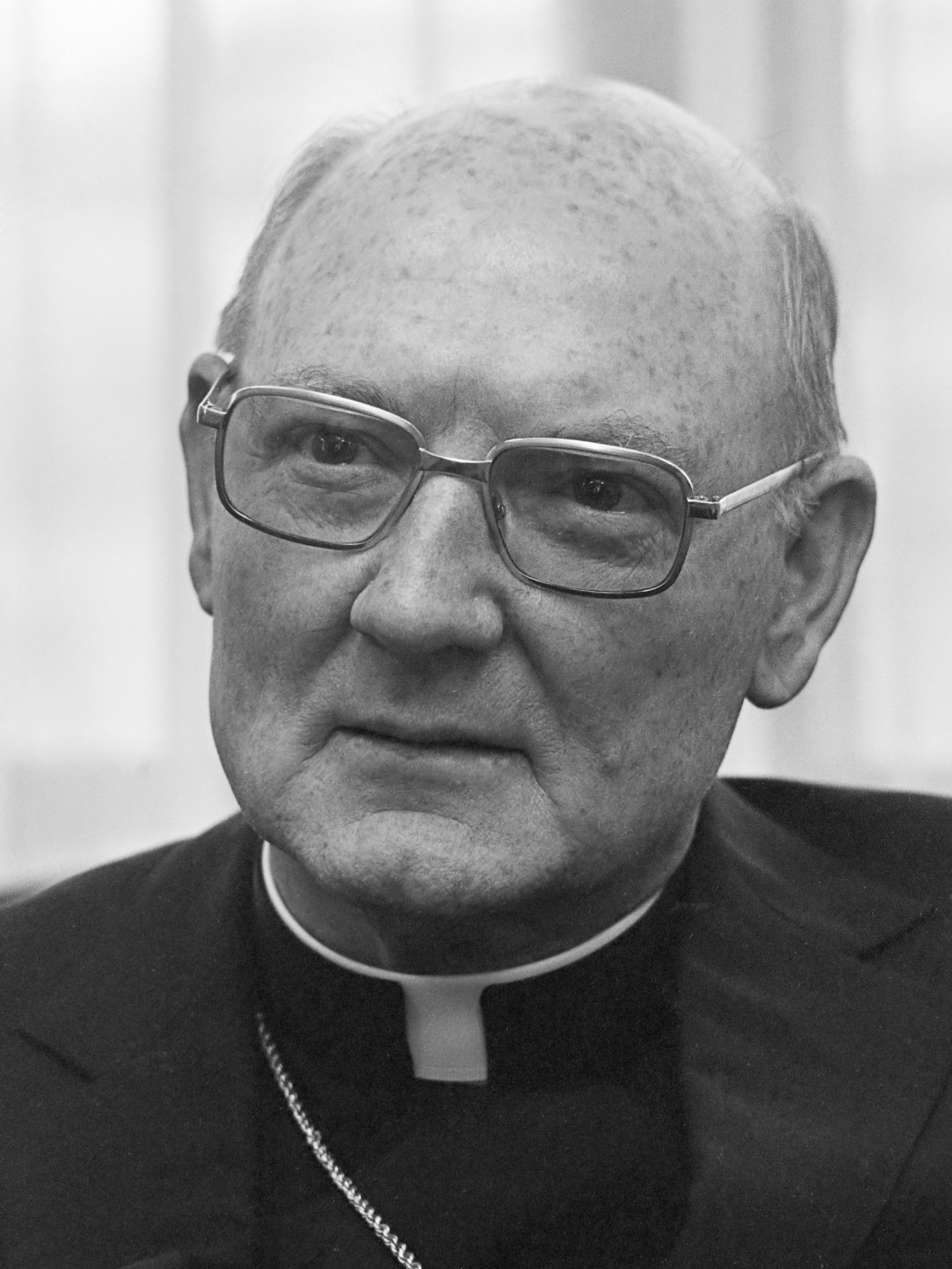
Edward Idris Kardinal Cassidy (1984)

- 03. Juli: Sellapan Ramanathan, Präsident von Singapur († 2016)
- 03. Juli: Peter Sandloff, deutscher Komponist und Filmkomponist († 2009)
- 04. Juli: Jean-Marie Raimbaud MAfr, französischer Ordensgeistlicher und römisch-katholischer Bischof von Laghouat († 1989)
- 04. Juli: Eva Marie Saint, US-amerikanische Schauspielerin
- 05. Juli: Edward Idris Cassidy, australischer Kurienkardinal († 2021)
- 05. Juli: János Starker, ungarisch-US-amerikanischer Cellist und Musikpädagoge († 2013)
- 05. Juli: Helga Wex, deutsche Politikerin († 1986)
- 06. Juli: Louie Bellson, US-amerikanischer Jazz-Schlagzeuger und Komponist († 2009)
- 07. Juli: Dieter Nowka, deutscher Komponist († 1998)
- 07. Juli: Rudolf Pleil, deutscher Serienmörder († 1958)
- 08. Juli: Johnnie Johnson, US-amerikanischer Musiker und Komponist († 2005)
- 08. Juli: Anton Schwarzkopf, deutscher Konstrukteur von Attraktionen und Achterbahnen († 2001)
- 09. Juli: Pierre Eugène Charles Cochereau, französischer Komponist, Organist und Musikpädagoge († 1984)
- 09. Juli: André Guilhaudin, französischer Automobilrennfahrer
- 09. Juli: Domenico Pace, italienischer Fechter († 2022)
- 10. Juli: Andrés Aguilar Mawdsley, venezolanischer Jurist und Diplomat († 1995)
- 10. Juli: Giulio Alfieri, italienischer Automobil- und Zweiradingenieur († 2002)
- 10. Juli: Major Holley, US-amerikanischer Jazzbassist († 1990)
- 11. Juli: Giuseppe Bonaviri, italienischer Schriftsteller († 2009)
- 11. Juli: Robert Chancel, französischer Automobilrennfahrer († 2018)
- 11. Juli: Brett Somers, US-amerikanische Schauspielerin und Komikerin († 2007)
- 11. Juli: Helga Timm, deutsche Politikerin († 2014)
- 11. Juli: Alberto Uria, Automobilrennfahrer aus Uruguay († 1988)
- 12. Juli: Heinz von Cramer, deutscher Hörspielregisseur und Autor († 2009)
- 13. Juli: Donald Osterbrock, US-amerikanischer Astronom († 2007)
- 14. Juli: Matthías Kristjánsson, isländischer Skilangläufer († 1998)
- 15. Juli: Marianne Bernadotte von Wisborg, schwedische Schauspielerin und Philanthropin († 2025)
- 15. Juli: David Cox, britischer Statistiker († 2022)
- 15. Juli: Jeremiah Denton, US-amerikanischer Politiker († 2014)
- 16. Juli: Mohamed Selim Zaki, ägyptischer Springreiter († 2021)
- 17. Juli: Françoise Adnet, französische Pianistin und Malerin († 2014)
- 17. Juli: Brigitte Lindenberg, deutsche Filmschauspielerin († 2015)
- 18. Juli: Wolfram Dorn, deutscher Politiker († 2014)
- 19. Juli: Rudolf Braunburg, deutscher Schriftsteller († 1996)
- 19. Juli: Stanley K. Hathaway, US-amerikanischer Politiker († 2005)
- 20. Juli: Lola Albright, US-amerikanische Schauspielerin († 2017)
- 20. Juli: Thomas Berger, US-amerikanischer Schriftsteller († 2014)
- 21. Juli: Alojz Rebula, slowenischer Schriftsteller und Übersetzer († 2018)
- 22. Juli: Bill Perkins, US-amerikanischer Jazzsaxophonist und -flötist († 2003)
- 22. Juli: Hans Tuppy, österreichischer Politiker und Wissenschaftler († 2024)
- 23. Juli: Wilfried Hasselmann, deutscher Politiker († 2003)
- 24. Juli: Jakob Mayr, Weihbischof in Salzburg († 2010)
- 25. Juli: Paisios vom Berg Athos, griechischer Mönch und Heiliger († 1994)
- 25. Juli: Alice Toen, belgische Filmschauspielerin
- 27. Juli: Edeltraud Braun von Stransky, deutsche Malerin († 2023)
- 27. Juli: John Hansen, dänischer Fußballspieler († 1990)
- 27. Juli: Arnold Harberger, US-amerikanischer Ökonom
- 27. Juli: Inge Konradi, österreichische Film-, Kammer- und Theaterschauspielerin († 2002)
- 27. Juli: Otar Taktakischwili, georgischer Komponist († 1989)
- 28. Juli: Luigi Musso, italienischer Automobilrennfahrer († 1958)
- 29. Juli: Walter Lange, deutscher Uhrmacher und Unternehmer († 2017)
- 29. Juli: Elizabeth Short, US-amerikanisches Mordopfer Black Dahlia († 1947)
- 29. Juli: Kurt Zimmer, deutscher Kanute († 2008)
- 30. Juli: Otto Borst, deutscher Historiker († 2001)
- 30. Juli: Hugh Gallen, US-amerikanischer Politiker († 1982)
- 30. Juli: William Gass, US-amerikanischer Schriftsteller († 2017)
- 30. Juli: Attilio Giovannini, italienischer Fußballspieler († 2005)
- 31. Juli: Waldemar Kumming, Herausgeber der Science-Fiction-Fanzine „Munich Round Up“ († 2017)

### August

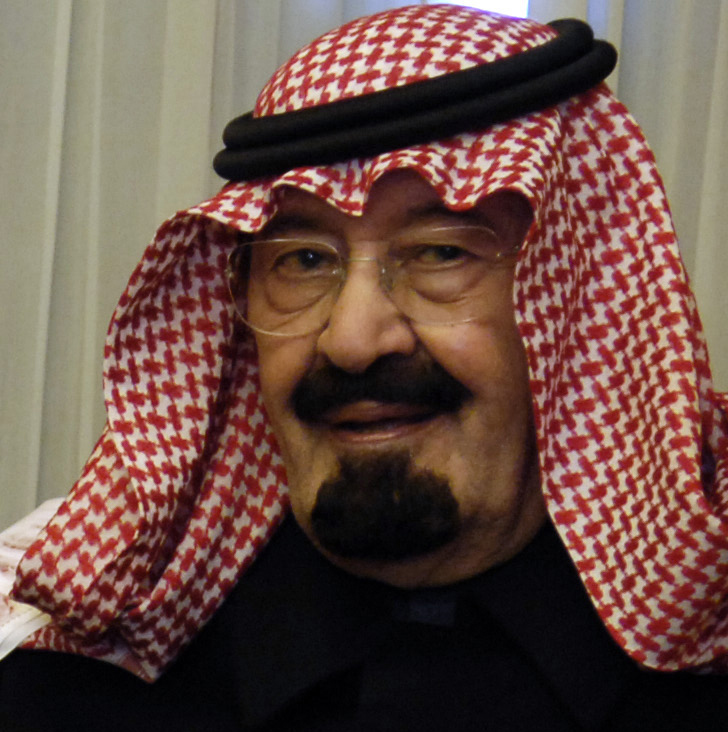
Abdullah ibn Abd al-Aziz, 2007

- 01. August: Abdullah ibn Abd al-Aziz Al Saʿud, König und Premierminister von Saudi-Arabien († 2015)
- 01. August: Georges Charpak, französischer Physiker und Nobelpreisträger († 2010)
- 02. August: Raffaele Andreassi, italienischer Dichter, Journalist und Dokumentarfilmer († 2008)
- 02. August: James Baldwin, US-amerikanischer Schriftsteller († 1987)
- 02. August: Hans Gitschier, deutscher Fußballtorwart († 2008)
- 02. August: O. F. Weidling, Talkmaster und Conférencier im Fernsehen der DDR († 1985)
- 03. August: Andrés Sandoval, venezolanischer Komponist († 2004)
- 03. August: Max van der Stoel, niederländischer Politiker († 2011)
- 03. August: Leon Uris, US-amerikanischer Schriftsteller († 2003)
- 04. August: Erik Ågren, finnlandschwedischer Schriftsteller und Dichter († 2008)
- 04. August: Martin M. Atalla, US-amerikanischer Ingenieur und Unternehmer († 2009)
- 05. August: Kéba Mbaye, senegalesischer Jurist und Sportfunktionär († 2007)
- 06. August: Günter Caspar, Cheflektor des Aufbau Verlages († 1999)
- 06. August: Ella Jenkins, US-amerikanische Musikerin († 2024)
- 06. August: Hans Neubert, deutscher Maler und Grafiker († 2011)
- 08. August: Gene Deitch, US-amerikanischer Illustrator, Animator und Filmregisseur († 2020)
- 08. August: Mircea Krishan, rumänisch-deutscher Schauspieler († 2013)
- 08. August: Eberhard Werner, deutscher Künstler und Landschaftsmaler († 2002)
- 09. August: Alex Quaison-Sackey, ghanaischer Politiker und Diplomat († 1992)
- 10. August: Martha Hyer, US-amerikanische Filmschauspielerin († 2014)
- 12. August: Lucy Salani, Älteste transgeschlechtliche Italienerin und KZ-Überlebende († 2023)
- 12. August: Mohammed Zia-ul-Haq, pakistanischer General und Staatspräsident von Pakistan († 1988)
- 13. August: Hellmut Diwald, deutscher Historiker und Publizist († 1993)
- 13. August: Serafím Kardinal Fernandes de Araújo, Erzbischof von Belo Horizonte († 2019)
- 13. August: Meta Velander, schwedische Schauspielerin († 2025)
- 14. August: Robert Kemp Adair, US-amerikanischer Physiker († 2020)
- 15. August: Werner Abrolat, deutscher Schauspieler († 1997)
- 15. August: Jo Benkow, norwegischer Politiker († 2013)
- 15. August: Hedy Epstein, deutsche Schriftstellerin und Bürgerrechtlerin († 2016)
- 15. August: Kay Hoff, deutscher Schriftsteller († 2018)
- 15. August: Brigitte Kiesler, deutsche Turnerin († 2013)
- 15. August: Muhammad Nawaz, pakistanischer Speerwerfer († 2004)
- 15. August: Phyllis Schlafly, US-amerikanische Publizistin und politische Aktivistin († 2016)
- 16. August: Ralf Bendix, deutscher Schlagersänger († 2014)
- 17. August: Jim Finney, britischer Fußball-Schiedsrichter († 2008)
- 17. August: Peter Garden, deutscher Schauspieler, Sänger und Showmaster († 2015)
- 17. August: Charles Simmons, US-amerikanischer Schriftsteller († 2017)
- 18. August: Armin Prinz zur Lippe, deutscher Adelsnachkomme († 2015)
- 18. August: Ludwig Engelhardt, deutscher Bildhauer († 2001)
- 18. August: Mario de Jesús Báez, dominikanischer Komponist und Musikverleger († 2008)
- 18. August: Margot Schürmann, deutsche Architektin († 1998)
- 20. August: Ernst Breit, Vorsitzender des DGB († 2013)
- 20. August: Friedrich Karl von Eggeling, deutscher Forstmann, Autor und Naturschützer († 2022)
- 20. August: Frank Joseph Guarini, US-amerikanischer Politiker
- 21. August: Iqbal Ahmed Akhund, pakistanischer Diplomat († 2020)
- 21. August: Jürgen Girgensohn, deutscher Politiker († 2007)
- 21. August: Arthur Janov, US-amerikanischer Psychologe († 2017)
- 23. August: Ephraim Kishon, israelischer Satiriker, Journalist und Regisseur († 2005)
- 23. August: Madeleine Riffaud, französische Dichterin und Journalistin († 2024)
- 23. August: Robert Merton Solow, US-amerikanischer Ökonom und Nobelpreisträger († 2023)
- 24. August: Ahmadou Ahidjo, Präsident von Kamerun († 1989)
- 24. August: Ofelia Ramón, venezolanische Sängerin († 2014)
- 25. August: Allan Edwall, schwedischer Schauspieler, Autor, Regisseur und Musiker († 1997)
- 25. August: Pee Wee Lambert, US-amerikanischer Bluegrass-Musiker († 1965)
- 25. August: Yasuzo Masumura, japanischer Regisseur († 1986)
- 25. August: Veijo Mikkolainen, finnischer Ruderer († 2013)
- 26. August: Dorothea Kreß, deutsche Leichtathletin († 2018)
- 27. August: Uwe Dallmeier, deutscher Schauspieler († 1985)
- 28. August: Saminini Arulappa, Erzbischof von Hyderabad († 2005)
- 28. August: Jimmy Daywalt, US-amerikanischer Automobilrennfahrer († 1966)
- 28. August: Janet Frame, neuseeländische Schriftstellerin († 2004)
- 31. August: Klaus Hashagen, deutscher Komponist († 1998)

### September
- 02. September: Philipp Brucker, deutscher Politiker, Mundartdichter und Autor († 2013)
- 02. September: Ludwig Leo, deutscher Architekt († 2012)
- 02. September: Daniel arap Moi, kenianischer Politiker, Präsident († 2020)
- 02. September: Peter von Oertzen, deutscher Politiker († 2008)
- 02. September: Wolfgang Zeidler, deutscher Richter († 1987)
- 04. September: Joan Aiken, britische Schriftstellerin († 2004)
- 04. September: Bobby Grim, US-amerikanischer Automobilrennfahrer († 1995)
- 04. September: Helmut Schlesinger, Präsident der Deutschen Bundesbank († 2024)
- 05. September: Vicente Grisolía, dominikanischer Pianist († 2011)
- 05. September: Jules Marchal, belgischer Diplomat und Historiker († 2003)
- 05. September: Krystyna Moszumańska-Nazar, polnische Komponistin († 2008)
- 06. September: Ali Baghbanbashi, iranischer Leichtathlet († 2021)
- 06. September: Frolinde Balser, deutsche Politikerin und Mitglied des Bundestages († 2012)
- 06. September: Dale E. Wolf, US-amerikanischer Politiker († 2021)
- 06. September: Inge Wolffberg, deutsche Schauspielerin († 2010)
- 07. September: Michael Burk, deutscher Schauspieler, Regisseur, Kabarettist und Schriftsteller
- 07. September: Daniel Inouye, US-amerikanischer Politiker († 2012)
- 08. September: Hazel Brooks, US-amerikanische Schauspielerin († 2002)
- 08. September: Hasso Degner, deutscher Schauspieler
- 08. September: Wendell Ford, US-amerikanischer Politiker († 2015)
- 08. September: Franz J. Müller, deutsches Mitglied der Weißen Rose († 2015)
- 09. September: Jane Greer, US-amerikanische Schauspielerin († 2001)
- 09. September: Russell M. Nelson, US-amerikanischer Herz-Chirurg und Kirchenpräsident
- 09. September: Rik Van Steenbergen, belgischer Radrennfahrer († 2003)
- 11. September: Daniel Akaka, US-amerikanischer Politiker († 2018)
- 11. September: José Behra, französischer Automobilrennfahrer († 1997)
- 11. September: Tom Landry, US-amerikanischer American-Football-Spieler und -Trainer († 2000)
- 12. September: Amílcar Cabral, kapverdischer Politiker und Unabhängigkeitskämpfer († 1973)
- 12. September: Howard C. Nielson, US-amerikanischer Politiker († 2020)
- 12. September: Johnny T. Talley, US-amerikanischer Country- und Rockabilly-Musiker
- 13. September: Maurice Jarre, französischer Komponist († 2009)
- 14. September: John Coveart, kanadischer Pianist und Musikpädagoge († 1987)
- 15. September: Lucebert, niederländischer Maler, Grafiker, Lyriker und Schriftsteller († 1994)
- 15. September: Bobby Short, US-amerikanischer Sänger und Pianist († 2005)
- 16. September: Lauren Bacall, US-amerikanische Schauspielerin († 2014) Lauren Bacall, 1944

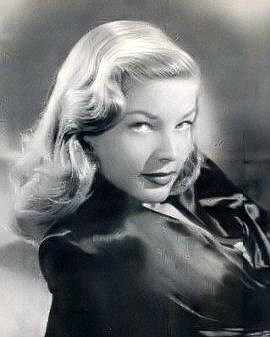
Lauren Bacall, 1944

- 16. September: Raoul Coutard, französischer Kameramann und Fotograf († 2016)
- 17. September: Dorothy Morton, kanadische Pianistin und Musikpädagogin († 2008)
- 18. September: Eva Schäfer, deutsche Schauspielerin († 2003)
- 18. September: Julius Steiner, deutscher Politiker, MdB († 1997)
- 19. September: Annemarie Rost, deutsche Bühnenbildnerin († 2018)
- 20. September: August Angerer, deutscher Jurist († 2008)
- 20. September: Eberhard Lämmert, deutscher Germanist und Literaturwissenschaftler († 2015)
- 20. September: Guido Mancini, italienischer Unternehmer und Automobilrennfahrer († 1963)
- 20. September: Ilse Schulz, deutsche Frauenforscherin und Krankenschwester († 2009)
- 21. September: Hermann Buhl, österreichischer Bergsteiger († 1957)
- 22. September: J. William Middendorf, US-amerikanischer Politiker und Diplomat
- 22. September: Rosamunde Pilcher, britische Schriftstellerin († 2019)
- 24. September: Werner Janssen, deutscher Pathologe († 2021)
- 24. September: Olavi Rinteenpää, finnischer Hindernisläufer († 2022)
- 24. September: Jean-Pierre Warner, britischer Jurist und Generalanwalt am EuGH († 2005)
- 25. September: Grégoire Haddad, libanesischer Erzbischof von Beirut und Jbeil († 2015)
- 27. September: Bud Powell, US-amerikanischer Jazz-Pianist († 1966)
- 27. September: Willi Scheidhauer, deutscher Motorradrennfahrer und Unternehmer († 2012)
- 27. September: Fred Singer, US-amerikanischer Physiker († 2020)
- 27. September: Josef Škvorecký, tschechischer Schriftsteller († 2012)
- 27. September: Leonard James Wall, kanadischer Erzbischof († 2002)
- 28. September: Pierre Aigrain, französischer Physiker und Staatssekretär für Forschung († 2002)
- 28. September: Rudolf Barschai, russischer Dirigent und Violaspieler († 2010)
- 28. September: Giuseppe Chiappella, italienischer Fußballspieler und -trainer († 2009)
- 28. September: Merwin Coad, US-amerikanischer Politiker
- 28. September: Marcello Mastroianni, italienischer Filmschauspieler († 1996)
- 28. September: Barbara Noack, deutsche Autorin († 2022)
- 28. September: Siegfried Unseld, deutscher Verleger († 2002)
- 29. September: Marina Berti, italienische Schauspielerin († 2002)
- 29. September: Helga Raumer, deutsche Schauspielerin († 1997)
- 30. September: Truman Capote, US-amerikanischer Schriftsteller († 1984) Truman Capote, 1980

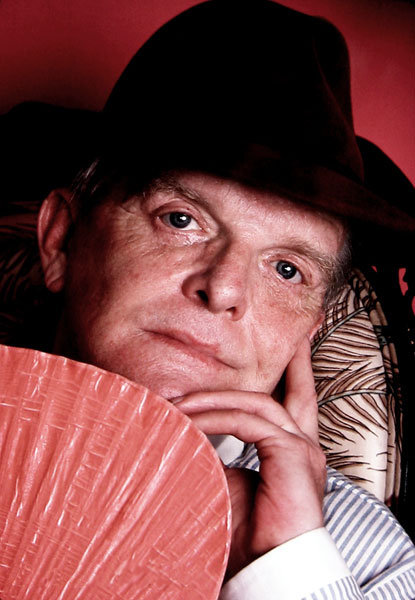
Truman Capote, 1980

### Oktober

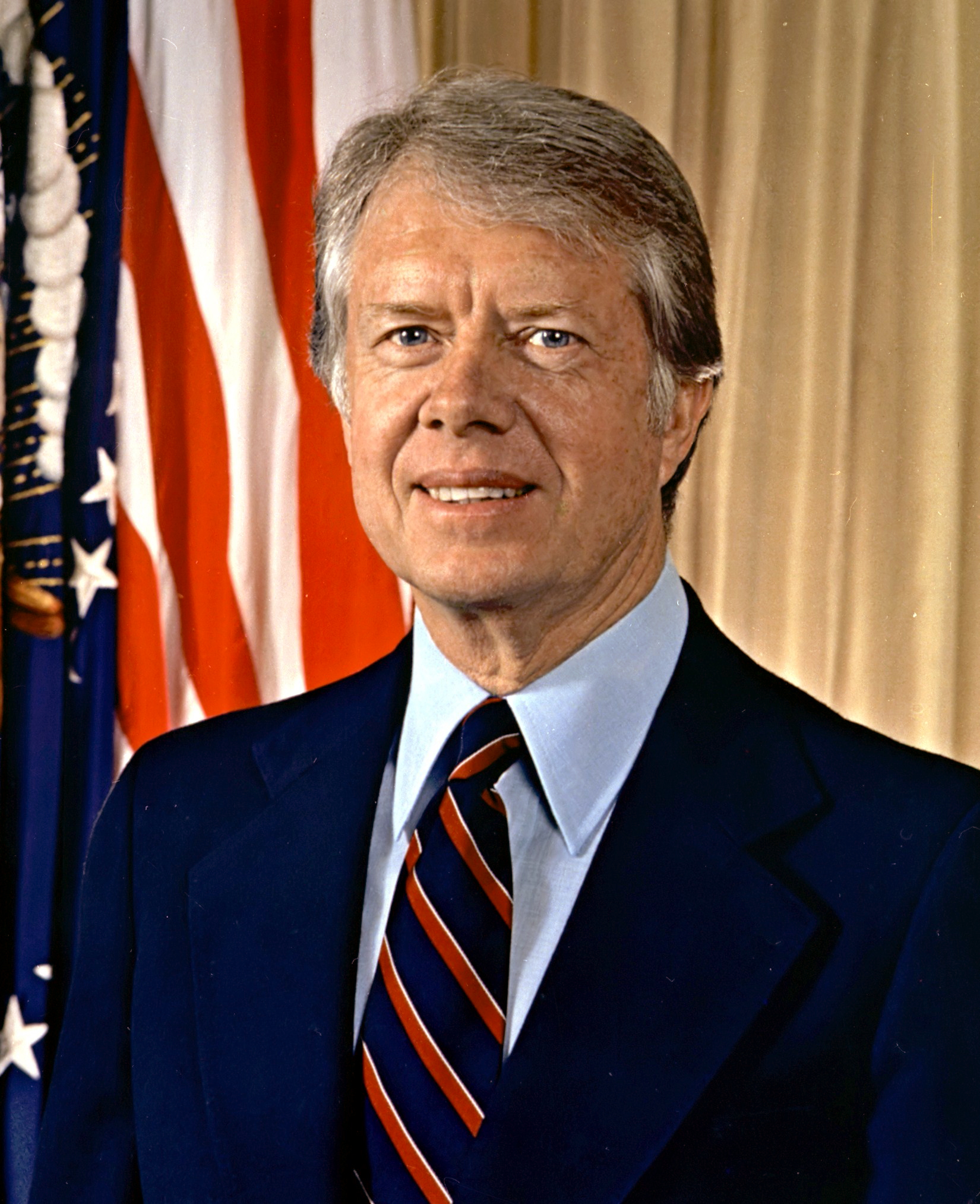
Jimmy Carter, 1977

- 01. Oktober: Jimmy Carter, US-amerikanischer Politiker, 39. Präsident der USA und Friedensnobelpreisträger († 2024)
- 01. Oktober: Pierre Gorman, australischer Pädagoge und Psychologe († 2006)
- 01. Oktober: Angélica Ortiz, mexikanische Filmproduzentin und Drehbuchautorin († 1996)
- 01. Oktober: William H. Rehnquist, US-amerikanischer Jurist, Vorsitzender Richter des Supreme Court († 2005)
- 01. Oktober: Roger Williams, US-amerikanischer Pianist († 2011)
- 02. Oktober: Gilbert Simondon, französischer Philosoph († 1989)
- 04. Oktober: Josef Anselm Patritius Graf Adelmann von Adelmannsfelden Freiherr von Hake, deutscher Theologe und Schriftsteller († 2003)
- 04. Oktober: Maurice Karnaugh, US-amerikanischer Physiker († 2022)
- 05. Oktober: Hans Joachim Langmann, deutscher Unternehmer († 2021)
- 05. Oktober: Frederic Morton, österreichisch-amerikanischer Schriftsteller († 2015)
- 08. Oktober: Jack Ahearn, australischer Motorradrennfahrer († 2017)
- 08. Oktober: Maximilian Arbesser von Rastburg, österreichischer Unternehmer und Wirtschaftsjurist († 2010)
- 08. Oktober: Alphons Egli, Schweizer Politiker (CVP) († 2016)
- 08. Oktober: Aloísio Kardinal Lorscheider, Erzbischof von Aparecida († 2007)
- 09. Oktober: Carla Accardi, italienische Malerin († 2014)
- 09. Oktober: Roger Arnold, australischer Radrennfahrer († 2017)
- 09. Oktober: Ole Jensen, deutscher Zeichner († 1977)
- 09. Oktober: Eduardo André Muaca, angolanischer römisch-katholischer Erzbischof von Luanda († 2002)
- 10. Oktober: Wolfgang Feuerlein, deutscher Fußballspieler († 1992)
- 10. Oktober: Ed Wood, US-amerikanischer Filmregisseur († 1978)
- 11. Oktober: Mal Whitfield, US-amerikanischer Sprinter und Mittelstreckenläufer, Olympiasieger 1948 und 1952 († 2015)
- 12. Oktober: Will Berthold, deutscher Schriftsteller und Sachbuchautor († 2000)
- 12. Oktober: Franz Muhri, österreichischer Politiker († 2001)
- 12. Oktober: Hubert Trimmel, österreichischer Höhlenforscher († 2013)
- 13. Oktober: Terry Gibbs, US-amerikanischer Jazz-Vibraphonist
- 13. Oktober: Roberto Eduardo Viola, argentinischer De-facto-Präsident († 1994)
- 14. Oktober: Ramón Castro Ruz, Bruder Fidel und Raúl Castros († 2016)
- 14. Oktober: Emilie Lieberherr, Schweizer Politikerin († 2011)
- 15. Oktober: Raymond Argentin, französischer Kanute († 2022)
- 15. Oktober: Mary Hesse, britische Wissenschaftstheoretikerin († 2016)
- 15. Oktober: Lee Iacocca, US-amerikanischer Unternehmer († 2019)
- 15. Oktober: Douglas Reeman (Pseudonym „Alexander Kent“), britischer Schriftsteller († 2017)
- 17. Oktober: Giacomo Mari, italienischer Fußballspieler und -trainer († 1991)
- 17. Oktober: Lattie Moore, US-amerikanischer Country- und Rockabilly-Musiker († 2010)
- 17. Oktober: Rolando Panerai, italienischer Opernsänger, Bariton († 2019)
- 18. Oktober: Egil Hovland, norwegischer Komponist († 2013)
- 18. Oktober: Bjørn Larsson, norwegischer Ringer († 2021)
- 18. Oktober: Zenon Płoszaj, polnischer Geiger und Musikpädagoge († 2003)
- 19. Oktober: Lubomír Štrougal, tschechischer Politiker († 2023)
- 21. Oktober: Joyce Randolph, US-amerikanische Schauspielerin († 2024)
- 22. Oktober: Annemarie in der Au, deutsche Schriftstellerin († 1998)
- 22. Oktober: Gerhard Ritzberger, österreichischer Politiker († 2021)
- 22. Oktober: Lily Weiding, dänische Schauspielerin († 2021)
- 24. Oktober: Aziz Nacib Ab'Sáber, brasilianischer physischer Geograph († 2012)
- 24. Oktober: George Amick, US-amerikanischer Automobilrennfahrer († 1959)
- 24. Oktober: Carlos Najurieta, argentinischer Automobilrennfahrer
- 25. Oktober: Earl C. Palmer, US-amerikanischer Rhythm-and-Blues- und Rock-’n’-Roll-Schlagzeuger († 2008)
- 25. Oktober: Weston E. Vivian, US-amerikanischer Politiker († 2020)
- 26. Oktober: John Campbell Arbuthnott, britischer Peer, Geschäftsmann und Mitglied des House of Lords († 2012)
- 27. Oktober: Michael Angelo Avallone Jr., US-amerikanischer Schriftsteller († 1999)
- 27. Oktober: Otto Zeitke, deutscher Autor und Ökonom († 2025)
- 28. Oktober: Antonio Creus, spanischer Automobilrennfahrer († 1996)
- 28. Oktober: Alfonso Montecino, chilenischer Pianist, Komponist und Musikpädagoge († 2015)
- 28. Oktober: Eva Olsson, Holocaust-Überlebende
- 29. Oktober: Zbigniew Herbert, polnischer Schriftsteller († 1998)
- 30. Oktober: Jean-Michel Charlier, belgischer Comic-Zeichner († 1989)
- 30. Oktober: Hubert Curien, französischer Forschungsminister und Physiker († 2005)
- 30. Oktober: Hans Hirzel, deutscher Widerstandskämpfer und Politiker († 2006)
- 30. Oktober: Maria Sander, deutsche Leichtathletin und Olympionikin († 1999)
- 31. Oktober: Jehuda Amital, israelischer Rabbiner und Politiker († 2010)
- 31. Oktober: Enrico Baj, italienischer Maler, Bildhauer und Kunsttheoretiker († 2003)
- 31. Oktober: Greta Wehner, deutsche Sozialdemokratin († 2017)

### November
- 01. November: Basil Bernstein, britischer Soziologe († 2000)
- 01. November: Süleyman Demirel, türkischer Politiker, Staatspräsident (1993–2000) († 2015)

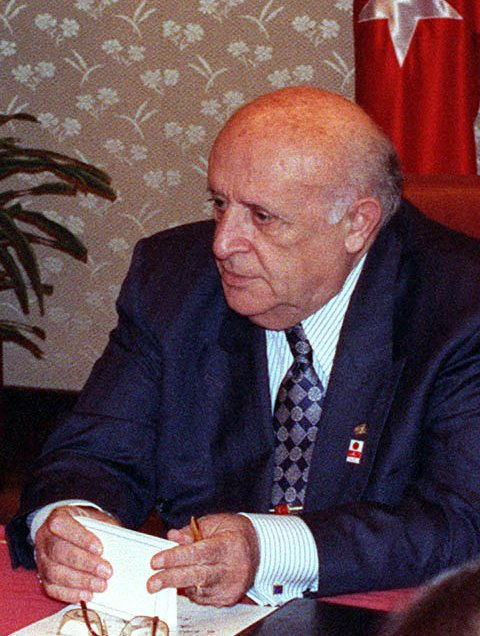
Süleyman Demirel, 1998

- 02. November: Günter Kaekow, deutscher Offizier und Generalmajor († 2021)
- 03. November: Hasso Schützendorf, deutscher Unternehmer († 2003)
- 05. November: Rudolf Pohl, deutscher Prälat und Domkapellmeister in Aachen († 2021)
- 06. November: William Auld, schottischer Esperanto-Schriftsteller († 2006)
- 06. November: Otto Höpfner, deutscher Rundfunk- und Fernsehmoderator († 2005)
- 06. November: Jeanette Baroness Lips von Lipstrill, österreichische Kunstpfeiferin († 2005)
- 08. November: Robert Häusser, deutscher Fotograf († 2013)
- 09. November: Rudolf Anheuser, deutscher Basketball-Schiedsrichter († 2009)
- 09. November: John Brabourne, britischer Filmproduzent († 2005)
- 09. November: Robert Frank, schweizerisch-amerikanischer Fotograf und Filmregisseur († 2019)
- 09. November: Bill Holcombe, US-amerikanischer Komponist und Flötist († 2010)
- 09. November: Joy Page, US-amerikanische Schauspielerin († 2008)
- 10. November: Russell Johnson, US-amerikanischer Schauspieler († 2014)
- 10. November: Tsai Wan-lin, taiwanischer Unternehmer († 2004)
- 13. November: Matthias Mauritz, deutscher Fußballspieler († 2016)
- 14. November: Billy Jim Layton, US-amerikanischer Komponist († 2004)
- 14. November: Rolf Schimpf, deutscher Schauspieler († 2025)
- 16. November: Chaim Bar-Lev, israelischer Generalstabschef († 1994)
- 16. November: Reino Hiltunen, finnischer Leichtathlet († 2021)
- 16. November: Lajos Kada, römisch-katholischer Erzbischof und vatikanischer Diplomat († 2001)
- 16. November: Adam Keel, Schweizer Maler († 2018)
- 16. November: Mel Patton, US-amerikanischer Sprinter und Olympiasieger († 2014)
- 16. November: Bill Yoast, US-amerikanischer American-Football-Trainer († 2019)
- 18. November: Gerhard Briksa, Handelsminister der DDR
- 18. November: Elfie Pertramer, deutsche Schauspielerin († 2011)
- 19. November: Edward Mutesa, König von Buganda und von 1963 bis 1966 Präsident von Uganda († 1969)
- 19. November: William Russell, britischer Schauspieler († 2024)
- 20. November: Benoît Mandelbrot, französisch-US-amerikanischer Mathematiker († 2010)
- 20. November: Mark Miller, US-amerikanischer Schauspieler, Drehbuchautor und Filmproduzent († 2022)
- 21. November: Christopher Tolkien, britischer Herausgeber, Sohn von J. R. R. Tolkien († 2020)
- 22. November: Genro Koudela, österreichischer Zen-Mönch und Zen-Lehrer († 2010)
- 22. November: Maria Loley, österreichische Flüchtlingshelferin († 2016)
- 22. November: Geraldine Page, US-amerikanische Schauspielerin († 1987)
- 25. November: Pablo Armitano, venezolanischer Trompeter, Militärkapellmeister und Musikpädagoge († 1998)
- 25. November: Henny Brenner, deutsch-jüdische Zwangsarbeiterin und Autorin († 2020)
- 25. November: Paul Desmond, US-amerikanischer Saxophonist († 1977)
- 25. November: Ante Marković, jugoslawischer Politiker († 2011)
- 25. November: Yoshimoto Takaaki, japanischer Lyriker, Literaturkritiker und Philosoph († 2012)
- 26. November: Walter Absil, österreichischer Holocaust-Überlebender († 2015)
- 26. November: Alma Routsong, US-amerikanische Schriftstellerin († 1996)
- 26. November: George Segal, US-amerikanischer Künstler († 2000)
- 27. November: Gerd Jauch, deutscher Fernsehmoderator und Fernsehjournalist († 2007)
- 27. November: Helge Muxoll Schrøder, dänischer Ruderer († 2012)
- 28. November: André Falcon, französischer Schauspieler († 2009)
- 29. November: Erik Balling, dänischer Drehbuchautor und Regisseur († 2005)
- 30. November: Shirley Chisholm, US-amerikanische Politikerin († 2005)
- 30. November: Johannes Holthusen, deutscher Slawist († 1985)
- 30. November: Jacques Dacqmine, französischer Schauspieler und Drehbuchautor († 2010)
- 30. November: Klaus Huber, Schweizer Komponist († 2017)
- 30. November: André Weckmann, elsässischer Schriftsteller († 2012)

### Dezember
- 01. Dezember: Korbinian Köberle, deutscher Regisseur, Drehbuchautor und Schauspieler
- 02. Dezember: Alexander Haig, US-General und US-Außenminister († 2010)
- 02. Dezember: Tada Michitarō, japanischer Literaturwissenschaftler und -kritiker († 2007)
- 02. Dezember: Bruno Wiefel, deutscher Politiker und MdB († 2001)
- 03. Dezember: John W. Backus, US-amerikanischer Pionier der Informatik († 2007)
- 03. Dezember: Roberto Mieres, argentinischer Automobilrennfahrer († 2012)
- 03. Dezember: Al Oster, kanadischer Folk- und Rockabilly-Musiker († 2017)
- 03. Dezember: Fred Taylor, US-amerikanischer Basketballtrainer († 2002)
- 04. Dezember: John Portman, US-amerikanischer Architekt († 2017)
- 04. Dezember: Frank Press, US-amerikanischer Geophysiker († 2020)
- 05. Dezember: Maria Adler-Krafft, deutsche Malerin († 2019)
- 05. Dezember: Jean-Pierre Hurteau, kanadischer Opernsänger († 2009)
- 05. Dezember: Massimo Pradella, italienischer Dirigent († 2021)
- 05. Dezember: George Savalas, US-amerikanischer Schauspieler († 1985)
- 05. Dezember: Iwan Andrejewitsch Sluchai, († 2025)
- 06. Dezember: Ebert Van Buren, US-amerikanischer American-Football-Spieler († 2019)
- 07. Dezember: Boyd Bennett, US-amerikanischer Songwriter, Schlagzeuger und Rock-’n’-Roll-Sänger († 2002)
- 07. Dezember: Bent Fabric, dänischer Pianist und Komponist († 2020)
- 07. Dezember: John Love, rhodesischer Automobilrennfahrer († 2005)
- 07. Dezember: Mário Soares, portugiesischer Politiker († 2017)
- 09. Dezember: Jean-Marc Chappuis, Schweizer evangelischer Theologe und Hochschullehrer († 1987)
- 09. Dezember: Alexei Lebedew, russischer Tubist und Komponist († 1993)
- 09. Dezember: Frank Sturgis, US-amerikanischer Einbrecher in der Watergate-Affäre († 1993)
- 10. Dezember: Paul Mikat, deutscher Professor für Bürgerliches Recht, Kultusminister († 2011)
- 11. Dezember: Charles Bachman, US-amerikanischer Informatiker († 2017)
- 11. Dezember: Doc Blanchard, US-amerikanischer American-Football-Spieler († 2009)
- 11. Dezember: Maj-Britt Nilsson, schwedische Schauspielerin († 2006)
- 11. Dezember: Giovanni Kardinal Saldarini, Erzbischof von Turin († 2011)
- 11. Dezember: Heinz Schenk, deutscher Showmaster und Schauspieler († 2014)
- 12. Dezember: Otto Andersen, deutscher Architekt († 1981)
- 12. Dezember: Ed Koch, US-amerikanischer Politiker, Bürgermeister von New York City († 2013)
- 13. Dezember: Hector-Neri Castañeda, guatemaltekischer Philosoph († 1991)
- 13. Dezember: Maria Riva, US-amerikanische Schauspielerin
- 14. Dezember: Linda Hopkins, US-amerikanische Blues- und Gospel-Sängerin († 2017)
- 15. Dezember: Quido Adamec, tschechischer Eishockeyschiedsrichter († 2007)
- 15. Dezember: Esther Bejarano, deutsche Holocaust-Überlebende († 2021)
- 15. Dezember: Mirza Khan, pakistanischer Leichtathlet († 2022)
- 15. Dezember: Günter Oppenheimer, deutscher Komponist, Pianist, Dirigent und Arrangeur († 2003)
- 16. Dezember: Nancy Andrews, US-amerikanische Schauspielerin († 1989)
- 16. Dezember: Roman Bek, tschechischer Philosoph in technischen Wissenschaften, Dozent
- 16. Dezember: Kurt Gscheidle, deutscher Politiker († 2003)
- 16. Dezember: Mildred Miller, US-amerikanische Opernsängerin († 2023)
- 17. Dezember: Otar Koberidse, sowjetischer bzw. georgischer Schauspieler, Regisseur und Drehbuchautor († 2015)
- 17. Dezember: Stefanos Petrakis, griechischer Leichtathlet († 2022)
- 18. Dezember: Alberto Ablondi, italienischer Bischof († 2010)
- 18. Dezember: Orlando Ramón Agosti Echenique, argentinischer Politiker und Militär († 1997)
- 18. Dezember: Margot Scharpenberg, deutsch-amerikanische Autorin († 2020)
- 19. Dezember: Victor Fenigstein, Schweizer Komponist und Klavierpädagoge († 2022)
- 19. Dezember: Karl Heinz Moll, deutscher Tierfotograf, Schriftsteller, Naturschützer und Umweltpädagoge († 1982)
- 19. Dezember: Michel Tournier, französischer Schriftsteller († 2016)
- 19. Dezember: Cicely Tyson, US-amerikanische Schauspielerin († 2021)
- 20. Dezember: Werner Arens, deutscher Theologe († 2010)
- 20. Dezember: Walter Davy, österreichischer Regisseur und Schauspieler († 2003)
- 20. Dezember: Karl-Heinz Heimann, deutscher Sportjournalist († 2010)
- 20. Dezember: Peter Janisch, österreichischer Filmschauspieler († 2015)
- 20. Dezember: Friederike Mayröcker, österreichische Schriftstellerin († 2021)
- 21. Dezember: Aapo Perko, finnischer Kugelstoßer († 2021)
- 21. Dezember: Walter Rosenwald, deutscher Ministerialbeamter, Militärhistoriker und Ordenskundler († 2012)
- 22. Dezember: Frank Corsaro, US-amerikanischer Theater-, Opern- und Filmregisseur († 2017)
- 22. Dezember: Tonny van Ede, niederländischer Fußballspieler († 2011)
- 22. Dezember: Dietrich Schindler junior, Schweizer Staats- und Völkerrechtler († 2018)
- 23. Dezember: Bob Kurland, US-amerikanischer Basketballspieler († 2013)
- 23. Dezember: Hans Bernhard Meyer, katholischer Priester, Hochschullehrer, Liturgiewissenschaftler († 2002)
- 24. Dezember: Marc Ferro, französischer Historiker († 2021)
- 24. Dezember: Alois Schilliger, Schweizer Komponist, Kapellmeister und Klavierspieler († 2004)
- 25. Dezember: Moktar Ould Daddah, Präsident von Mauretanien († 2003)
- 25. Dezember: Alexander Loulakis, deutscher Unternehmer und Schellackplattensammler († 2011)
- 25. Dezember: Rod Serling, US-amerikanischer Drehbuchautor und Produzent († 1975)
- 25. Dezember: Atal Bihari Vajpayee, indischer Premierminister († 2018)
- 26. Dezember: János D. Aczél, ungarisch-kanadischer Mathematiker († 2020)
- 26. Dezember: Eli Cohen, israelischer Spion († 1965)
- 26. Dezember: Glenn Davis, US-amerikanischer American-Football-Spieler († 2005)
- 26. Dezember: Hans Fräbel, deutscher Motorradrennfahrer († 1997)
- 27. Dezember: James A. McClure, US-amerikanischer Politiker († 2011)
- 28. Dezember: Paul Albert Krumm, deutscher Schauspieler († 1990)
- 28. Dezember: Gerhard Stauf, deutscher Graphiker, Illustrator und Kupferstecher († 1996)
- 28. Dezember: Girma Wolde-Giorgis, Präsident von Äthiopien († 2018)
- 29. Dezember: Herbert Ballmann, deutscher Filmproduzent und Filmregisseur († 2009)
- 29. Dezember: Freddy Buache, Schweizer Journalist, Filmkritiker und Filmhistoriker († 2019)

### Genaues Geburtsdatum unbekannt
- Apostolos, griechischer Metropolit († 2009)
- Lew Abramowitsch Aronson, sowjetischer Schachspieler († 1974)
- Lia Avé, deutsche Journalistin († 2008)
- Jacinto Cayco, philippinischer Schwimmer († 2021)
- Robert Fergus, US-amerikanischer Automobilrennfahrer († 1999)
- Ahmad Khayami, Pionier der iranischen Automobilindustrie († 2000)
- Franco Lini, Journalist und 1967 Teamchef der Scuderia Ferrari († 1996)
- Nicolae Neacșu, rumänischer Musiker († 2002)
- Ludmilla Ymeri, albanische Cellistin und Musikpädagogin tschechischer Herkunft († 2004)

## Gestorben

### Januar/Februar
- 02. Januar: Hermann Junge, deutscher Gewerkschafter und Politiker (* 1841)
- 02. Januar: Nathan B. Scott, US-amerikanischer Politiker (* 1842)
- 09. Januar: Franz Josef Heinz, pfälzischer Separatistenführer (* 1884)
- 11. Januar: Felix Lensing, deutscher Landwirt, Politiker und Mitglied des Reichstags (* 1859)
- 13. Januar: Ernst Schweninger, deutscher Mediziner (* 1850)
- 14. Januar: Arne Garborg, norwegischer Schriftsteller (* 1851)
- 14. Januar: Géza Zichy, ungarischer Pianist und Komponist (* 1849)
- 16. Januar: Carl Zaar, deutscher Architekt (* 1849)
- 19. Januar: Emil Franz Adam, deutscher Maler (* 1843)
- 19. Januar: Francis Chaponnière, Schweizer evangelischer Theologe und Hochschullehrer (* 1842)
- 19. Januar: Manuel Magallanes Moure, chilenischer Schriftsteller und Literaturkritiker (* 1878)
- 20. Januar: Franz Dibelius, deutscher evangelischer Theologe (* 1847)

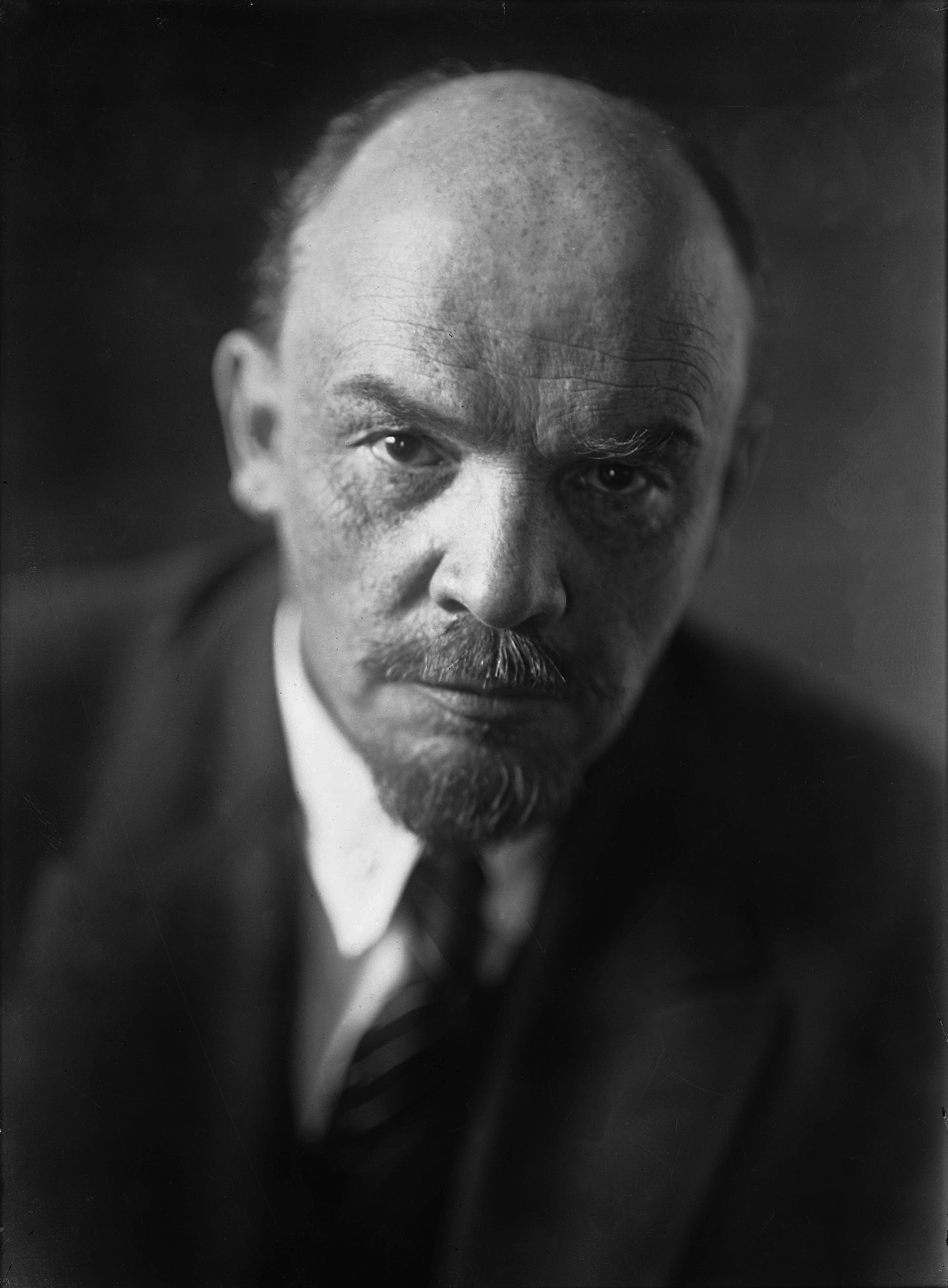
Wladimir Iljitsch Lenin, 1920

- 21. Januar: Lenin, russischer Revolutionsführer (* 1870)
- 21. Januar: Philipp Christian Theodor Conrad von Schubert, preußischer Offizier und Mitglied des Deutschen Reichstags (* 1847)
- 24. Januar: Clarence Larkin, US-amerikanischer Baptistenpastor und Bibellehrer (* 1850)
- 28. Januar: Teófilo Braga, portugiesischer Literat und Staatsmann (* 1843)
- 29. Januar: Jacobus Johannes Hartman, niederländischer Altphilologe (* 1851)
- 31. Januar: Ludwig Barnay, deutscher Schauspieler (* 1842)
- 01. Februar: Max Sannemann, deutscher Komponist und Musikpädagoge (* 1867)
- 02. Februar: Lucien Gautier, Schweizer evangelischer Theologe und Hochschullehrer (* 1850)

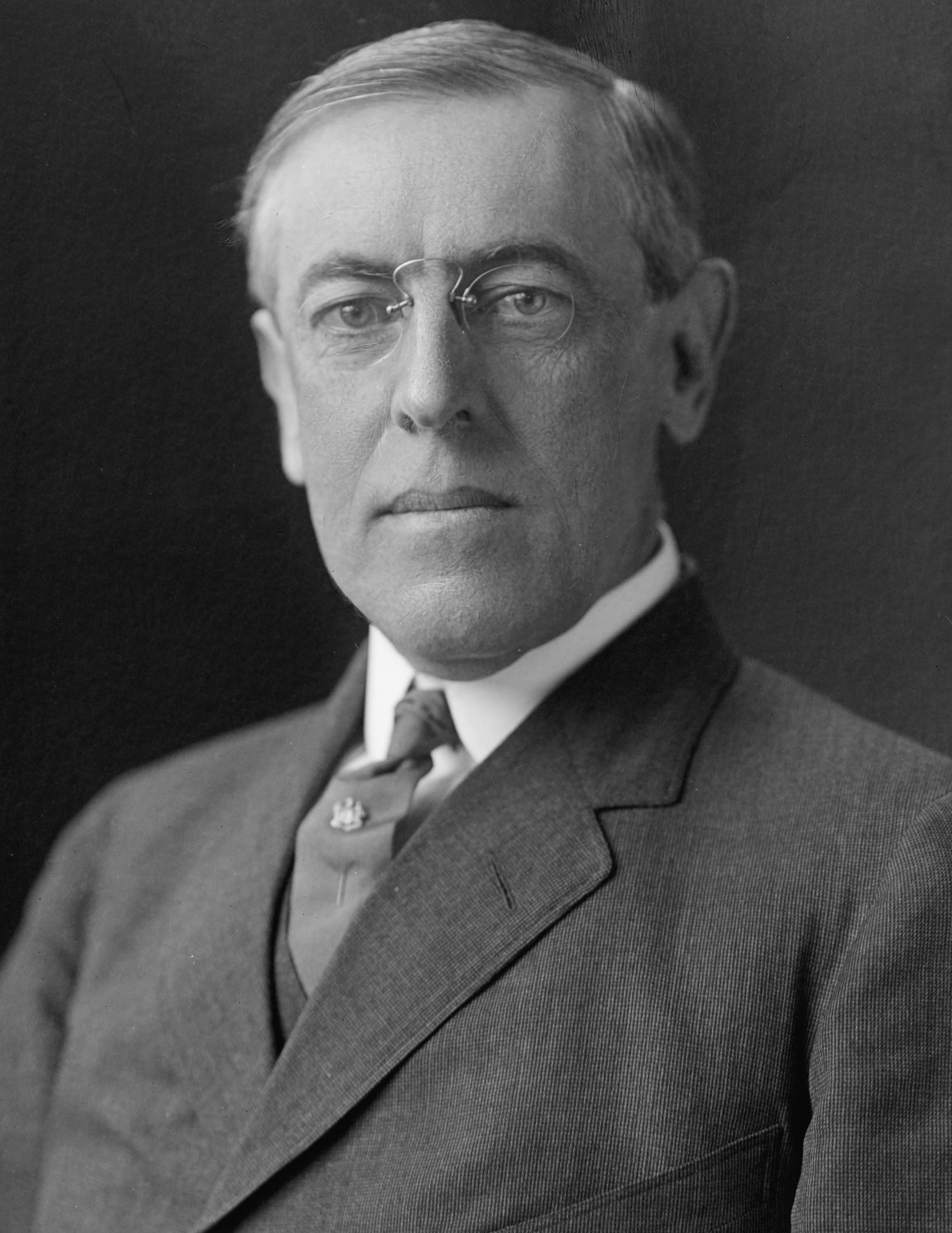
Woodrow Wilson

- 03. Februar: Thomas Woodrow Wilson, US-amerikanischer Präsident und Friedensnobelpreisträger (* 1856)
- 07. Februar: Felix von Luschan, deutscher Arzt, Anthropologe, Forschungsreisender, Archäologe und Ethnograph (* 1854)
- 08. Februar: Henry B. Quinby, US-amerikanischer Politiker (* 1846)
- 17. Februar: Oskar Merikanto, finnischer Komponist (* 1868)
- 18. Februar: Victor Capoul, französischer Opernsänger (* 1839)
- 21. Februar: Louis Douzette, deutscher Maler (* 1834)
- 23. Februar: Antonio Pasculli, italienischer Oboist (* 1842)

### März/April
- 01. März: Louise von Belgien, belgische Prinzessin (* 1858)
- 03. März: Friedrich Julius Bieber, österreichischer Afrikaforscher und Ethnologe (* 1873)
- 08. März: Eduard Mulder, niederländischer Chemiker (* 1832)
- 08. März: Mathilde von Rothschild, deutsche Mäzenatin (* 1832)
- 10. März: Rafael López Gutiérrez, Präsident von Honduras (* 1855)
- 11. März: Iwan Geschow, bulgarischer Politiker und Ministerpräsident (* 1849)
- 11. März: Helene von Mülinen, Schweizer Frauenrechtlerin (* 1850)
- 11. März: Peter von Oldenburg, Schwager des russischen Zaren Nikolaus II. (* 1868)
- 12. März: Joachim Graf von Pfeil und Klein Ellguth, deutscher Afrikaforscher (* 1857)
- 16. März: Jeranuhi Karakaschian, armenische Schauspielerin (* 1848)
- 22. März: Louis Delluc, französischer Filmemacher, Schriftsteller und Kritiker (* 1890)
- 23. März: Francesca Arundale, englische Freimaurerin und Theosophin (* 1847)
- 27. März: Walter Parratt, englischer Organist, Musikpädagoge, Kirchenmusiker und Komponist (* 1841)
- 28. März: Henry Heyman, US-amerikanischer Geiger und Musikpädagoge (* 1855)
- 29. März: Arthur Edward Aitken, britischer Militärbefehlshaber (* 1861)
- 29. März: Charles Villiers Stanford, irischer Komponist (* 1852)
- 01. April: Harold Jarvis, kanadischer Sänger (* 1864)
- 01. April: Leon R. Taylor, US-amerikanischer Politiker (* 1883)
- 02. April: Franz Karl Hutter, deutscher Offizier und Afrikaforscher (* 1865)
- 03. April: Ebenezer J. Ormsbee, US-amerikanischer Politiker (* 1834)
- 04. April: Charles W. Lippitt, US-amerikanischer Politiker (* 1846)
- 06. April: Otto Plasberg, deutscher Altphilologe (* 1869)
- 07. April: Marcus A. Smith, US-amerikanischer Politiker (* 1851)

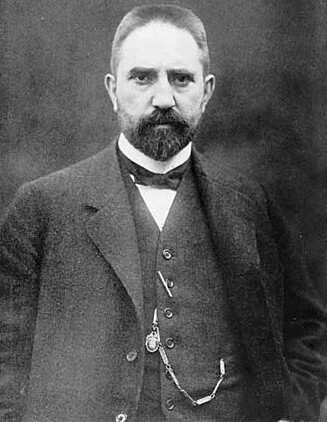
Hugo Stinnes, um 1900

- 10. April: Hugo Stinnes, deutscher Großindustrieller und Politiker (* 1870)
- 11. April: Christian Bürckstümmer, deutscher evangelischer Geistlicher und Hochschullehrer (* 1874)
- 14. April: Roland Bonaparte, französischer Wissenschaftler, Anthropologe und Schriftsteller (* 1858)
- 14. April: Louis Sullivan, US-amerikanischer Architekt (* 1856)
- 17. April: Bogd Khan, Oberhaupt des Buddhismus in der Mongolei (* 1869)
- 21. April: Eleonora Duse, italienische Schauspielerin (* 1858)
- 21. April: Carl Heinrich Stratz, Gynäkologe (* 1858)
- 22. April: Hartvig Nissen, norwegischer Sportpädagoge (* 1855)
- 22. April: Avni Rustemi, albanischer Pädagoge, Attentäter und Politiker (* 1895)
- 23. April: Karl Helfferich, deutscher Politiker und Bankier (* 1872)
- 24. April: Ferdinand Joseph Arnodin, französischer Ingenieur und Industrieller (* 1845)
- 26. April: Josef Labor, österreichischer Komponist und Pianist (* 1842)
- 27. April: Chapman Levy Anderson, US-amerikanischer Politiker (* 1845)
- 27. April: Nikolai Iwanowitsch Andrussow, russischer Geologe und Paläontologe (* 1861)
- 28. April: Alois Goldbacher, österreichischer Altphilologe (* 1837)
- 29. April: Anna Astl-Leonhard, österreichische Schriftstellerin (* 1860)

### Mai/Juni
- 01. Mai: Louis Henry Davies, kanadischer Politiker und Richter (* 1845)
- 02. Mai: Charles Eugene Lancelot Brown, Schweizer Maschinenkonstrukteur (* 1863)
- 05. Mai: Frederick W. Mulkey, US-amerikanischer Politiker (* 1874)
- 06. Mai: Émile Wambach, belgischer Komponist und Musikpädagoge (* 1854)
- 07. Mai: Dimityr Blagoew, bulgarischer Politiker und marxistischer Theoretiker (* 1856)
- 12. Mai: Bertha Drechsler Adamson, englische Geigerin, Dirigentin und Musikpädagogin (* 1848)
- 12. Mai: Henri Maréchal, französischer Komponist (* 1842)
- 15. Mai: Paul Henri d’Estournelles de Constant, französischer Politiker (* 1852)
- 18. Mai: Victor Charbonnet, Schweizer Ingenieur und freisinniger Politiker (* 1861)
- 19. Mai: Maria Bernarda Bütler, katholische Missionarin und Ordensgründerin (* 1848)
- 19. Mai: Lodovico Scarfiotti, italienischer Jurist und Unternehmer (* 1862)
- 25. Mai: Charles William Andrews, britischer Wirbeltier-Paläontologe, Zoologe und Botaniker (* 1866)
- 25. Mai: Federico Boyd, panamaischer Staatspräsident (* 1851)
- 30. Mai: Heinrich Messikommer, Schweizer Auktionator, Kunst- und Antiquitätenhändler (* 1864)
- 000Mai: Joseph-Jean-Félix Aubert, französischer Maler (* 1849)
- 01. Juni: Karl Stoll, Schweizer Gewerkschaftsfunktionär und Politiker (* 1869)

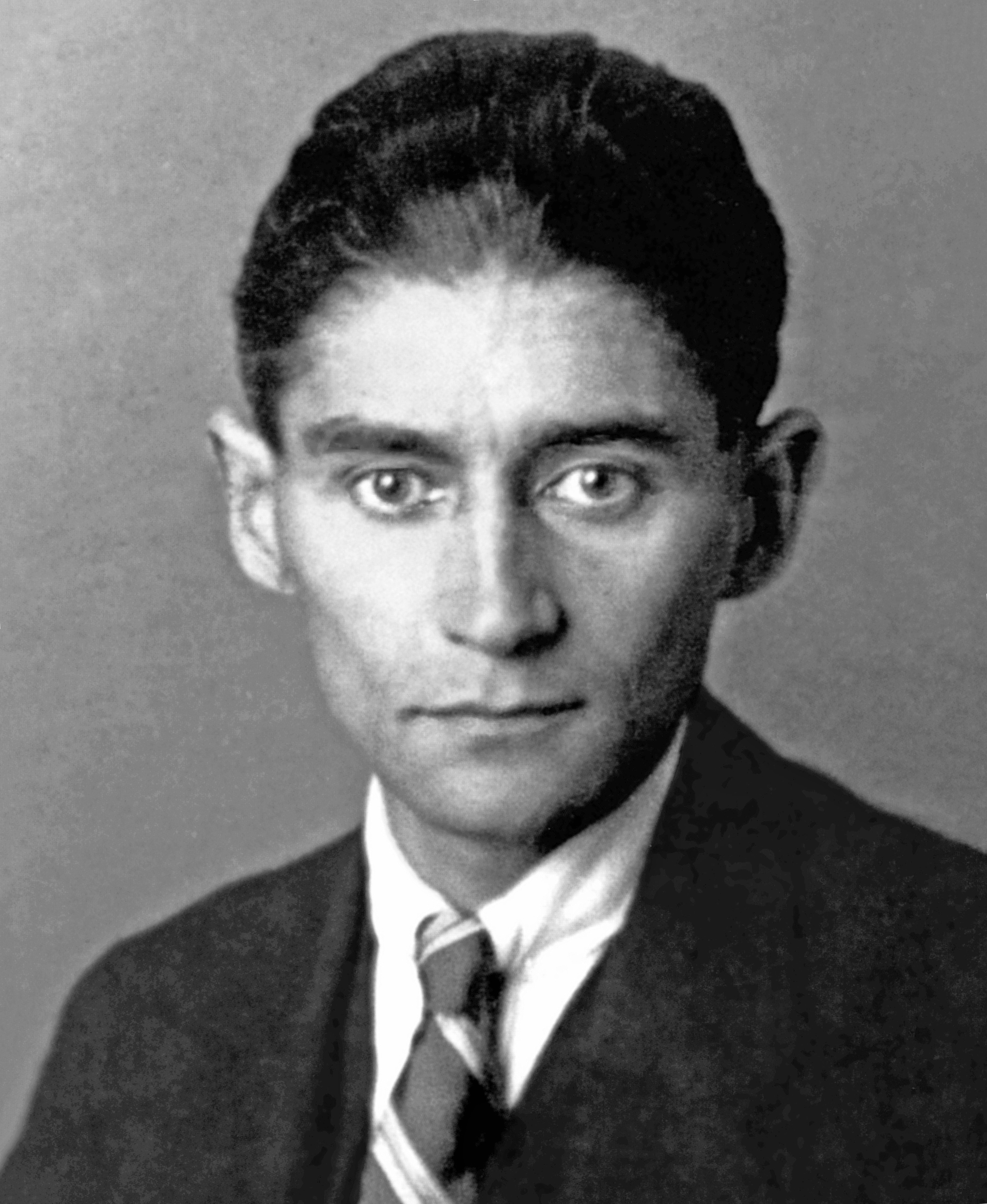
Franz Kafka (1883–1924)

- 03. Juni: Franz Kafka, österreichischer/tschechischer Schriftsteller (* 1883)
- 07. Juni: Ernst von Raben, deutscher Offizier (* 1877)
- 07. Juni: Friedrich Spitta, deutscher Evangelischer Theologe (* 1852)
- 08. Juni: George Mallory, englischer Bergsteiger (* 1886)
- 08. Juni: Andrew Irvine, englischer Bergsteiger (* 1902)
- 10. Juni: Giacomo Matteotti, italienischer Politiker (* 1885)
- 11. Juni: Théodore Dubois, französischer Komponist (* 1837)
- 14. Juni: Petko Petkow, bulgarischer Politiker (* 1891)
- 19. Juni: Karl Gerstein, deutscher Jurist, Verwaltungsbeamter, Kommunalpolitiker und Wirtschaftsmanager (* 1864)
- 30. Juni: Johannes von Eben, deutscher General der Infanterie (* 1855)
- 30. Juni: Jacob Israël de Haan, niederländischer Jurist und Journalist (* 1881)
- 30. Juni: Anton Ohorn, deutscher Dichter und Schriftsteller (* 1846)

### Juli/August
- 03. Juli: Franz Boll, deutscher Altphilologe (* 1867)
- 07. Juli: Anton Afritsch, österreichischer Journalist und Politiker (* 1873)
- 07. Juli: Otto Friedrich Wilhelm Antrick, deutscher Industrieller (* 1858)
- 13. Juli: Robert Kidston, britischer Botaniker (* 1852)
- 13. Juli: Alfred Marshall, britischer Ökonom (* 1842)
- 14. Juli: Franz Xaver Engelhart, deutscher katholischer Priester, Kirchenmusiker, Chorleiter und Komponist (* 1861)
- 15. Juli: Rudolf Rieck, deutscher Fabrikant und Politiker (* 1846)
- 21. Juli: Jan van Leeuwen, niederländischer Gräzist (* 1850)
- 22. Juli: Claude Augé, französischer Verleger, Romanist und Lexikograf (* 1854)
- 22. Juli: Auda ban harb al-abo seed al-mazro al-tamame ibu Tayi, arabischer Feldherr (* 1874)
- 23. Juli: Frank Frost Abbott, US-amerikanischer Klassischer Philologe (* 1860)
- 27. Juli: Ferruccio Busoni, Pianist, Komponist, Dirigent und Musiklehrer (* 1866)
- 30. Juli: James-Alfred Porret, Schweizer evangelischer Geistlicher und Hochschullehrer (* 1843)
- 01. August: Frieda Amerlan, deutsche Schriftstellerin (* 1841)

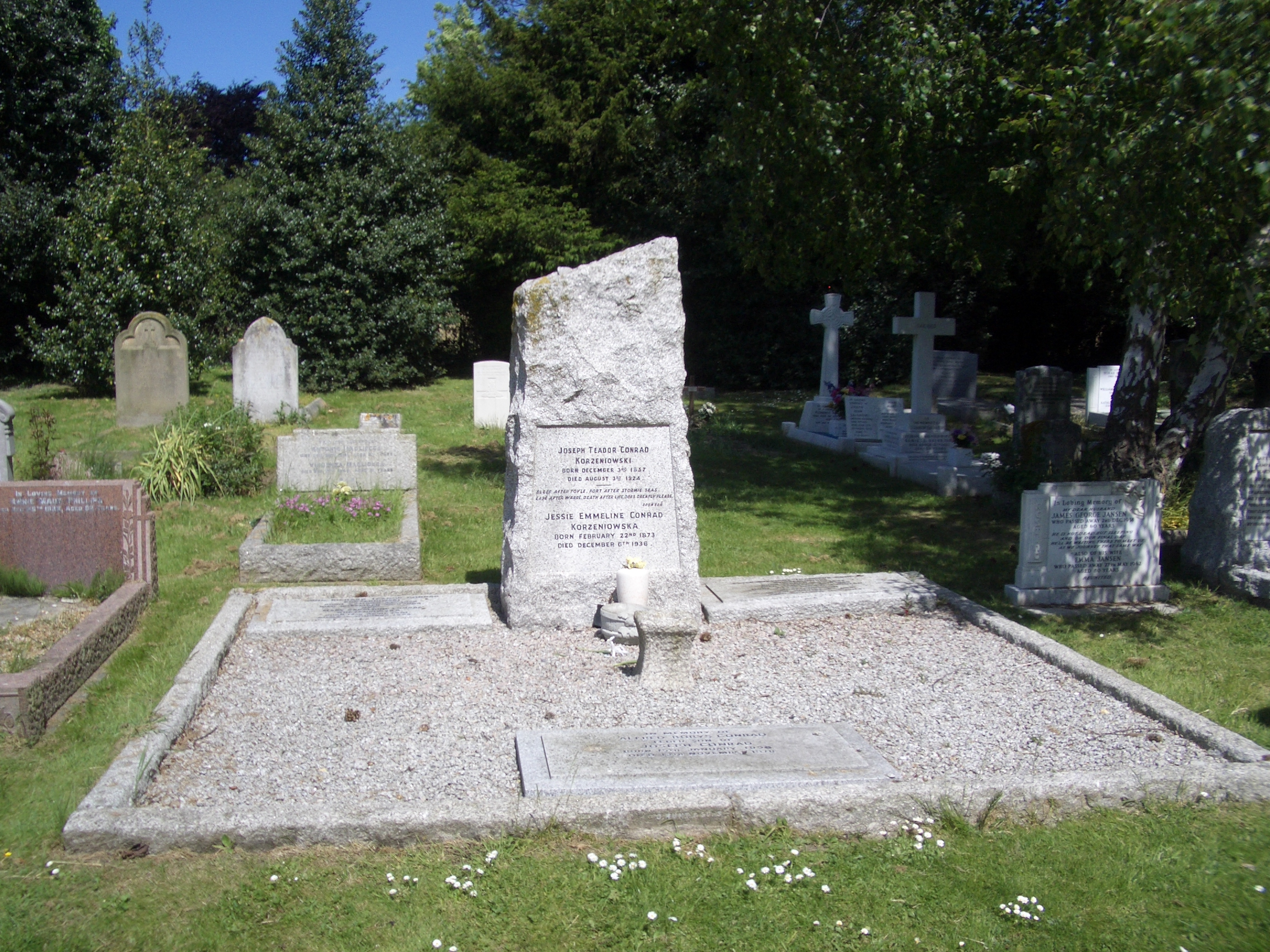
Das Grab von Joseph Conrad in Canterbury

- 03. August: Joseph Conrad, englischer Schriftsteller (* 1857)
- 03. August: Charles Elroy Townsend, US-amerikanischer Politiker (* 1856)
- 07. August: Camille Zeckwer, US-amerikanischer Komponist (* 1875)
- 11. August: Franz Schwechten, deutscher Architekt (* 1841)
- 13. August: Julián Aguirre, argentinischer Komponist, Pianist und Musikpädagoge (* 1868)
- 17. August: Paul Natorp, deutscher Philosoph (* 1854)
- 18. August: LeBaron Bradford Colt, US-amerikanischer Politiker und Jurist (* 1846)
- 18. August: Laura Lemon, kanadische Komponistin und Pianistin (* 1866)
- 22. August: Sietze Douwes van Veen, niederländischer Kirchenhistoriker (* 1856)
- 25. August: Ludvík Aust, österreichischer Politiker (* 1863)
- 26. August: Eugène Py, französisch-argentinischer Filmpionier (* 1859)
- 27. August: William Bayliss, britischer Physiologe (* 1860)
- 27. August: Henry William Massingham, britischer Journalist (* 1860)
- 28. August: David Marston Clough, US-amerikanischer Politiker (* 1846)
- 28. August: Henry Tifft Gage, US-amerikanischer Politiker (* 1852)
- 31. August: Todor Aleksandrow, bulgarisch-makedonischer Wojwode und Gründer der IMRO (* 1881)

### September/Oktober
- 01. September: Joseph Henry Blackburne, englischer Schachgroßmeister (* 1841)
- 01. September: August Degen, deutscher Landwirt, Genossenschaftsgründer, Agrarfunktionär und Politiker (* 1850)
- 02. September: Dario Resta, italienisch-britischer Automobilrennfahrer (* 1884)
- 08. September: Ferdinand von Lochow III., deutscher Landwirt und Pflanzenzüchter (* 1849)
- 11. September: Christian von Krogh, deutscher Kolonialoffizier (* 1863)
- 11. September: Muhammad Jamalul Alam II., Sultan von Brunei (* 1889)
- 11. September: Mieczysław Surzyński, polnischer Organist und Komponist (* 1866)
- 13. September: Pekka Juhani Hannikainen, finnischer Komponist (* 1854)
- 15. September: Jimmy Murphy, US-amerikanischer Automobilrennfahrer (* 1894)
- 16. September: Maria Woodworth Etter, US-amerikanische Evangelistin und Pfingstpredigerin (* 1844)
- 21. September: Maximilian Reichel, deutscher Feuerwehrbeamter (* 1856)
- 22. September: Alfred Frey, Schweizer Ökonom und Wirtschaftspolitiker (* 1859)
- 24. September: Manuel José Estrada Cabrera, Präsident von Guatemala (* 1857)
- 29. September: Willy Bardas, österreichischer Pianist und Musikpädagoge (* 1887)
- 03. Oktober: Max Waechter, britischer Kaufmann und Philanthrop (* 1837)
- 05. Oktober: Warren Garst, US-amerikanischer Politiker (* 1850)
- 07. Oktober: Florens Christian Rang, deutscher protestantischer Theologe, Politiker und Schriftsteller (* 1864)
- 08. Oktober: Ernestine von Kirchsberg, österreichische Malerin (* 1857)
- 10. Oktober: Carl von Thieme, deutscher Unternehmer (* 1844)
- 11. Oktober: Francisco Aguilar Barquero, Präsident von Costa Rica (* 1857)
- 12. Oktober: Anatole France, französischer Autor (* 1844)
- 13. Oktober: Percival J. Illsley, kanadischer Komponist, Organist, Chorleiter und Musikpädagoge (* 1865)
- 14. Oktober: Frank Bosworth Brandegee, US-amerikanischer Politiker (* 1864)
- 14. Oktober: Helen Smith Woodruff, US-amerikanische Schriftstellerin (* 1888)
- 17. Oktober: Wilhelm Albert Beckmann, deutscher Politiker (* 1865)
- 19. Oktober: Richard Ritter Schubert von Soldern, österreichischer Philosoph (* 1852)
- 19. Oktober: Louis Zborowski, britischer Automobilrennfahrer und -ingenieur (* 1895)
- 21. Oktober: Martin Marsick, belgischer Violinvirtuose und -lehrer (* 1847)
- 22. Oktober: Henry Buchtel, US-amerikanischer Politiker (* 1847)
- 23. Oktober: Marguerite de Witt-Schlumberger, französische Feministin (* 1853)
- 27. Oktober: Abraham Ángel Card Valdés, mexikanischer Künstler (* 1905)
- 27. Oktober: Josefine Swoboda, österreichische Malerin und Grafikerin (* 1861)
- 28. Oktober: Walter Boveri, Industrieller, Gründer von Brown, Boveri & Cie (BBC) (* 1865)
- 29. Oktober: Frances Hodgson Burnett, britisch-US-amerikanische Autorin (* 1849)

### November/Dezember
- 02. November: August Abegg, Schweizer Textilfabrikant (* 1861)
- 03. November: Cornelius Cole, US-amerikanischer Politiker (* 1822)
- 04. November: Gabriel Fauré, französischer Komponist (* 1845)
- 07. November: Hans Thoma, deutscher Maler (* 1839)
- 08. November: Sergei Ljapunow, russischer Komponist und Pianist (* 1859)
- 09. November: Henry Cabot Lodge, US-amerikanischer Politiker (* 1850)
- 10. November: Dean O’Banion, Ganganführer und Rivale Al Capones (* 1892)
- 10. November: Arsenios der Kappadokier, griechischer Mönch und Heiliger (* 1840)
- 14. November: Samuel Keller, Schweizer evangelischer Theologe und geistlicher Schriftsteller (* 1856)
- 15. November: Edwin Samuel Montagu, britischer Politiker (* 1879)
- 17. November: Georges Fulliquet, Schweizer evangelischer Geistlicher und Hochschullehrer (* 1863)
- 17. November: Eugène Simon, französischer Arachnologe (* 1848)
- 20. November: Lee Oliver Fitzmaurice Stack, Gouverneur des Sudan (* 1868)
- 21. November: Alois Riehl, österreichischer Philosoph (* 1844)
- 22. November: Herman Heijermans, niederländischer Dramatiker, Schriftsteller, Journalist und Intendant (* 1864)
- 24. November: Charles S. Fairchild, US-amerikanischer Politiker und ehemaliger Finanzminister (* 1842)

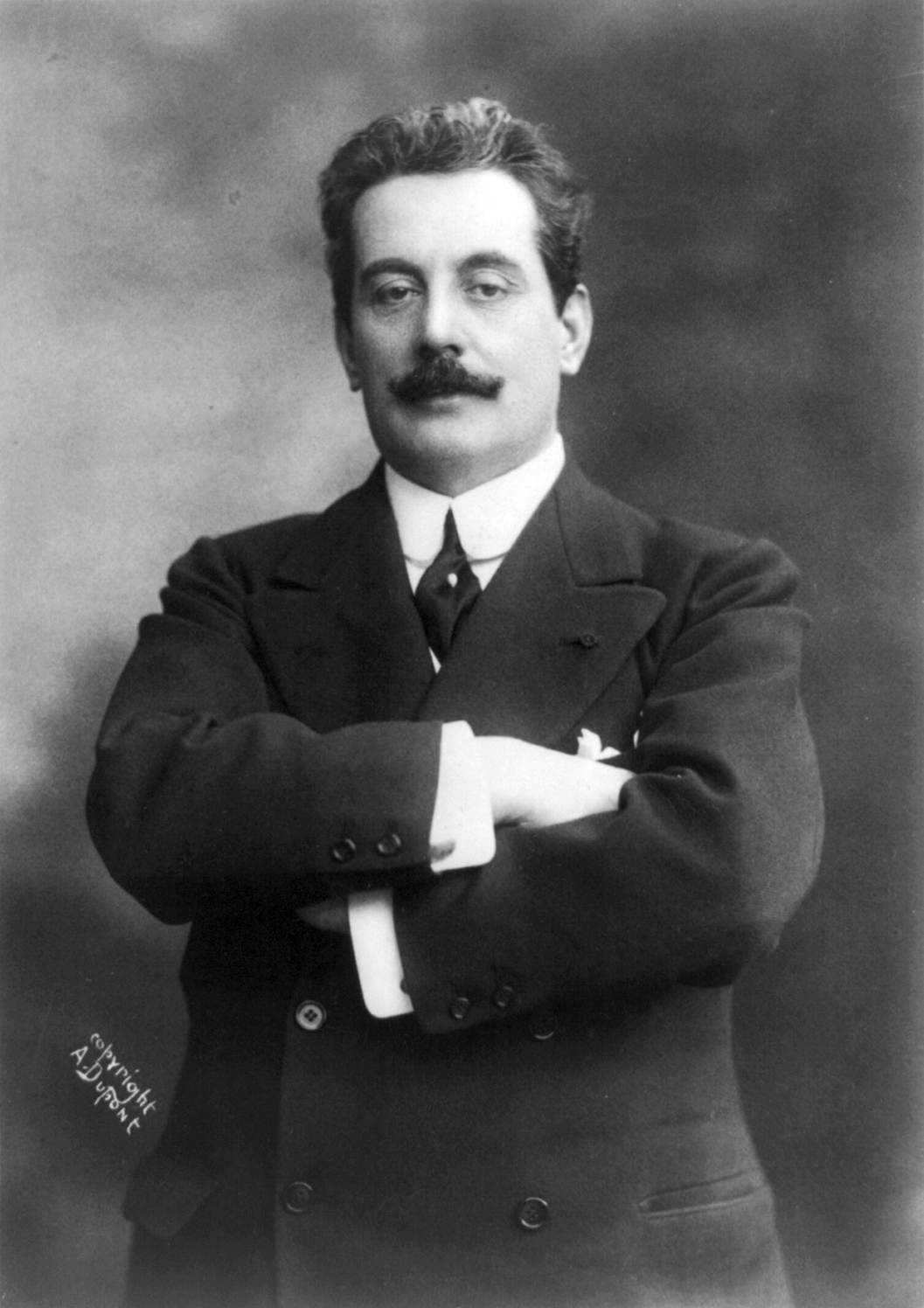
Giacomo Puccini, 1908

- 29. November: Giacomo Puccini, italienischer Komponist (* 1858)
- 02. Dezember: Hugo von Seeliger, deutscher Astronom (* 1849)
- 07. Dezember: Rudolph Bergh, dänischer Komponist (* 1859)
- 08. Dezember: Xaver Scharwenka, polnisch-tschechischer Komponist und Pianist (* 1850)
- 08. Dezember: Yamamura Bochō, japanischer Lyriker (* 1884)
- 09. Dezember: Iwan Iwanowitsch Kryschanowski, russischer Komponist (* 1867)
- 10. Dezember: Margarete Michaelson, deutsche Schriftstellerin (* 1872)
- 14. Dezember: Franciszek Słomkowski, polnischer Geiger, Dirigent, Musikpädagoge und Komponist (* 1849)
- 15. Dezember: Theodore Frank Appleby, US-amerikanischer Politiker (* 1864)
- 15. Dezember: Franz Friedrich Kohl, österreichischer Entomologe und Volksliedforscher (* 1851)
- 17. Dezember: Ludolf von Bismarck, deutscher Politiker und Landeshauptmann des Kreises Stendal (* 1834)
- 18. Dezember: James E. Campbell, US-amerikanischer Politiker (* 1843)
- 21. Dezember: Alfred Käser, Schweizer Evangelist (* 1879)
- 22. Dezember: Karl Denke, deutscher Serienmörder (* 1860)
- 23. Dezember: Erich von Gündell, preußischer General (* 1854)
- 27. Dezember: William Archer, schottischer Theaterkritiker, Bühnendichter und Ibsen-Übersetzer (* 1856)
- 27. Dezember: Léon Bakst, russisch-französischer Maler, Bühnen- und Kostümbildner (* 1866)
- 28. Dezember: Albert Koebele, deutsch-US-amerikanischer Entomologe (* 1853)
- 29. Dezember: Carl Spitteler, Schweizer Schriftsteller (* 1845)

### Genaues Todesdatum unbekannt
- Émile Blavet, französischer Journalist, Schriftsteller und Librettist (* 1828)
- Ohannes Kayserian, armenischer Herausgeber, Publizist und Buchhändler (* unbekannt)